# Toluca de Lerdo
Toluca de Lerdo, conocida comúnmente como Toluca, es una ciudad mexicana, cabecera del municipio de Toluca y capital del Estado de México. Toluca de Lerdo para el año 2020 contaba con 223 876 habitantes; siendo la septuagésimo cuarta ciudad más poblada del país y una zona metropolitana de 2 353 924, siendo así la quinta zona metropolitana de mayor población en México.
Es principalmente una ciudad industrial que conurba con Metepec, uno de los municipios más ricos del país. El valle de Toluca cuenta con una base infraestructural de buen nivel. Su aeropuerto es considerado como la primera opción para desahogar al de la Ciudad de México. Por otro lado, cuenta con el sistema de transporte interurbano El Insurgente, un tren ligero con una velocidad máxima de 160 kilómetros por hora y una longitud de 58 km que une a la ciudad de Toluca de Lerdo con la Ciudad de México. Está comunicada a 66 kilómetros de distancia hacia el oriente con el valle de México, conformado por la Ciudad de México y su zona metropolitana.
Gracias a la presión ciudadana durante la última década[¿cuándo?], se promueve el ciclismo urbano y al convenio que se firmó con la ONU, en la zona metropolitana de Toluca existen algunas ciclovías para el uso y respeto de la bicicleta como medio de transporte masivo sustentable sin embargo durante la administración de Raymundo Martínez, una gran cantidad de dichas vías se vieron afectadas y suspendidas para su uso.
Sus atracciones turísticas son varias debido a la gran herencia cultural y artística que ha sabido mantener viva la unión de la cultura hispánica e indígena. Se destacan sus tradicionales portales, el jardín botánico Cosmovitral, el planetario de la ciudad, el centro cultural Tolzú, la Cineteca Mexiquense y múltiples parques, museos, centros y eventos culturales entre los que destaca la Feria del Alfeñique, con motivo de la festividad anual del Día de Muertos, así como el ya extinto Festival Internacional de Cine de Toluca.
Toluca está situada a 2600 metros sobre el nivel del mar, siendo la ciudad capital más alta de México y de América del Norte, lo cual la hace templada durante todo el año con temperaturas promedio que oscilan entre 6 y 25 grados Celsius durante la primavera y el verano, y de −5 a 20 grados Celsius en invierno. Su clima es templado subhúmedo con lluvias en verano. Su altitud favorece la práctica del deporte de alto rendimiento, pero al ser una de las ciudades más contaminadas del país debido a las emisiones su corredor industrial y al deficiente transporte público motorizado de los últimos 3 trienios, el ejercicio al aire libre conlleva algunos riesgos para la salud.
El Deportivo Toluca Fútbol Club es la mayor institución deportiva de la ciudad el cual fue fundado el 12 de febrero de 1917. El estadio del club Estadio Nemesio Diez. Fue inaugurado oficialmente el 8 de agosto de 1935, cuenta con capacidad para 30,000 espectadores. Actualmente el club varonil se encuentra participando en la Primera División de México desde 1954, También cuenta con un club de fútbol profesional femenil Deportivo Toluca Femenil que participa en la Primera División Femenil de México desde el año 2017, el club femenil fue fundado en el año 2017. El club disputa sus partidos como local en el Estadio Nemesio Diez desde el año 2020.

## Toponimia

Glifo de Tollocan.

El nombre Toluca proviene de la voz náhuatl Tollohcan, que significa ‘lugar donde habita el dios Tolloh’ (Nzehñi en otomí, Imbomáani en matlatzinca, Zúmi en mazahua y Tsindijets en tlahuica). De acuerdo a los estudios de Cecilio Robelo, Toluca significa ‘en donde está el dios Tolo’ o ‘cerro del dios Tolo’ o ‘lugar del dios Tolo’. Sus raíces gramaticales son toloqui, de toloa, ‘inclinar o bajar la cabeza’.
En 1861 por decreto de la legislatura local, el municipio tomó el nombre oficial de Toluca de Lerdo, en memoria del político Sebastián Lerdo de Tejada el cual permanecía vivo para esa época.

## Historia

### Primeros pobladores
Los primeros asentamientos humanos en estas tierras datan del año 1200 a. C., según la información que ofrece el Museo de Antropología e Historia, ubicado en la Exhacienda La Pila, en San Buenaventura.

### Pueblos asentados en el Valle de Toluca
El Valle de Toluca se encuentra rodeado por elevaciones montañosas y surcado por el Río Lerma. Alrededor del año 600 empezaron a establecerse en el Valle de Toluca grupos como los matlazincas, otomíes, mazahuas y malinalcas, entre otros.
Matlazincas
Habitaron el valle que comprende parte de los actuales municipios de Toluca, Tenango del Valle, Tenancingo y Temascaltepec. Sus centros ceremoniales más importantes fueron Calixtlahuaca 'casa en la llanura’; y Teotenango ‘lugar de las murallas divinas’. La palabra "matlazinca" es un exónimo derivado del náhuatl mátlatl ‘red’, la cual tenía múltiples usos: para pescar y desgranar mazorcas de maíz; por eso significa ‘señores de la red’. Los matlazincas cultivaban fríjol, maíz, nopal y tule. Su dios más importante era Tolotzin, dios del fuego o del sol. Una de sus aportaciones culturales fue el calendario agrícola.
Otomíes
Los otomíes se asentaron en una parte ocupada actualmente por los Estados de Veracruz, México, Hidalgo, Querétaro y San Luis Potosí. Los otomíes llegaron al Valle de Toluca en el siglo VII y establecieron relaciones con los toltecas, matlazincas y mazahuas. En el siglo XIII, los otomíes fundaron el señorío de Xaltocan, desde donde controlaban su territorio. Los otomíes cultivaban maíz, se dedicaban a la caza, la pesca y la recolección. Sus dioses más importantes eran Otontecuitli, Yoccipa y Atetein. Su centro ceremonial más importante era Huamango, ubicado en el municipio de Acambay.
Mazahuas
La palabra mazahua es un vocablo nahua que significa ‘huella de venado’. Las raíces del pueblo mazahua provienen de la fusión racial y cultural tolteca-chichimeca. El pueblo mazahua ha conservado sus expresiones culturales mediante la lengua (emparentada con el otomí) así como en la tradición oral, la música, la danza, la vestimenta, y las artesanías que elaboran para su venta en centros urbanos. Es de suponerse que estos elementos expresan su visión del mundo. Desde la época colonial sus prácticas rituales y religiosas quedaron permeadas por el cristianismo —predominantemente católico en el Estado de México, y protestante en Michoacán—. Por iniciativa gubernamental y acaso con el objetivo de facilitar sui control político, se edificó el Centro Ceremonial Mazahua. Cada vez son más frecuentes los casos de niños que no aprenden o no hablan dicha lengua.
Malinalcas
Cuando se establecieron los malinalcas, fueron conquistados por el Imperio mexica. Bajo el dominio de los mexicas, los malinalcas construyeron su centro ceremonial más importante: el templo de los caballeros águila y tigre (jaguar). Este también sirvió a los mexicas como guarnición militar y albergaba a los caballeros águila y tigre (jaguar), encargados de cuidar el tributo de la región del sur y también de llevarlo a la capital del Imperio mexica.
Ocuiltecos y tlahuicas
Estas culturas se establecieron al sureste del territorio del estado de México. Durante los siglos VI y VII, ocuiltecas y tlahuicas construyeron sus primeras aldeas.
Toluca fue fundada por los toltecas. Su nombre significa en náhuatl ‘donde se encuentra el dios Tolotzin’. Luego llegaron los matlatzincas, cuyo paso está documentado en el vecino sitio arqueológico de Calixtlahuaca. El emperador azteca Axayácatl conquistó el valle a mediados del siglo XV y lo incorporó al Imperio azteca.
La conquista de Tenochtitlan se consumó en 1521 y el 19 de marzo de 1522 unos misioneros franciscanos llegaron a evangelizar la zona de Toluca (esta fecha temprana es sostenida en varias crónicas, aunque otras hablan de un proceso de evangelización iniciado en 1526).
Toluca se transformó en capital del estado de México el 5 de julio de 1830 y desde 1861 se le denomina Toluca de Lerdo. En la segunda mitad del siglo XIX la ciudad vivió una intensa etapa de mejoramiento urbano; en 1832 se inició la construcción de los Portales; en 1869 el gobernador Mariano Riva Palacio contrató al afamado arquitecto Ramón Rodríguez Arangoiti para iniciar el proyecto y la ejecución de los trabajos de la Catedral de Toluca.
A partir de los años cuarenta, Toluca entró en una etapa de rápida industrialización, transformándose en la moderna ciudad que es hoy.
Adicionalmente Toluca se ha convertido en una ciudad con muchos problemas urbanos por el incremento de población, con problemas de tránsito, gran contaminación e inseguridad.
También hay muchas expresiones culturales en esta capital, como los son la Feria del Alfeñique, que se celebra en el mes de noviembre o la quema de los llamados “Judas”, alguna vez organizada por el pintor Luis Nishizawa, cuya exposición de los mismos se lleva a cabo durante las celebraciones de Semana Santa y la quema el sábado de gloria.

### Asentamientos indígenas
Por su posición geográfica, entre la Cuenca de México (el antiguo Anáhuac) y Michoacán, el valle donde se ubica la actual ciudad de Toluca perteneció de lleno al ámbito mesoamericano. En distintos puntos de este territorio, como Calixtlahuaca, se han hallado vestigios de elementos culturales de origen culhuacano y mexica.
En el periodo Posclásico, el valle se conocía como Matlazinco, ‘donde habitan los matlazincas’. En él se encuentran varias lagunas, principalmente las de Chignahuapan, Chimalliapan y Chiconahuapan, en las que tiene su origen el actual Río Lerma. Todos estos cuerpos de agua se nutren de los escurrimientos que provienen de la Sierra Madre Oriental y del Nevado de Toluca.
En el siglo XV los mexicas, haciendo uso de su potencia militar, dominaron a los matlazincas y los convirtieron en tributarios. El nombre matlazinca es una voz náhuatl que viene de matlatl, que significa ‘red’; instrumento que los antiguos pobladores lo mismo usaban para pescar o cazar aves acuáticas, que para cargar o desgranar maíz.
El pueblo de Tolocan, ubicado en el valle del Matlazinco, estaba al pie de los cerros que están en el norte de la actual Toluca. En Miltepec (Metlitepetl) estaban las trojes de Axayácatl y Moctezuma II, lugar donde recaudaban los tributos sus calpixques. Al sobrevenir la conquista, los otomíes exiliados en la zona sur, se unieron a los culhuas para luchar contra los conquistadores, pero fueron vencidos. Hernán Cortés envió entonces a Gonzalo de Sandoval como alguacil mayor, para hacerse cargo de esa comunidad.

### Ciudad prehispánica
La fundación de esta ciudad prehispánica corrió a cargo de los tolocanos gobernados por el señor Tolo en el siglo VII d. C.
Entre las características más sobresalientes de los grupos asentados en el valle de Toluca, destaca el sentido de la dualidad en su cosmovisión, la escritura jeroglífica y el inicio de la jerarquización social. Después del año 200 a. C. la zona se fue despoblando y se quedó sin gente; hacia el año 200 vuelven a aparecer evidencias de pobladores. Los restos que se han encontrado, son testimonio de que grupos teotihuacanos fueron los que durante esta época se encontraban en el valle de Toluca. Alrededor de 112 asentamientos se pueden localizar; entre ellos destaca el que estaba en lo que hoy es Santa Cruz Atzcapozaltongo, que desgraciadamente ya no puede ser explorado.

### Ciudad colonial
Los españoles cruzaron el valle en 1522 bajo el mando de Cristóbal de Olid. Poco tardaron en llegar los misioneros evangelizadores, quienes se dedicaron a la construcción de capillas y conventos, como la capilla de la Santa Cruz. No es sino hasta el año de 1799 que Toluca es declarada ciudad mediante Cédula Real. Existen diferentes opiniones sobre cuándo efectivamente se fundó la ciudad de Toluca. Algunos sitúan la fecha en 1522, el 19 de marzo de este año donde se registra la llegada de los colonizadores misioneros que evangelizaron a los matlazincas y mexicas asentados en el valle de Toluca, aunque a diferencia de otros lugares, Toluca ya contaba con una densa población sedentaria asentada en el territorio por lo que la palabra "fundación" es debatible. La ciudad es uno de los primeros asentamientos del periodo colonial español en México.

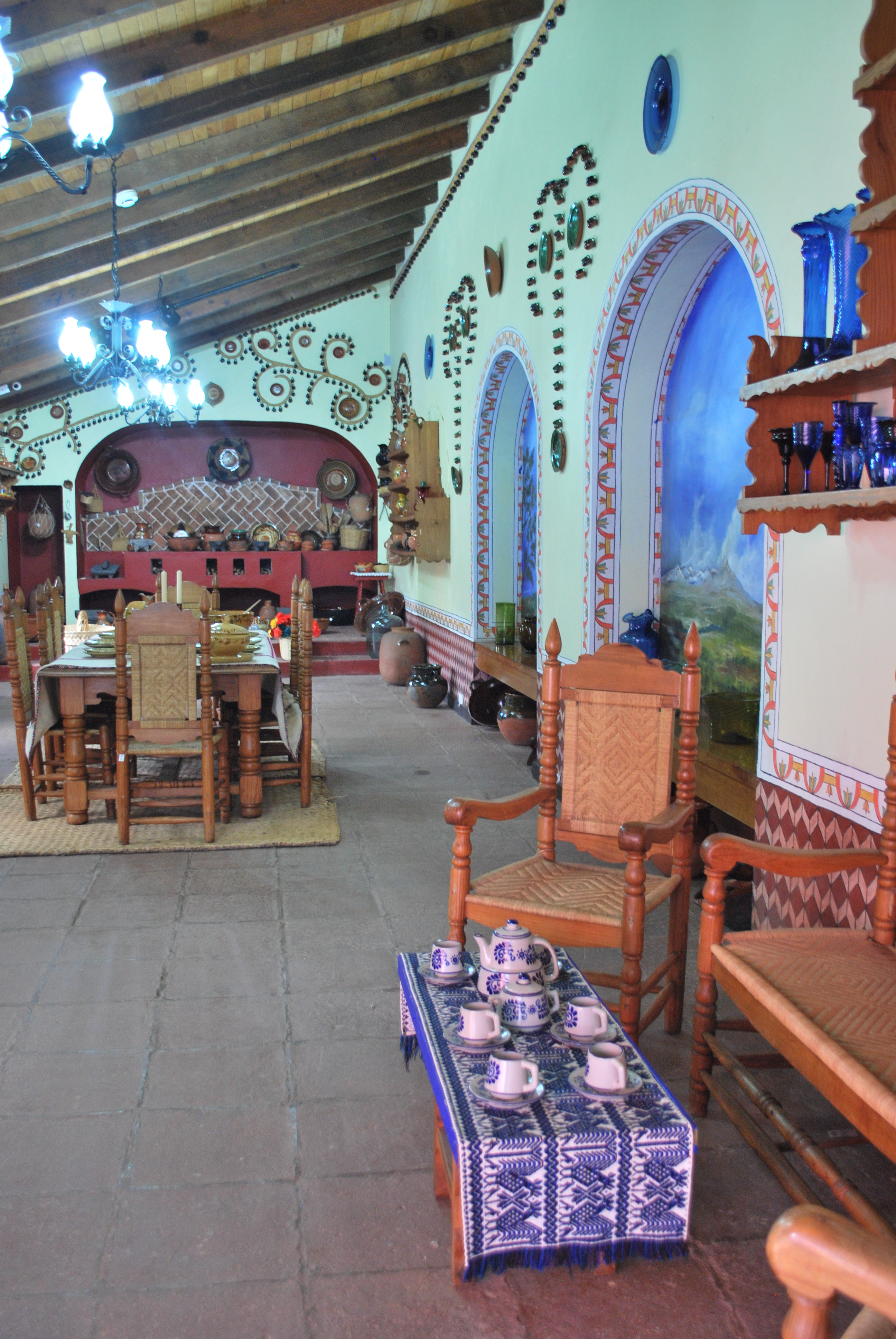
Cocina colonial en el Museo de Culturas Populares.

### Ayuntamiento
Un hecho que destaca el historiador Alfonso Sánchez García es que, en aquel momento, Toluca quizás por mucho habrá sido una villa. De lo que sí se tiene certeza es que, a pesar de que el título de ciudad probablemente se les haya concedido en 1522, el ayuntamiento de Toluca no se instaló sino hasta el 2 de mayo de 1813, e incluso este no funcionó sino hasta fines de diciembre de 1814, cuando tomó protesta y solo para disolverse y así restablecer el sistema de representación política bajo el que estaba sujeta Toluca de San José en 1808, con una diputación compuesta de ocho legisladores, un tesorero, un síndico, todos ellos dirigidos por un corregidor subdelegado.
La incertidumbre sobre la denominación de Toluca en la época del virreinato es comprensible. En 1813, cuando se instaló el ayuntamiento, México vivía la revolución de independencia. Las batallas no solo fueron militares, sino políticas e influían directamente a las demarcaciones geográficas de las corregidurías, diputaciones o ciudades. Fueron muchos los cambios a los que estuvo sujeta Toluca de San José, hasta que en 1814 Toluca volvió a tener un ayuntamiento, definitivo en esta ocasión.
Con la consumación de la Independencia, se creó al poco tiempo el Estado Libre y Soberano de México que, con un estatuto provisional para arreglar el desorden de las demarcaciones políticas, estableció que hubiese ayuntamientos en todas las poblaciones que superaran en población a cuatro mil ciudadanos, con lo que se concretó el ayuntamiento de Toluca de San José hasta ese entonces.

### La Batalla de Toluca
El 9 de diciembre de 1860 el ejército liberal al mando de Felipe Benicio Berriozábal Basabe, entonces gobernador del Estado de México, fue atacado por el ejército conservador al mando de Miguel Negrete, quienes con astucia lograron introducirse a la ciudad vistiendo los trajes utilizados por el cuerpo de mosqueteros, burlando así la vigilancia de Nicolás Romero, esta fue la última victoria del ejército conservador.

### Ciudad capital
La elección de Toluca como Capital Constitucional del Estado de México se dio el 16 de octubre de 1830, por reformas al artículo 5.º de la Constitución, realizadas por decreto del Ejecutivo estatal. Fue entonces cuando comenzó el traslado de los poderes del estado a Toluca de San José, y a construirse los portales en 1832, con el río Verdiguel al aire libre serpenteando la capital.
El nombre de Toluca de San José no vivió más de un siglo realmente. Fue en 1861 cuando, por una iniciativa del Congreso del Estado de México, se estableció que todos los pueblos cabeceras de distrito llevasen el nombre de un héroe o mártir. Así sucedió con Naucalpan de Juárez, o Ecatepec de Morelos.
En el caso de Toluca se le concedió, nuevamente, el título de villa, dentro de los títulos a villas a las cabeceras de distrito, y se eligió el nombre de Toluca de Lerdo. Existen dudas sobre si Lerdo se refería a Sebastián Lerdo de Tejada o a Miguel Lerdo de Tejada, sin embargo Sebastián seguía vivo en aquel momento, por lo que es muy probable que se refieran al hermano mayor: Miguel Lerdo de Tejada.
Actualmente, y amparado por el artículo 115 constitucional, Toluca es un municipio libre y autónomo, y su ayuntamiento se encuentra constituido por el cabildo, que es el máximo órgano deliberativo.

## Geografía

### Ubicación geográfica

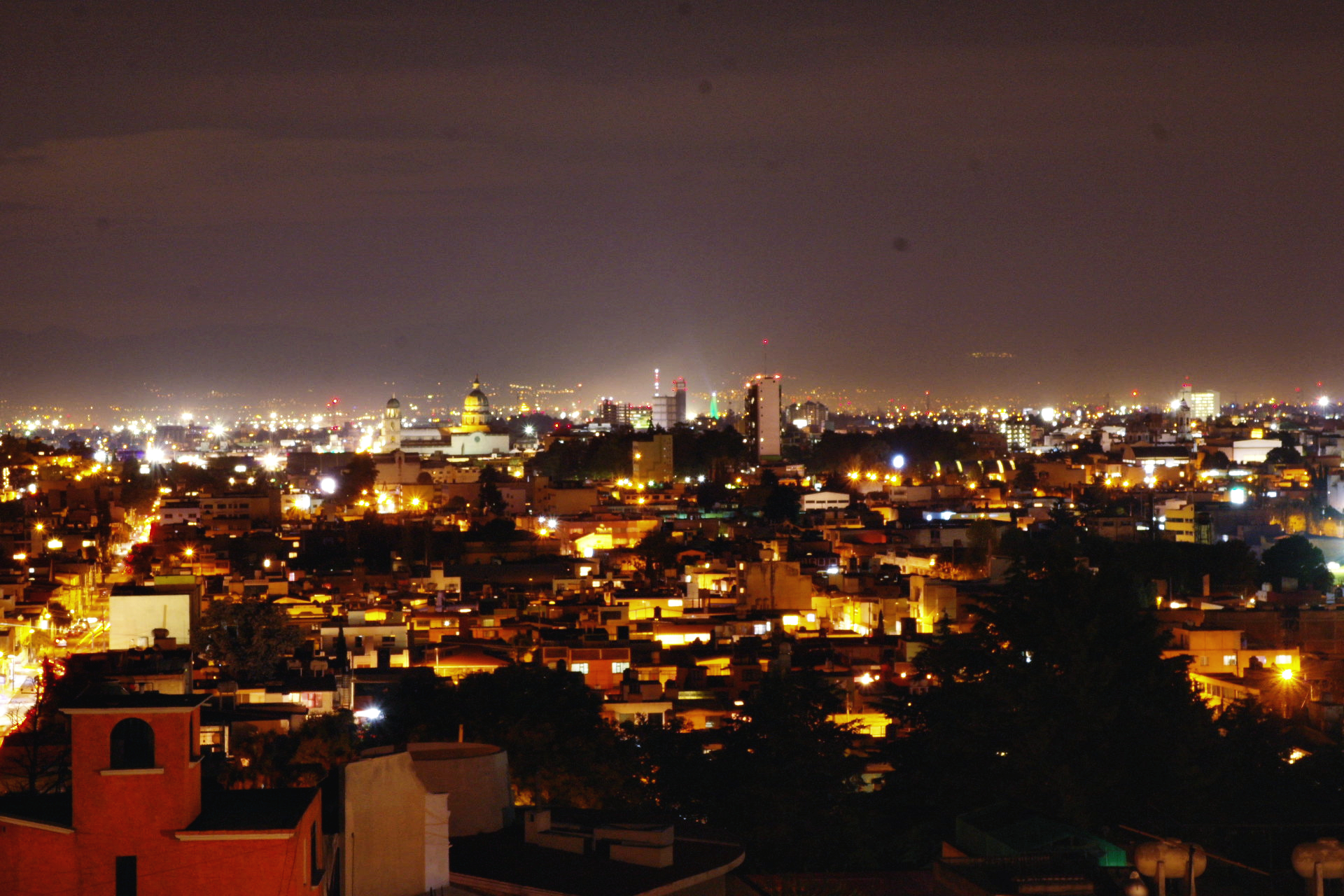
Vista panorámica de Toluca de Lerdo en la noche.

La ciudad de Toluca se encuentra en la zona central del Estado de México, a 66 km de distancia de la Ciudad de México, y por consecuencia dentro del hemisferio boreal, a 19°17′29″ de latitud norte y a los 99°39'38" de longitud oeste. Su territorio se extiende sobre el valle de Toluca, una gran planicie rodeada de montañas.
La altura media de la ciudad sobre el nivel del mar es de alrededor de 2660 m. Es la urbe a más altitud de América del Norte y está entre las ciudades mayor altura del continente americano, por lo que sus habitantes la llaman "Ciudad de Altura”. Su ubicación y particularmente su altitud, han determinado sus condiciones climáticas, que a su vez derivan en características muy particulares de su flora y su fauna.

### Distancias
| En el estado      | Distancia | En el país       | Distancia |
| ----------------- | --------- | ---------------- | --------- |
| Temascaltepec     | 64 km     | Cancún           | 1677 km   |
| Villa Victoria    | 63 km     | Oaxaca           | 521 km    |
| Amecameca         | 121 km    | Acapulco         | 389 km    |
| Atlacomulco       | 66 km     | Cuernavaca       | 144 km    |
| Chalco            | 101 km    | Guadalajara      | 473 km    |
| Chalma            | 67 km     | León             | 370 km    |
| Ecatepec          | 88 km     | Ciudad de México | 66 km     |
| Ixtapan de la Sal | 69 km     | Monterrey        | 889 km    |
| Naucalpan         | 68 km     | Morelia          | 230 km    |
| Tejupilco         | 101 km    | Pachuca          | 154 km    |
| Texcoco           | 98 km     | Puebla           | 193 km    |
| Valle de Bravo    | 73 km     | Querétaro        | 197 km    |
| Zumpango          | 116 km    | San Luis Potosí  | 396 km    |

### Clima
Toluca tiene, según la clasificación climática de Köppen un clima subtropical de montaña (Cwb), con inviernos secos relativamente fríos y veranos lluviosos y templados.
La cantidad de precipitación anual es moderadamente alta y equivale a 980.7 milímetros. La estación de lluvias transcurre entre los meses de junio a octubre, antecedida por un lapso de lluvias irregulares durante el mes de mayo.
Su humedad relativa anual es de 65 %, y el total de horas de sol al año es aproximadamente de 2026.
En los últimos días de primavera se alcanzan las temperaturas más altas, que en algunas ocasiones superan los 26 °C, mientras que las más frías se dan entre diciembre y febrero, presentándose heladas en la zona urbana prácticamente durante todo el invierno y en las primeras semanas de primavera.
En Toluca, una vez que concluye la temporada de lluvias, se inicia inmediatamente la temporada de heladas. Es decir, una temporada de enfriamiento intenso y brusco que se produce a causa de la pérdida nocturna de calor por irradiación terrestre. Este hecho se manifiesta generalmente justo en el instante de la salida del sol, o después del amanecer, provocando unas mañanas muy frías durante noviembre, diciembre y enero con depósitos de hielo en el suelo de esta demarcación.
En promedio, suelen darse temperaturas de 2 °C a -6 °C en más de 110 días al año, empezando a mediados de otoño y terminando a principios de primavera. Son raras las temperaturas mínimas por debajo de −7 °C. o por encima de 27 °C.
Cabe destacar que debido a su altitud, la temperatura nocturna se mantiene fría a lo largo del año.
| Parámetros climáticos promedio de Toluca de Lerdo, Estado de México | Parámetros climáticos promedio de Toluca de Lerdo, Estado de México | Parámetros climáticos promedio de Toluca de Lerdo, Estado de México | Parámetros climáticos promedio de Toluca de Lerdo, Estado de México | Parámetros climáticos promedio de Toluca de Lerdo, Estado de México | Parámetros climáticos promedio de Toluca de Lerdo, Estado de México | Parámetros climáticos promedio de Toluca de Lerdo, Estado de México | Parámetros climáticos promedio de Toluca de Lerdo, Estado de México | Parámetros climáticos promedio de Toluca de Lerdo, Estado de México | Parámetros climáticos promedio de Toluca de Lerdo, Estado de México | Parámetros climáticos promedio de Toluca de Lerdo, Estado de México | Parámetros climáticos promedio de Toluca de Lerdo, Estado de México | Parámetros climáticos promedio de Toluca de Lerdo, Estado de México | Parámetros climáticos promedio de Toluca de Lerdo, Estado de México |
| Mes                                                                 | Ene.                                                                | Feb.                                                                | Mar.                                                                | Abr.                                                                | May.                                                                | Jun.                                                                | Jul.                                                                | Ago.                                                                | Sep.                                                                | Oct.                                                                | Nov.                                                                | Dic.                                                                | Anual                                                               |
| ------------------------------------------------------------------- | ------------------------------------------------------------------- | ------------------------------------------------------------------- | ------------------------------------------------------------------- | ------------------------------------------------------------------- | ------------------------------------------------------------------- | ------------------------------------------------------------------- | ------------------------------------------------------------------- | ------------------------------------------------------------------- | ------------------------------------------------------------------- | ------------------------------------------------------------------- | ------------------------------------------------------------------- | ------------------------------------------------------------------- | ------------------------------------------------------------------- |
| Temp. máx. abs. (°C)                                                | 31.5                                                                | 33.5                                                                | 34.4                                                                | 31.9                                                                | 35                                                                  | 35.5                                                                | 34.5                                                                | 33.5                                                                | 30                                                                  | 28.5                                                                | 27                                                                  | 27                                                                  | 35.5                                                                |
| Temp. máx. media (°C)                                               | 24.8                                                                | 23.6                                                                | 24.8                                                                | 25.6                                                                | 26.4                                                                | 25.2                                                                | 23.5                                                                | 20                                                                  | 21.5                                                                | 20.2                                                                | 19.8                                                                | 19.6                                                                | 22.9                                                                |
| Temp. media (°C)                                                    | 12.5                                                                | 13.3                                                                | 14.6                                                                | 16.4                                                                | 20                                                                  | 17.5                                                                | 14.3                                                                | 13.4                                                                | 13.1                                                                | 12                                                                  | 13                                                                  | 12                                                                  | 14.3                                                                |
| Temp. mín. media (°C)                                               | 2                                                                   | 3                                                                   | 3.7                                                                 | 5                                                                   | 7                                                                   | 9                                                                   | 11                                                                  | 8                                                                   | 6                                                                   | 3                                                                   | 1                                                                   | -2                                                                  | 4.7                                                                 |
| Temp. mín. abs. (°C)                                                | -9.2                                                                | -8.9                                                                | -5.2                                                                | -1.3                                                                | 1.2                                                                 | 3.3                                                                 | 2.5                                                                 | 3.5                                                                 | 1.7                                                                 | -4.6                                                                | -6.3                                                                | -7.8                                                                | -9.2                                                                |
| [cita requerida]                                                    |                                                                     |                                                                     |                                                                     |                                                                     |                                                                     |                                                                     |                                                                     |                                                                     |                                                                     |                                                                     |                                                                     |                                                                     |                                                                     |

| Parámetros climáticos promedio de Toluca de Lerdo (normales 1991–2020, extremos 1951-presente) | Parámetros climáticos promedio de Toluca de Lerdo (normales 1991–2020, extremos 1951-presente) | Parámetros climáticos promedio de Toluca de Lerdo (normales 1991–2020, extremos 1951-presente) | Parámetros climáticos promedio de Toluca de Lerdo (normales 1991–2020, extremos 1951-presente) | Parámetros climáticos promedio de Toluca de Lerdo (normales 1991–2020, extremos 1951-presente) | Parámetros climáticos promedio de Toluca de Lerdo (normales 1991–2020, extremos 1951-presente) | Parámetros climáticos promedio de Toluca de Lerdo (normales 1991–2020, extremos 1951-presente) | Parámetros climáticos promedio de Toluca de Lerdo (normales 1991–2020, extremos 1951-presente) | Parámetros climáticos promedio de Toluca de Lerdo (normales 1991–2020, extremos 1951-presente) | Parámetros climáticos promedio de Toluca de Lerdo (normales 1991–2020, extremos 1951-presente) | Parámetros climáticos promedio de Toluca de Lerdo (normales 1991–2020, extremos 1951-presente) | Parámetros climáticos promedio de Toluca de Lerdo (normales 1991–2020, extremos 1951-presente) | Parámetros climáticos promedio de Toluca de Lerdo (normales 1991–2020, extremos 1951-presente) | Parámetros climáticos promedio de Toluca de Lerdo (normales 1991–2020, extremos 1951-presente) |
| Mes                                                                                            | Ene.                                                                                           | Feb.                                                                                           | Mar.                                                                                           | Abr.                                                                                           | May.                                                                                           | Jun.                                                                                           | Jul.                                                                                           | Ago.                                                                                           | Sep.                                                                                           | Oct.                                                                                           | Nov.                                                                                           | Dic.                                                                                           | Anual                                                                                          |
| ---------------------------------------------------------------------------------------------- | ---------------------------------------------------------------------------------------------- | ---------------------------------------------------------------------------------------------- | ---------------------------------------------------------------------------------------------- | ---------------------------------------------------------------------------------------------- | ---------------------------------------------------------------------------------------------- | ---------------------------------------------------------------------------------------------- | ---------------------------------------------------------------------------------------------- | ---------------------------------------------------------------------------------------------- | ---------------------------------------------------------------------------------------------- | ---------------------------------------------------------------------------------------------- | ---------------------------------------------------------------------------------------------- | ---------------------------------------------------------------------------------------------- | ---------------------------------------------------------------------------------------------- |
| Temp. máx. abs. (°C)                                                                           | 27.0                                                                                           | 30.0                                                                                           | 32.5                                                                                           | 31.0                                                                                           | 33.5                                                                                           | 31.0                                                                                           | 27.0                                                                                           | 26.5                                                                                           | 27.5                                                                                           | 28.5                                                                                           | 26.8                                                                                           | 31.0                                                                                           | 33.5                                                                                           |
| Temp. máx. media (°C)                                                                          | 20.3                                                                                           | 22.3                                                                                           | 23.9                                                                                           | 25.0                                                                                           | 24.8                                                                                           | 22.9                                                                                           | 21.7                                                                                           | 21.8                                                                                           | 21.5                                                                                           | 21.7                                                                                           | 21.2                                                                                           | 20.3                                                                                           | 22.3                                                                                           |
| Temp. media (°C)                                                                               | 9.0                                                                                            | 10.8                                                                                           | 12.6                                                                                           | 14.4                                                                                           | 14.9                                                                                           | 14.7                                                                                           | 13.9                                                                                           | 14.1                                                                                           | 13.9                                                                                           | 12.9                                                                                           | 10.9                                                                                           | 9.3                                                                                            | 12.6                                                                                           |
| Temp. mín. media (°C)                                                                          | -0.4                                                                                           | 0.7                                                                                            | 2.3                                                                                            | 4.5                                                                                            | 6.5                                                                                            | 8.2                                                                                            | 8.8                                                                                            | 8.2                                                                                            | 8.3                                                                                            | 5.6                                                                                            | 2.0                                                                                            | 0.1                                                                                            | 4.5                                                                                            |
| Temp. mín. abs. (°C)                                                                           | -8.3                                                                                           | -7.0                                                                                           | -7.3                                                                                           | -1.8                                                                                           | 0.5                                                                                            | 3.0                                                                                            | 0.8                                                                                            | 2.4                                                                                            | -0.9                                                                                           | -3.1                                                                                           | -7.0                                                                                           | -9.7                                                                                           | -9.7                                                                                           |
| Lluvias (mm)                                                                                   | 10.9                                                                                           | 14.6                                                                                           | 19.9                                                                                           | 33.8                                                                                           | 87.2                                                                                           | 172.8                                                                                          | 198.5                                                                                          | 185.9                                                                                          | 163.5                                                                                          | 65.0                                                                                           | 20.6                                                                                           | 8.0                                                                                            | 980.7                                                                                          |
| Días de lluvias (≥ 0.1 mm)                                                                     | 2.8                                                                                            | 3.0                                                                                            | 4.6                                                                                            | 7.5                                                                                            | 15.4                                                                                           | 20.9                                                                                           | 24.2                                                                                           | 23.3                                                                                           | 20.4                                                                                           | 12.0                                                                                           | 5.1                                                                                            | 2.1                                                                                            | 141.3                                                                                          |
| Horas de sol                                                                                   | 244                                                                                            | 246                                                                                            | 275                                                                                            | 258                                                                                            | 235                                                                                            | 169                                                                                            | 183                                                                                            | 187                                                                                            | 163                                                                                            | 207                                                                                            | 215                                                                                            | 246                                                                                            | 2628                                                                                           |
| Humedad relativa (%)                                                                           | 64                                                                                             | 61                                                                                             | 58                                                                                             | 56                                                                                             | 60                                                                                             | 68                                                                                             | 71                                                                                             | 72                                                                                             | 72                                                                                             | 70                                                                                             | 67                                                                                             | 65                                                                                             | 65                                                                                             |
| Fuente n.º 1: Servicio Meteorológico Nacional (humedad 1951–2010 & extremos)                   |                                                                                                |                                                                                                |                                                                                                |                                                                                                |                                                                                                |                                                                                                |                                                                                                |                                                                                                |                                                                                                |                                                                                                |                                                                                                |                                                                                                |                                                                                                |
| Fuente n.º 2: NOAA                                                                             |                                                                                                |                                                                                                |                                                                                                |                                                                                                |                                                                                                |                                                                                                |                                                                                                |                                                                                                |                                                                                                |                                                                                                |                                                                                                |                                                                                                |                                                                                                |

### Orografía e hidrografía
La conformación orográfica del municipio de Toluca es contrastante, en la zona norte se encuentra un amplio valle en el que se asienta la mayor parte de la zona urbanizada, mientras que el terreno se eleva en dirección sur hasta llegar a los 4600 m sobre el nivel del mar en la cima del Nevado de Toluca y que es la tercera mayor elevación del Estado de México tras el Popocatépetl y el Iztaccíhuatl; existen además varias elevaciones de alrededor de 2500 m s. n. m. en la zona más baja del municipio. Sus coordenadas extremas varían de los 18°59′2″ a los 19°27′9″ de latitud norte, y de los 99°31′43″ a los 99º46’58" de longitud oeste. La altitud promedio es de 2600 m sobre el nivel del mar.

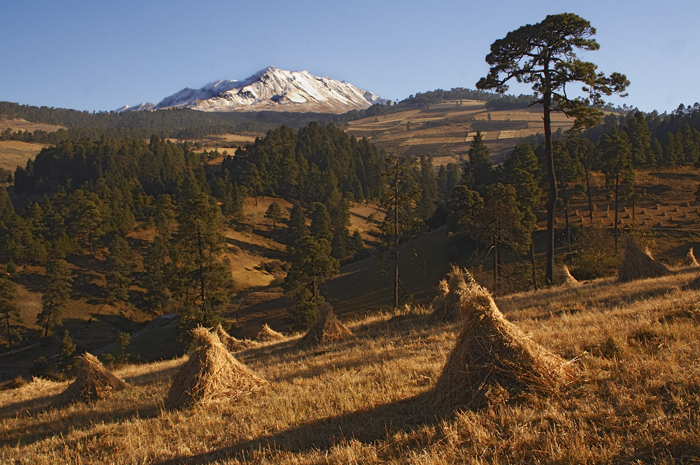
Nevado de Toluca.

El territorio municipal se encuentra en la zona elevada donde tiene sus fuentes el cercano río Lerma, y se encuentra surcado por las corrientes que descienden desde los glaciares del Nevado de Toluca hacia el valle, siendo el principal el río Verdiguel que atraviesa la ciudad de Toluca y desemboca en el río Lerma, existen además varias corrientes menores. El río Tecaxic, se alimenta de algunos arroyos como el de San Marcos y otros temporaleros. Además de cinco manantiales: Terrilleros, El Cano, Agua Bendita, Zacango y Las Conejeras; ciento un pozos que abastecen a la zona urbana y rural; veinticuatro arroyos de corrientes intermitentes; sesenta y un bordos; dos lagunas; dos acueductos y veinte presas de almacenamiento. Todo el territorio municipal, con excepción de su punto más al sur, pertenece a la región hidrológica Lerma-Santiago, el extremo sur se integra a la región hidrológica Balsas; en la región Lerma-Santiago, la zona central del municipio pertenece a la cuenca Lerma-Toluca.
Lamentablemente, tanto el río Lerma como el río Verdiguel están totalmente contaminados por aguas negras. El Verdiguel es prácticamente parte del sistema de drenaje de la ciudad de Toluca y está entubado en todo el tramo que cruza la ciudad.

## Economía

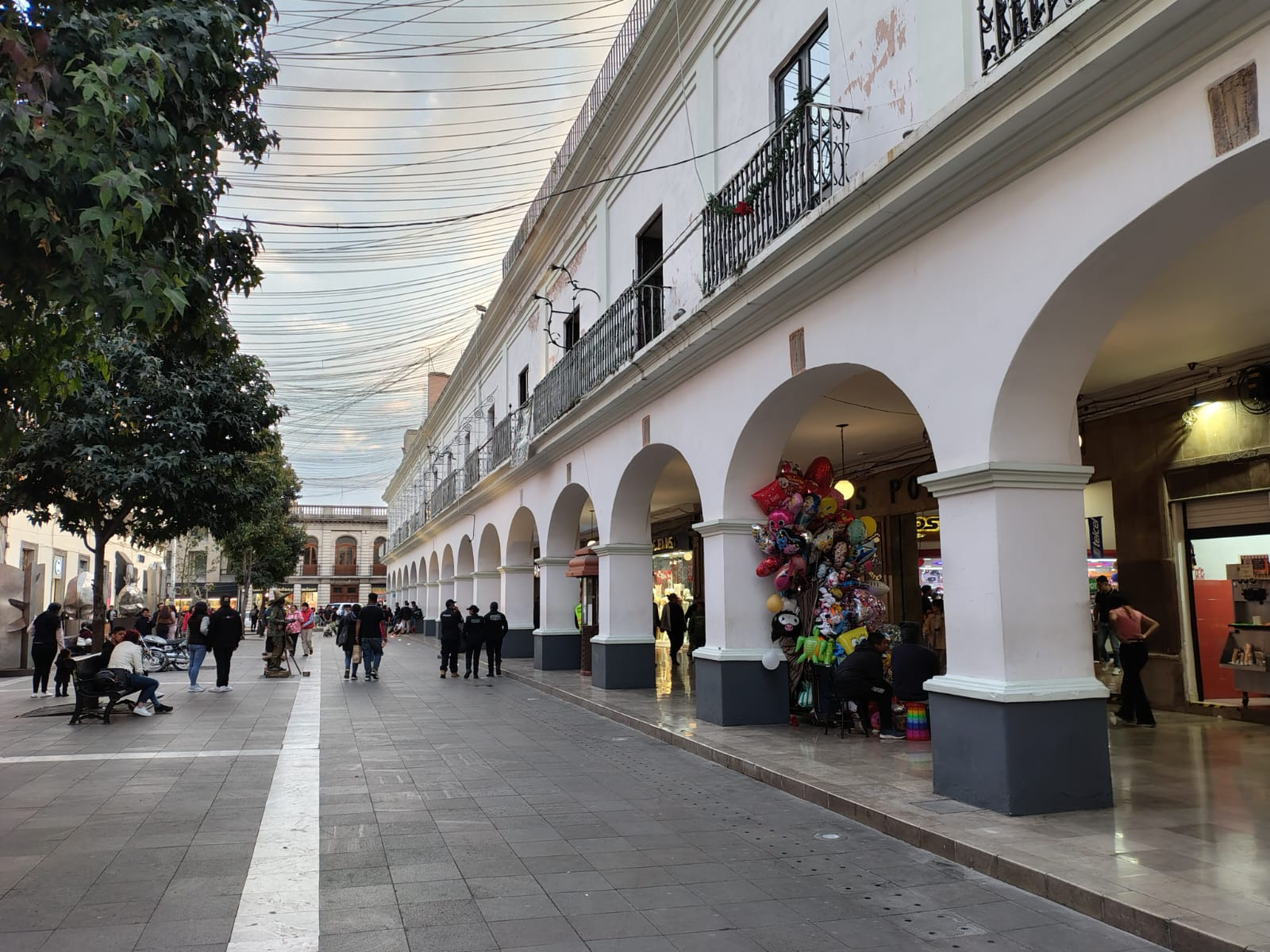
En Los Portales, se desarrolla el comercio a gran escala.

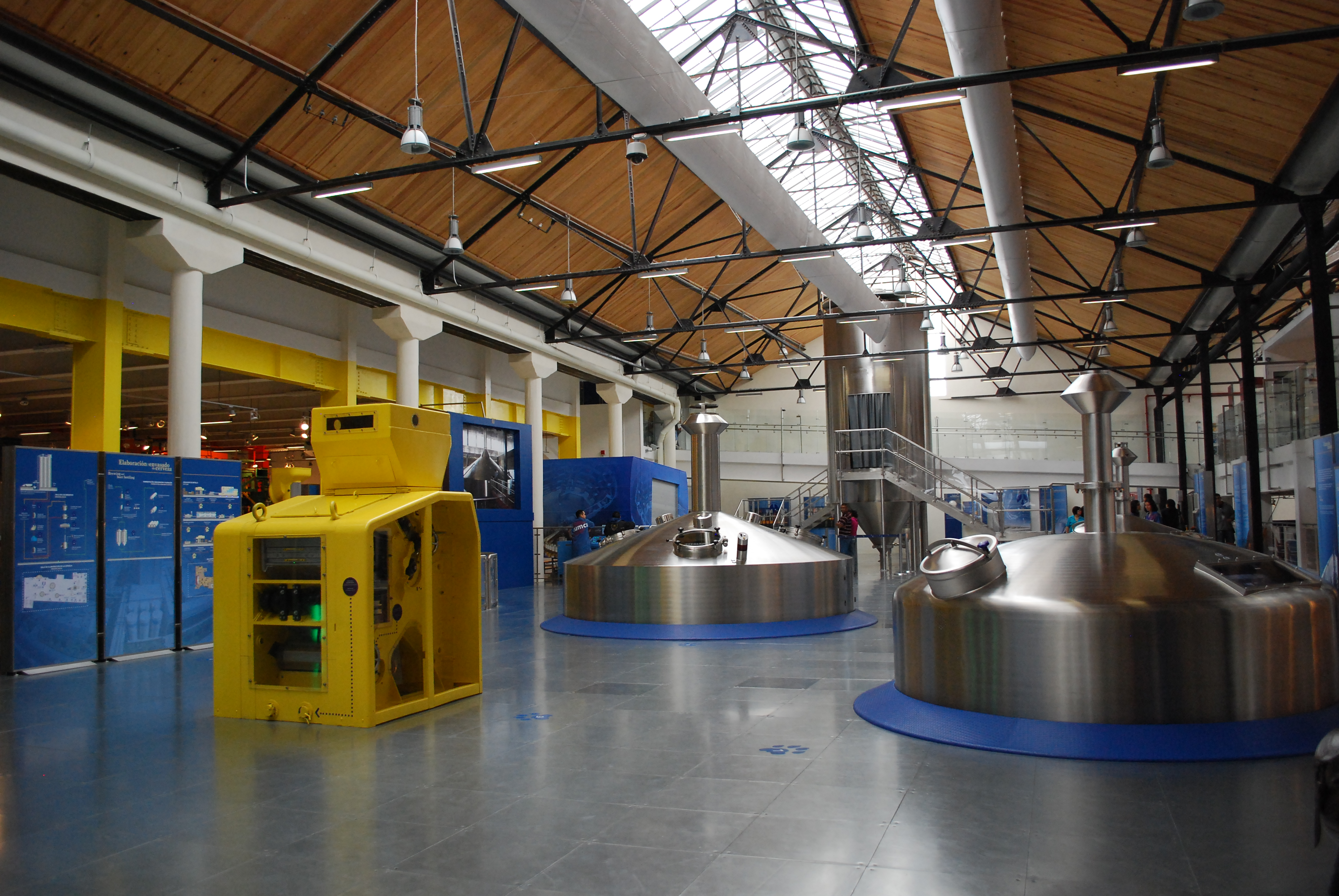
Elaboración de cerveza en Toluca de Lerdo por Grupo Modelo.

Toluca es un importante centro industrial. Las industrias establecidas en el municipio se dedican a la producción y distribución de bebidas, alimentos procesados, textiles, automóviles, productos eléctricos, químicos y farmacéuticos. La industria ocupa un lugar importante en la economía del municipio y de la región.
Además del sector secundario o industrial, gran parte de la población se dedica a actividades terciarias, como el comercio y los servicios. Otro aspecto importante, dentro del sector primario, son la agricultura y la ganadería. Se cultiva maíz, jitomate, huertos frutales, hortalizas e invernaderos; y se produce leche y sus derivados aunque en muy pequeña escala debido a la pérdida de áreas agrícolas.
El Estado de México y su capital ocupan uno de los primeros lugares del país en la industria automotriz, siendo esta actividad un sector importante para la economía mexicana.
Las siguientes armadoras están establecidas en el Valle de Toluca: General Motors (fabricación de motores y Centro de Diseño), Chrysler (Ensamble de Fiat 500, Dodge Journey, Fiat Freemont y el modelo Abarth 500, además del Centro de Distribución de Partes MOPAR), Daimler-Freightliner (ensamble de camiones), BMW (planta de blindaje de autos y centro de entrenamiento), Nissan (centro de diseño y almacén de refacciones), autos Mastretta (ensamble de autos), Italika (ensamble de motocicletas), Peugeot (almacén de refacciones), Volvo (centro de distribución de partes).
Una cantidad considerable de empresas Tier 1 proveen a las armadoras locales y además tienen vocación exportadora, principalmente a los Estados Unidos.
La industria automotriz es generadora de una gran cantidad de empleos en la zona. Toluca cuenta con parques industriales en los que participan empresas tanto de capital extranjero como de capital mexicano.
La industria en Toluca tuvo su auge en los años 1990. Actualmente, la actividad industrial ocupa a cerca del 40 % de la fuerza laboral.
El sector burocrático juega un papel muy importante en la economía toluqueña, ya que, por ser la capital del estado de México, en Toluca se asientan los poderes estatales.

## Infraestructura

### Transporte

#### Aeropuerto

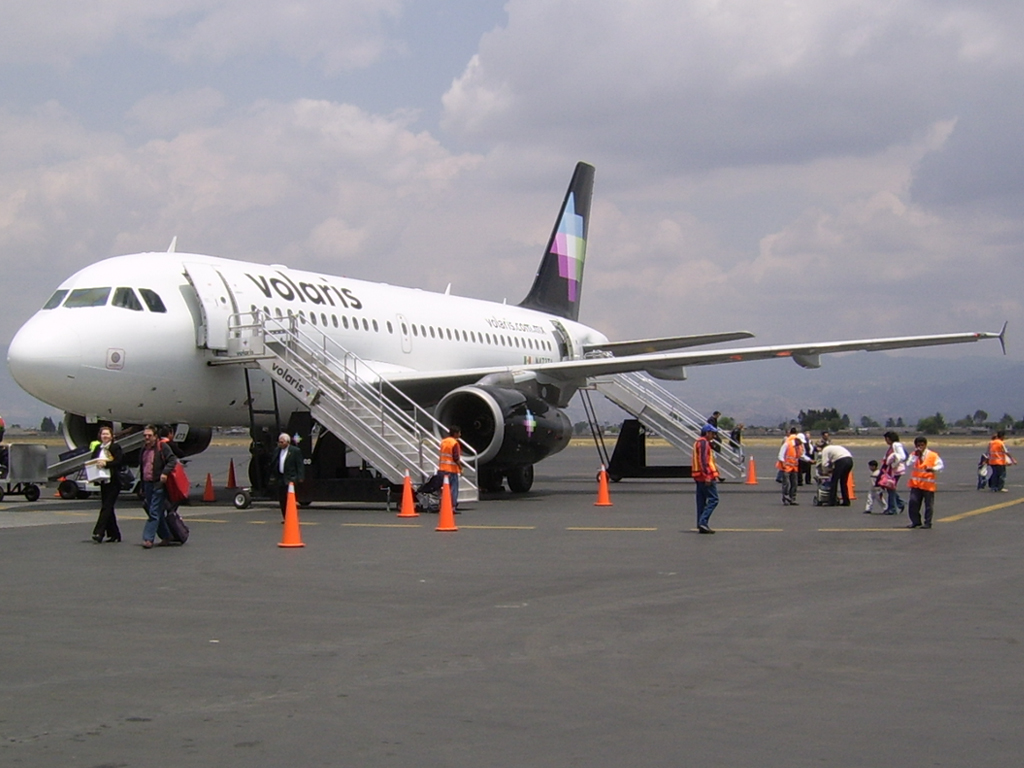
Avión Airbus A319 de Volaris en el Aeropuerto Internacional de Toluca (TLC).

Toluca cuenta con el Aeropuerto Internacional Adolfo López Mateos ubicado a 10 km al este del centro de la ciudad y a solo 30 minutos de Santa Fe, el cual ha reportado un crecimiento considerable los últimos años a partir de su ampliación. En él desarrollan sus actividades las principales líneas aéreas nacionales de bajo costo, las cuales cuentan con destinos a importantes ciudades del país y algunas de los Estados Unidos en vuelos directos. Además cuenta con una de las pistas de aterrizaje más largas de México.

#### Transporte público
Autobuses - El recinto cuenta con tres servicios de autobuses: Shuttle AIT - AICM, que conecta el aeropuerto de Toluca con el de Ciudad de México y parte desde frente a la rampa vehicular del área internacional de la Terminal 1 y desde la sala D de la Terminal 2; Shuttle Interjet, cuyos coches viajan hacia diversos puntos de la Ciudad de México y Cuernavaca; y Shuttle Caminante, que ofrece servicios en 3 rutas diferentes: hacia la Central de Autobuses del Observatorio, el Hotel María Bárbara y Cuautitlán.
Taxis - Los operadores oficiales del aeropuerto son Taxis Caminante, Taxis Excelencia y Taxis Morelos. Frente a la sala de llegadas nacionales existen mostradores donde se puede abonar el servicio por anticipado. La duración del trayecto hasta el centro de la Ciudad de México es de alrededor de 45 minutos.

#### Ciclovías
Tomando de ejemplo los casos de ciudades como Copenhague y gracias a la presión ciudadana que promueve el ciclismo urbano y al convenio que se firmó con la ONU, en la zona metropolitana de Toluca se ha empezado a construir una red de ciclovías para el uso y respeto de la bicicleta como medio de transporte masivo sustentable. Hacia 2014 la red apenas alcanzaba los 2,3 km de longitud.
El domingo 10 de noviembre de 2013, con la finalidad de motivar la movilidad sustentable, fue inaugurada la primera y a la fecha única ciclovía, bidireccional de 2'3 kilómetros de longitud, que va desde el Parque Cuauhtémoc o Alameda Central a la Ciudad Universitaria, sobre la avenida Hidalgo y el paseo Vicente Guerrero.
La ciclovía es un esfuerzo para mejorar la imagen urbana y rural, la calidad del aire, pues mejorará la salud de los ciclistas al ejercitarse mientras se trasladan de un lugar a otro. Además de que es de mucha ayuda para la mayoría de los habitantes, ya que se puede circular a cualquier hora y resulta un medio de transporte para los que laboran en esta zona y ahorran en transporte.
Actualmente en el año 2024, tras un mandato del édil Raymundo Martínez, una gran parte de los tramos de la ciclovía han sido suspendidos bajo supuestas remodelaciones, las cuales no se concluyen y sugieren más una remoción de infraestructura para el ciclista en la ciudad.

#### Corredores de Metrobús
Gracias a la presión y organización ciudadana y para reducir la contaminación y tener una ciudad más segura y limpia, se está demandando con urgencia la reestructuración integral del transporte público de Toluca, implementando rutas interconectadas de BRT o Metrobús. Sin embargo hasta la actualidad esto no se ha implementado y el transporte público sigue en decadencia dentro de la ciudad, careciendo de transporte moderno necesario para una ciudad capital como lo es Toluca

#### El Insurgente
El Insurgente es un tren interurbano que atraviesa la zona montañosa del Valle de Toluca y el Valle de México con pocos desniveles y curvas. Inicia en Zinacantepec, con terminales en Toluca, Metepec (Estado de México) Lerma, Santa Fe, y termina en Observatorio. Actualmente ya se encuentra en operaciones, cuenta con trenes modernos y conexiones directas a la red de movilidad integrada de la Ciudad de México.

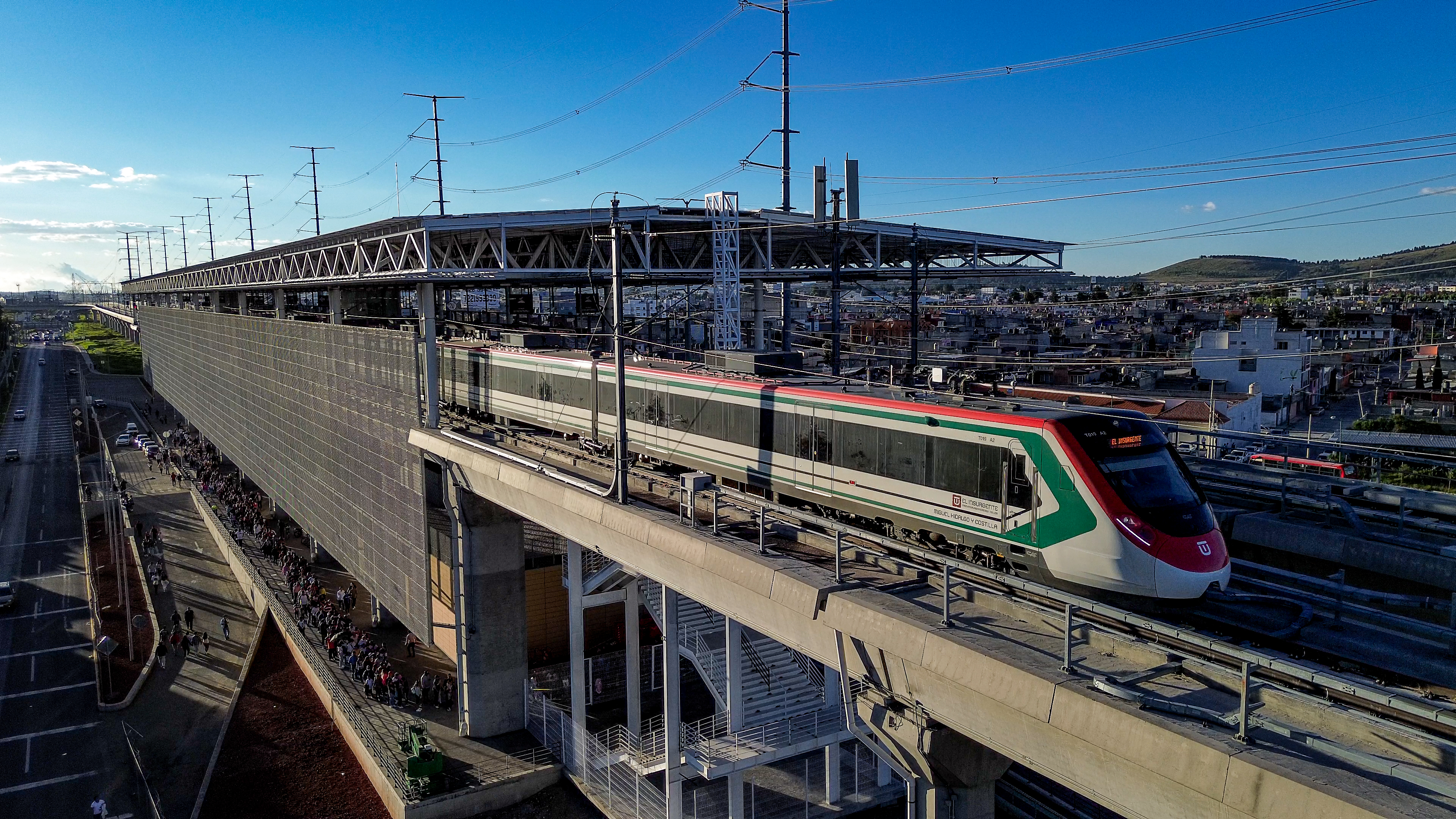
Tren interurbano "El Insurgente"

#### Autobuses y taxis
Toluca enfrenta serios problemas de movilidad debido a una combinación de factores. La sobrepoblación de taxis, que a menudo operan como colectivos sin regulación, y autobuses urbanos con rutas poco eficientes y horarios limitados, generan un congestionamiento vial constante. El costo del pasaje es elevado en comparación con la calidad del servicio, caracterizado por unidades antiguas, conductores con poca capacitación y frecuentes infracciones de tránsito. Esta situación se agrava por una excesiva concesión de rutas, muchas veces como pago a favores políticos herencia de los sexenios priístas, lo que ha llevado a un transporte público ineficiente y caro. A pesar de contar con infraestructura vial adecuada, la falta de una regulación efectiva y la prioridad dada a intereses particulares han convertido la movilidad en Toluca en un desafío diario para sus habitantes.
La Terminal de autobuses que conecta a Toluca con el resto del país se encuentra al sur de la ciudad y cuenta con rutas a diferentes municipios del estado, así como a diversos Estados de la República, teniendo como líneas principales a ETN, Primera Plus, Caminante, Flecha Roja, Ómnibus, etc.

#### Avenidas principales
Libramiento Ruta de la Independencia Bicentenario Ubicada al oriente de la capital del estado, canaliza los flujos vehiculares procedentes del centro y occidente del país hacia y desde la Ciudad de México que anteriormente pasaban por la ciudad de Toluca ocasionando severos problemas de tránsito, contaminación y deterioro de la infraestructura vial existente. Intercomunica a las carreteras México - Toluca, Toluca - Naucalpan y Toluca - Atlacomulco, así como la autopista Toluca - Zitácuaro y Ramal a Valle de Bravo y Avándaro. Esta autopista, consta de dos cuerpos, con cuatro carriles de circulación, dos por sentido.
Paseo Tollocan (la pronunciación correcta es Tolocan) es una de las principales avenidas que rodea a la ciudad de Toluca, tiene una longitud aproximada de 16 kilómetros; tiene conexiones con las salidas a la Ciudad de México, Atlacomulco, Tenango del Valle y Morelia.
Avenida Solidaridad-Las Torres es una de las vías principales del valle de Toluca, que comunica en toda su extensión a los municipios de Zinacantepec, Toluca, Metepec, San Mateo Atenco y Lerma.
Paseo Matlazincas es un circuito que rodea la ciudad de Toluca. En su parte elevada nos permite tener una vista panorámica del centro de la ciudad y de otros lugares de interés como son el estadio Nemesio Diez, el Cosmovitral, la Catedral, los Portales, el Palacio de Gobierno y la Plaza de los Mártires entre otros. Además este circuito conecta con otras avenidas y carreteras que comunican con los estados de Michoacán, Guanajuato, Querétaro y Jalisco.
Avenida Morelos, atraviesa la ciudad de oriente a poniente y se une a Paseo Tollocan para convertirse en la carretera México-Toluca.
Boulevard Isidro Fabela, atraviesa la ciudad de norte a sur. Comienza en la central de autobuses foráneos y concluye al convertirse en la autopista Toluca-Atlacomulco.
Paseo Colón, inicia en el cruce de la calle Francisco Murguía, como continuación de la avenida José Vicente Villada y termina en el límite sur de la ciudad, en la delegación Capultitlán. Es una vialidad de seis carriles con sentido de circulación de norte a sur, que tiene camellón central y amplias aceras arboladas. Es la más hermosa avenida de Toluca y es el resultado de la remodelación de la antigua calle de San Juan de Dios, que se realizó en la primera década del siglo XX, con el fin de emular al Paseo de la Reforma en la capital del país. Para lograrlo se expropiaron algunas casas, terrenos aledaños y se diseñó un nuevo trazo de la avenida, que incluía vegetación acorde con el clima de Toluca (cuenta con aproximadamente 600 árboles de sauce blanco), y la instalación de un monumento a Cristóbal Colón. El paseo fue inaugurado el 12 de octubre de 1906, pero los trabajos de remodelación continuaron, pues se añadieron fuentes, glorietas y monumentos, además de ampliar sus banquetas. Uno de sus monumentos más significativos es la Fuente del Águila, que está en el cruce de la avenida Venustiano Carranza. Este conjunto escultórico se erigió para conmemorar el centenario de la instalación del Congreso Constituyente de los independentistas mexicanos, por lo que en su base está inscrita la leyenda "Chilpancingo 1813", para recordar la sede de tan importante evento, que en ese tiempo pertenecía al Estado de México. Antes de llegar a su extremo sur, el Paseo Colón hace esquina con la Calzada del Pacífico y es inicio de la carretera a Ciudad Altamirano, Guerrero.
Avenida Alfredo del Mazo, se inicia en el paseo Tollocan, hasta encontrarse con Isidro Fabela, para convertirse en la carretera Toluca-Ixtlahuaca.
Avenida Tecnológico, situada al sureste de la ciudad, es una de las vías más transitadas, comunica la ciudad de Toluca con el municipio de Tenango del Valle. Inicia en Paseo Tollocan a la altura del parque industrial El Coecillo y termina en el parque Bicentenario para convertirse en el libramiento a Tenango.
Pino Suárez, paralela a Isidro Fabela, atraviesa la ciudad de norte a sur. Al sur se convierte en la carretera federal Toluca-Tenango, es una salida hacia ciudades al sur del Estado de México, Metepec, Tenango del ValleTenancingo, Ixtapan de la Sal, y al Estado de Guerrero.
Ave. Venustiano Carranza, atraviesa la ciudad de Toluca de oriente a poniente en 2 sentidos viales, desde Paseo Tollocan hasta la calle de Guadalupe en San Buenaventura, es conocida por sus múltiples restaurantes y establecimientos comerciales.
Calzada al Pacífico, se inicia en Paseo Colón, va de este a oeste y es una salida hacia Valle de Bravo y el Nevado de Toluca. Conecta a los poblados de Cacalomacán, San Antonio Buenavista y San Juan de Las Huertas, este último en el municipio de Zinacantepec. Esta avenida termina siendo importante para el oeste de la ciudad para la comunicación con otros municipios.
El número de habitantes de Toluca fue creciendo rápidamente por la industria y la migración de diferentes estados de la República Mexicana; lo que ha traído como consecuencia el aumento en la demanda de servicios públicos; debido al crecimiento no uniforme en industria y habitantes, las autoridades no han tenido la visión suficiente para planear nuevas rutas de vialidad a pesar de que la ciudad cuenta con territorio suficiente para nuevas rutas de acceso, y el traslado es lento e insuficiente por las pocas vialidades con las que cuenta actualmente.

## Demografía

### Población
La ciudad de Toluca contaba hasta el 27 de marzo de 2020 con un total de 223 876 habitantes, de acuerdo con el último conteo y delimitación oficial realizada en 2020 en conjunto por el Instituto Nacional de Estadística y Geografía, el Consejo Nacional de Población y la Secretaría de Desarrollo Social. Esto representa una caída del 54.2 % respecto al censo del 2010.
Notas
      Fuente:Instituto Nacional de Estadística y Geografía
- Censos de población (1900-1990, 2000, 2010, 2020)[35][36]
- Conteos de Población (1995 y 2005)

### Municipio
El municipio de Toluca tiene un total de 873 536 habitantes de acuerdo a los resultados del Censo de Población y Vivienda realizado en 2015 por el Instituto Nacional de Estadística y Geografía, siendo de ese total 418 527 hombres y 455 009 mujeres; siendo por tanto su porcentaje de población masculina de 48.3 %, la tasa de crecimiento poblacional anual de 2000 a 2005 ha sido de 20 %, el 28.5 % de los pobladores son menores de 15 años de edad, mientras que entre esa edad y los 64 años se encuentra el 62.1 % de la población, el 94 % de los habitantes residen en localidades que superan los 2500 habitantes y finalmente el 2.9 % de los pobladores mayores a 5 años de edad son hablantes de alguna lengua indígena. 
Habitado por 910 608 personas hasta el censo del 2020, es el tercero más poblado del estado, luego de Ecatepec y Nezahualcóyotl, respectivamente, los cuales forman parte de la zona metropolitana del valle de México. La tasa de crecimiento poblacional anual en comparación con 2010 es de un 11.1%, el 15.9% de los pobladores son menores de 15 años de edad, mientras que entre esa edad y los 64 años se encuentra el 84.1% de la población, el 95.5% de los habitantes residen en localidades que superan los 2,500 habitantes y finalmente el 2.6% de los pobladores mayores a 5 años de edad son hablantes de alguna lengua indígena.
| Evolución demográfica del municipio de Toluca |         |         |         |
| 1995                                          | 2000    | 2005    | 2015    |
| 564 476                                       | 665 617 | 747 512 | 873,536 |

### Zona metropolitana del valle de Toluca
Según el Consejo Estatal de Población, la Zona metropolitana del Valle de Toluca, integrada por 15 municipios, contaba con 2 152 150 habitantes distribuidos en 15 municipios de la entidad en 2014.

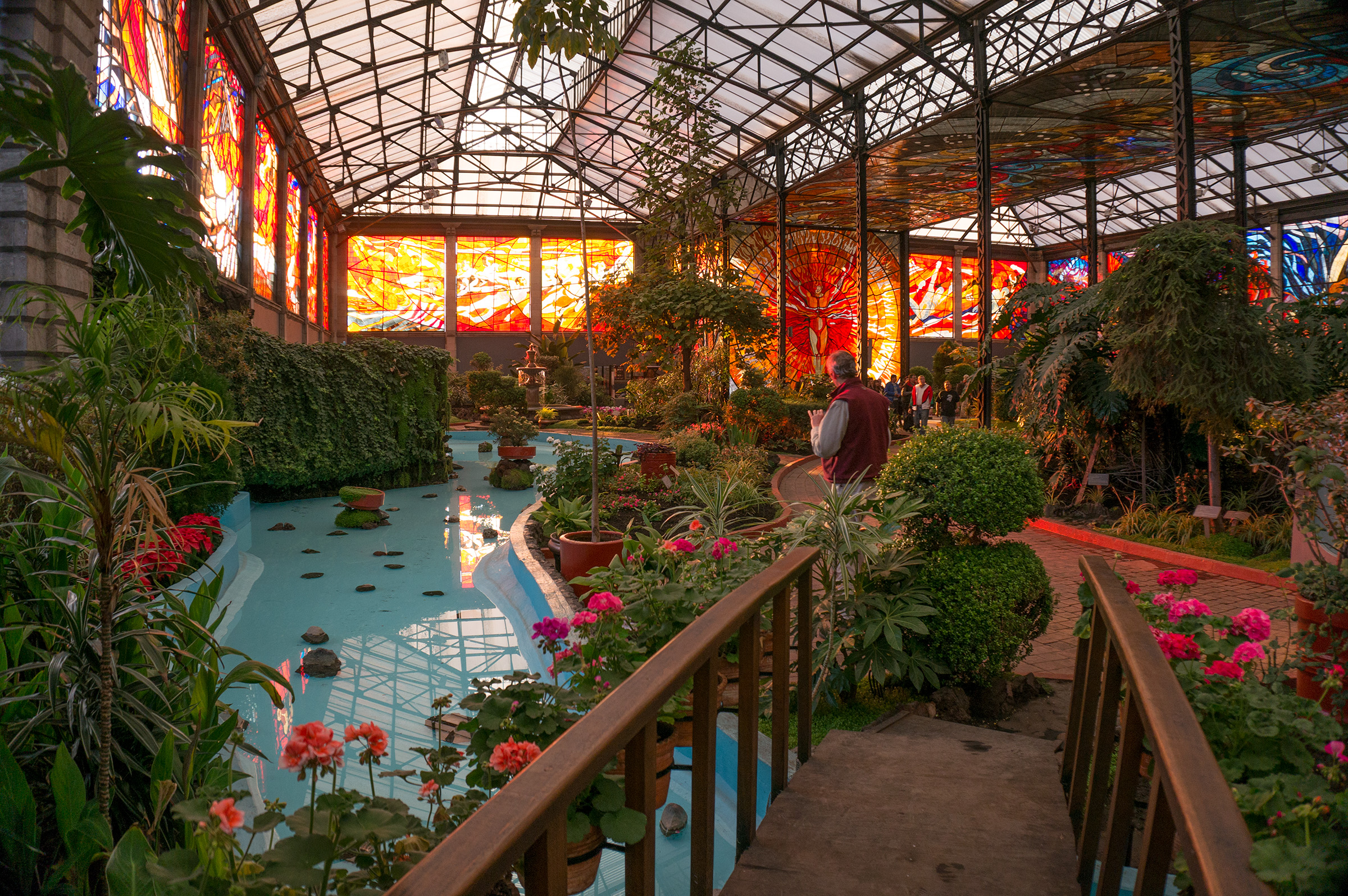
Jardín Botánico de Toluca en el interior del Cosmovitral.

La zona metropolitana del Valle de Toluca es la quinta ciudad más grande de México, de acuerdo al Censo de Población y Vivienda 2020 del Instituto Nacional de Estadística y Geografía (INEGI).

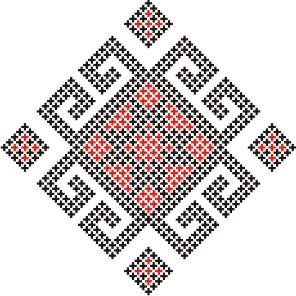
Fragmento del diseño de un quexquémitl.

### Grupos étnicos
De acuerdo a los resultados del Conteo de Población y Vivienda de 2005 en el municipio de Toluca un 2.9 % de la población de más de cinco años de edad es hablante de alguna lengua indígena, este porcentaje equivale a un total de 18 816 personas, de las cuales 8987 son hombres y 9629 son mujeres; del total 17 517 son bilingües en español, 210 son monolingües y 889 no especifican condición de bilingüismo.
La lengua indígena más hablada en el municipio es el otomí, con 16 191 personas que lo hablan. Existen numerosas lenguas con cantidades de hablantes mucho menos representativas, siguiendo en tamaño el mazahua con 557 hablantes, el náhuatl con 327, y las lenguas zapotecas con 99, existen además 1198 personas que no especifican cual es su lengua materna.
Entre las antiguas lenguas indígenas también presentes con hablantes en el municipio también se encuentran: lenguas mixtecas, totonaca, matlatzinca, maya, purépecha, mazateco, mixe, entre otros.

### Sociedad
Socialmente la población mantiene tradiciones de origen español, criollo e indígena heredadas de los matlatzincas, nahoas y otomíes. Algunas tradiciones, como la "danza de los tlaxinques" del municipio de Santiago Tianguistengo, que se conserva en los pueblos Magdalena de los Reyes y de Xalatlaco, relata costumbres de la época colonial.
Toluca era apodada “La Pequeña Francia” debido a su arquitectura afrancesada. Tiene el adjetivo de “Toluca la Bella” debido a lo hermoso de su arquitectura colonial, y a sus casas estilo neoclásico de la que solo quedan vestigios.
Actualmente la ciudad se ha vuelto cosmopolita, debido al arribo de gente de otras localidades que aprovechan la vasta actividad industrial de la región.
Debido a la alta incidencia de violencia de género desde 2015 la Secretaría de Gobernación de México declaró Alerta de Violencia de Género contra las Mujeres en este municipio.
Sin embargo la gran actividad migratoria ha desencadenado un aumento en la actividad delictiva en comunidades del norte de la ciudad, tales como San Pablo Autopan y San Andrés Cuexcoltitlan, además de un incremento en el consumo de drogas y alcohol.
El alto índice de delincuencia se debe a personas que llegan de diferentes lugares de la república mexicana ya que por su alto nivel industrial, Toluca es una ciudad atractiva económicamente.

## Política y gobierno

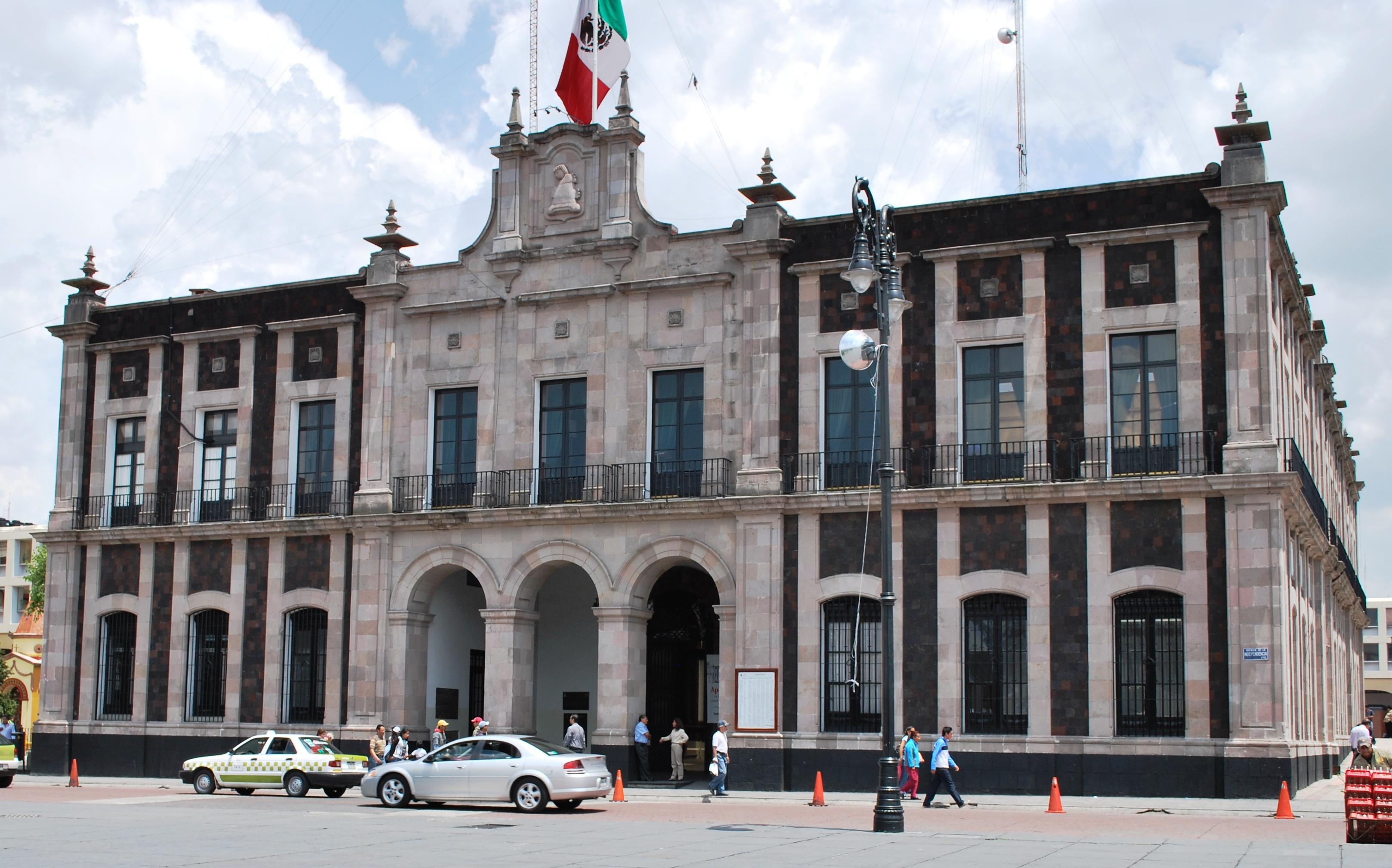
Palacio Municipal del Ayuntamiento de Toluca.

El gobierno del municipio de Toluca le corresponde a su Ayuntamiento, el cual es electo para un periodo de tres años no reelegibles para el periodo inmediato pero si de forma no continua y que es electo mediante voto universal, directo y secreto; el ayuntamiento está conformado por el presidente Municipal; 3 Síndicos Municipales, 2 elegidos por mayoría relativa y uno por representación proporcional y 16 regidores, de éstos 9 son electos por mayoría relativa y 7 por el principio representación proporcional. Todos entran a ejercer su cargo el día 1 de enero del año siguiente en que se realizó su elección.

### Subdivisión administrativa
Para su régimen interior el municipio se divide en 47 delegaciones, 38 subdelegaciones y 280 unidades terroriorales básicas, sus titulares son electos mediante votación secreta y directa para un periodo de tres años.

### Representación legislativa
Para la división territorial es distritos electorales donde son electos los diputados locales y federales, el municipio de Toluca se encuentra dividido de la siguiente manera:
Local:
- 1   Distrito Electoral Local del Estado México con cabecera en Toluca de Lerdo.[45]
- 2   Distrito Electoral Local del Estado de México con cabecera en Toluca de Lerdo.[46]
- 34 Distrito Electoral Local del Estado de México con cabecera en Zinacantepec.

Federal:
- XXVI Distrito Electoral Federal del Estado de México con cabecera en Toluca de Lerdo.
- XXXIV Distrito Electoral Federal del Estado de Méxicocon cabecera en Toluca de Lerdo.

Presidentes Municipales:
- (1940-1941): Gustavo Durán Vilchis
- (1942-1943): Juan Fernández Albarrán
- (1943-1945): Justo García
- (1945-1948): Antero González Torrescano
- (1948-1951): Felipe Chávez Becerril
- (1951-1954): Antonio Vilchis Hernández
- (1954-1957): Carlos Hank González
- (1957-1960): Felipe Chávez Becerril
- (1960-1963): Aurelio Zúñiga Najera
- (1963-1966): Jaime Pons Hernández
- (1966-1969): Felipe Chávez Becerril
- (1969-1972): Alfonso Gómez de Orozco
- (1972-1975): Arturo Martínez Legorreta
- (1975-1978): Yolanda Sentíes de Ballesteros
- (1978-1981): José Antonio Muñoz Samayoa
- (1981): Víctor Quiroz Santibáñez
- (1981-1984): Emilio Chuayffet Chemor
- (1984-1987): Agustín Gasca Pliego
- (1987-1990): Laura Pavón Jaramillo
- (1990-1993): Enrique González Isunza
- (1993): Ramón Arana Pozos
- (1993-1996): Alejandro Ozuna Rivero
- (1996-2000): Armando Garduño Pérez
- (2000-2003): Juan Carlos Núñez Armas
- (2003-2006): Armando Enríquez Flores
- (2006-2009): Juan Rodolfo Sánchez Gómez
- (2009-2012): María Elena Barrera Tapia
- (2012): Guillermo Legorreta Martínez
- (2012-2015): Martha Hilda González Calderón
- (2015): Braulio Antonio Álvarez Jasso
- (2015-2018): Fernando Zamora Morales
- (2018) - (2021) : Juan Rodolfo Sánchez Gómez
- (2021): Sandro Andías Mejía Sanabria
- (2021-2023): Raymundo Edgar Martínez Carbajal
- (2023-2024):  Juan Maccise Naime
- (2025-2027)  Ricardo Moreno Bastida

## Educación
En el Valle de Toluca se encuentran las instituciones educativas más prestigiadas del Estado: la Universidad Autónoma del Estado de México (UAEMéx) que cuenta con diversos centros universitarios y académicos, siendo la «Ciudad Universitaria» su campus representativo ubicado en el cerro de Coatepec, se encuentra según el ranking 2018 Mexican University Ranking  dentro de las 10 mejores universidades del país y dentro de las 50 mejores de Latinoamérica.

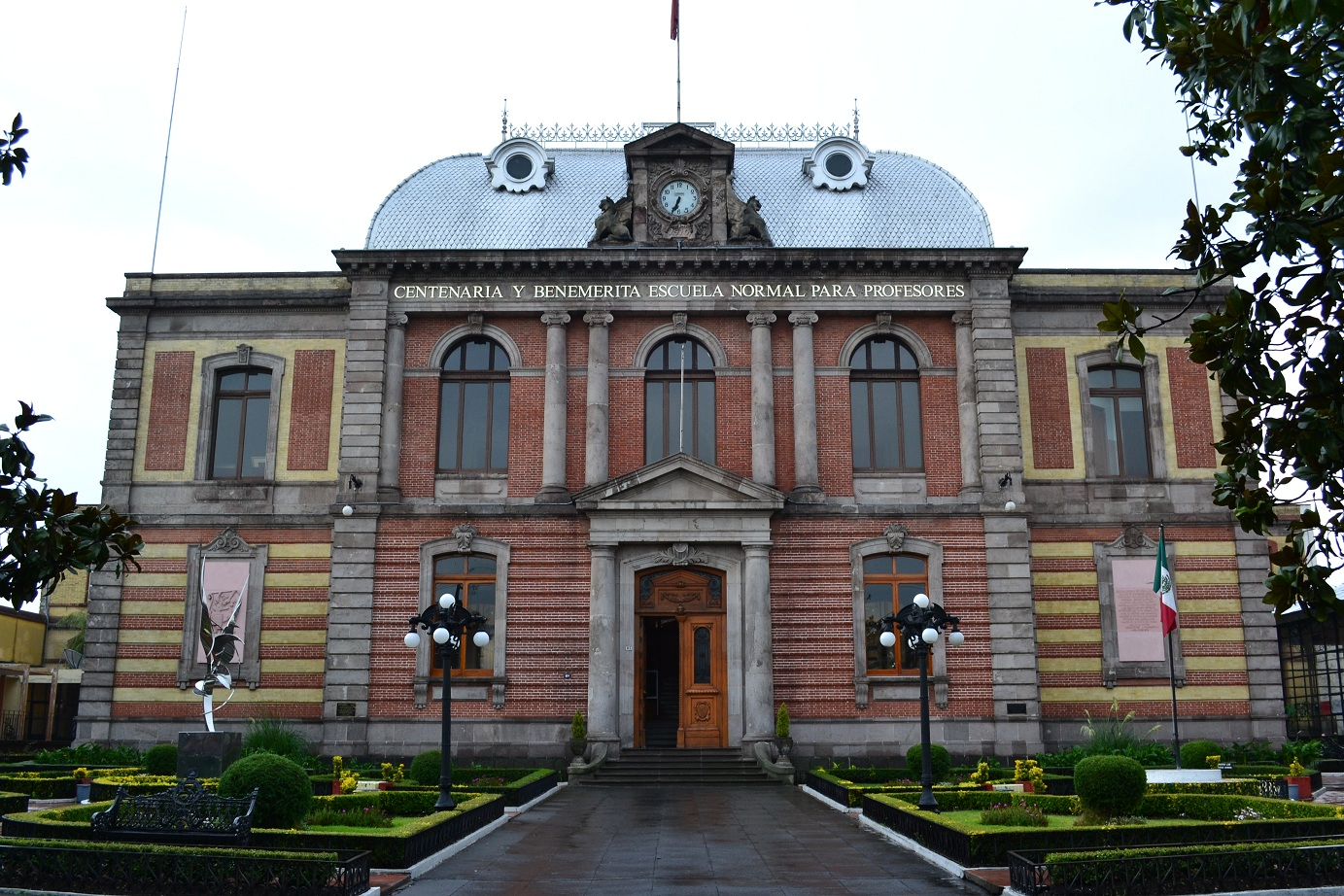
Escuela Normal para Profesores en la ciudad de Toluca.

El Instituto Tecnológico de Toluca perteneciente al Tecnológico Nacional de México, localizado en el municipio de Metepec, la Universidad Politécnica del Valle de Toluca (UPVT), la Universidad Tecnológica del Valle de Toluca (UTVT), localizada en la población de Santa María Atarasquillo, Lerma, la Universidad Mexiquense del Bicentenario (UMB) y las de la SEP dependientes de la Secretaría estatal en la materia, como la Dirección General de Educación y los Servicios Educativos Integrados al Estado.
Se resalta que el Instituto Tecnológico de Toluca está en el lugar 113 a nivel nacional según el raking 2018 Mexican University Ranking. 
Destacan dentro de las instituciones de educación privada la Universidad Tecnológica de México (UNITEC) Campus Toluca, el Instituto Tecnológico y de Estudios Superiores de Monterrey (Campus Toluca), la Universidad del Valle de México (Campus Toluca), el Instituto Universitario del Estado de México (IUEM), la Escuela Bancaria y Comercial (Campus Toluca), la Universidad Tec Milenio y la Universidad Digital del Estado de México el Instituto Nacional de Neurociencias Neuropsicología y Neurorrehabilitacion (INN4), entre otras, que le ha permitido a su población continuar con sus estudios superiores; además de implementar en algunas instituciones la educación a distancia o en línea, como el Instituto de Educación Media Superior y Superior a Distancia – Toluca del Sistema Universidad Abierta y Educación a Distancia (SUAyED) de la UNAM. Toluca es la tercera ciudad mexicana por el número de escuelas particulares.
Toluca, como capital del Estado de México, cuenta con una amplia variedad de preparatorias tanto públicas como privadas, ofreciendo opciones educativas de alta calidad. Entre las instituciones más reconocidas están los planteles de la Universidad Autónoma del Estado de México (UAEMex), como la Escuela Preparatoria No. 1 y No. 2, así como los planteles del Colegio de Bachilleres, Conalep y CECyTEM. Además, existen diversas preparatorias privadas que ofrecen bachillerato general, técnico y especializado, algunas con programas bilingües o enfoque en áreas como ciencias, humanidades y negocios, brindando a los estudiantes múltiples alternativas para su formación académica.
En la actualidad hay en el municipio 574 escuelas de nivel básico hasta nivel medio superior (bachillerato) y son atendidas por 8320 profesores. No obstante, el analfabetismo de la población adulta es elevado (7,33 %), sobre todo entre la población indígena.
Toluca también cuenta con el Conservatorio de Música del Estado de México, creado en 1991 y administrado por el Instituto Mexiquense de Cultura. Consta actualmente de un edificio principal y un anexo, en ellos se imparten las clases del Centro de Iniciación Musical Infantil, Bachillerato Musical, Técnico Instrumentista en Jazz y las licenciaturas de Instrumentista Musical, Composición Musical y Educación Musical. Hacia el lado poniente del conservatorio, se encuentra la Sala Felipe Villanueva, sede de la Orquesta Sinfónica del Estado de México (fundada en 1971) así como de la Sinfónica Juvenil de la misma entidad (fundada en el año 2000).

## Cultura y patrimonio

### Arquitectura

Edificios de los poderes del Estado de México en Toluca
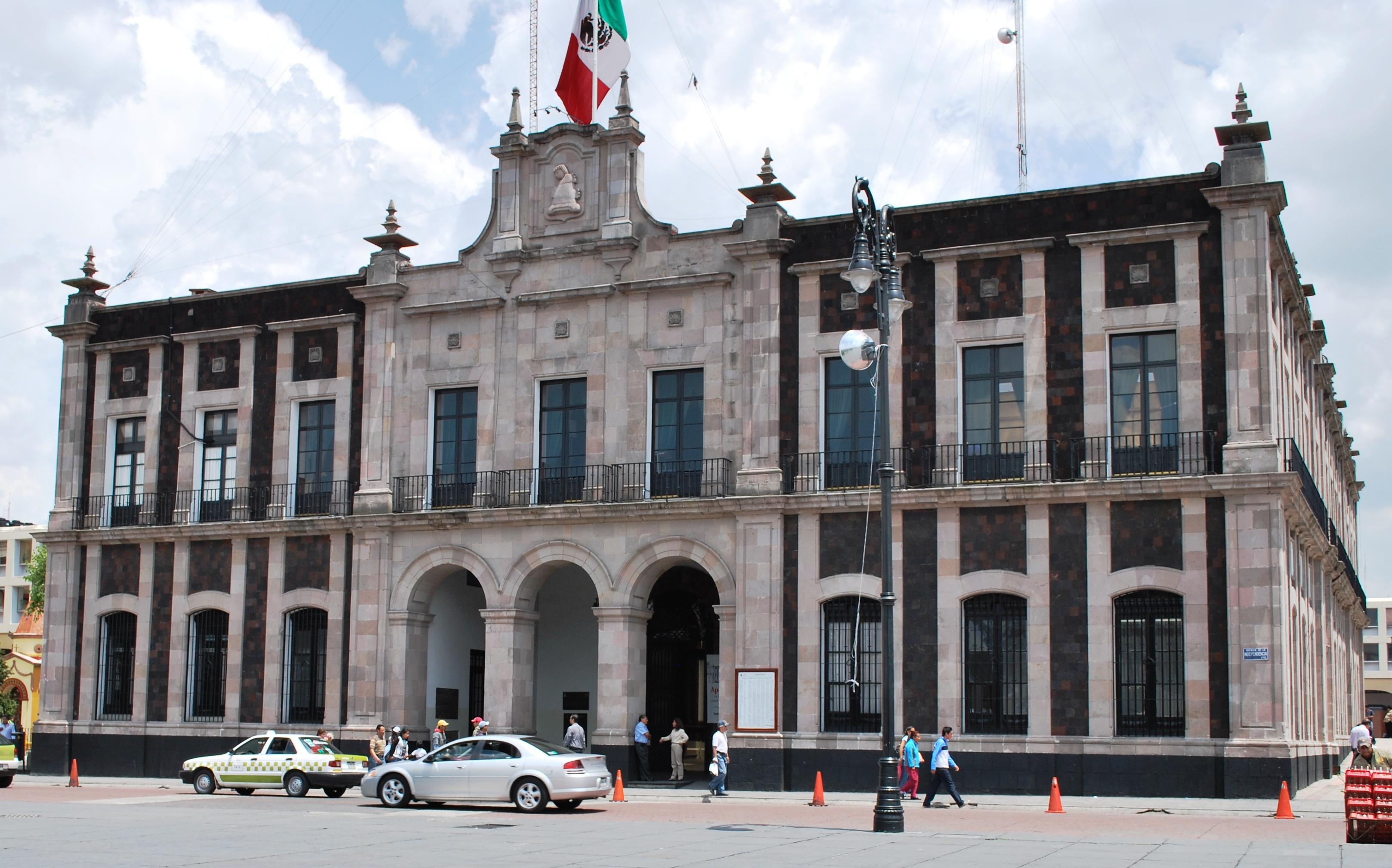
Palacio Municipal
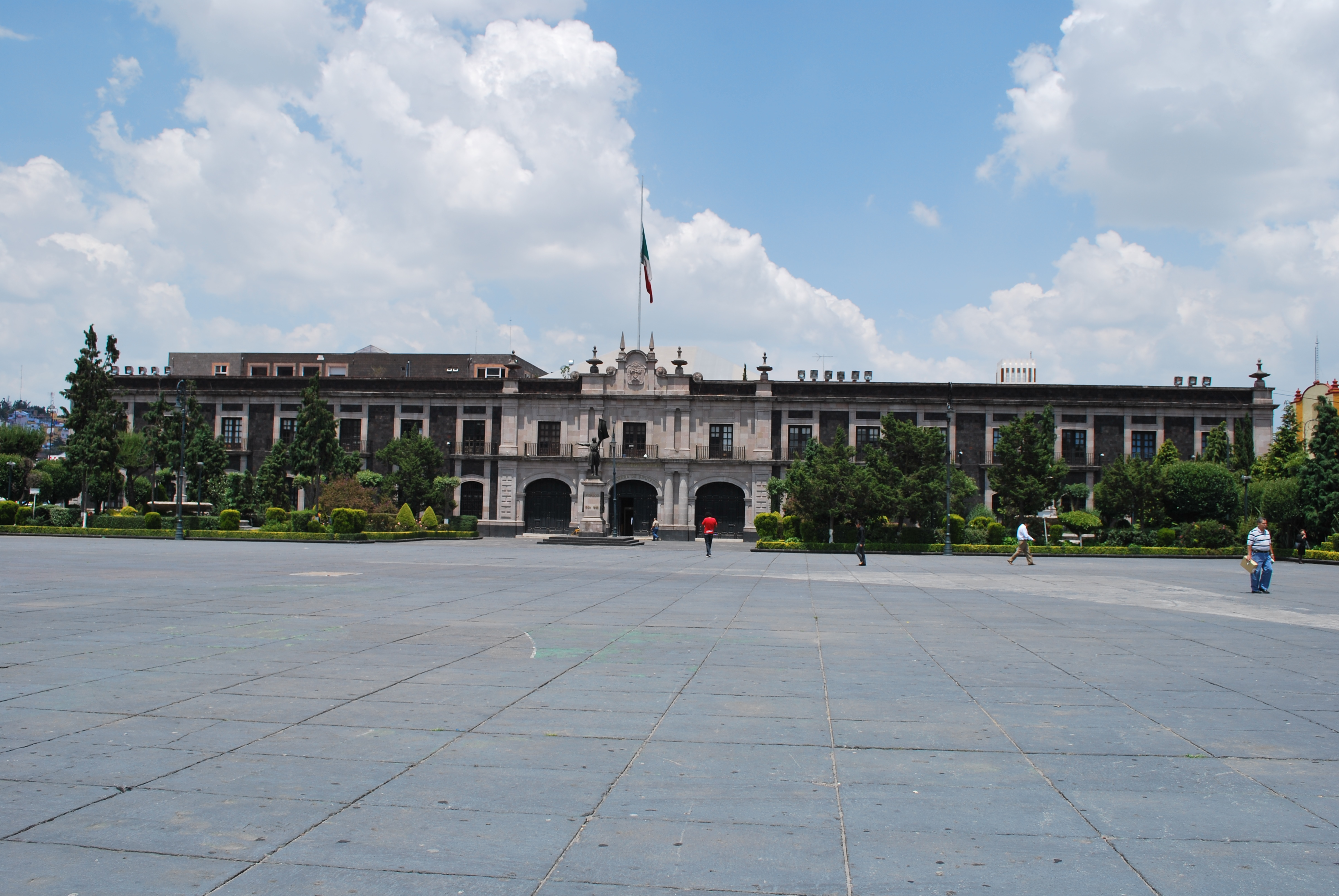
Palacio Legislativo
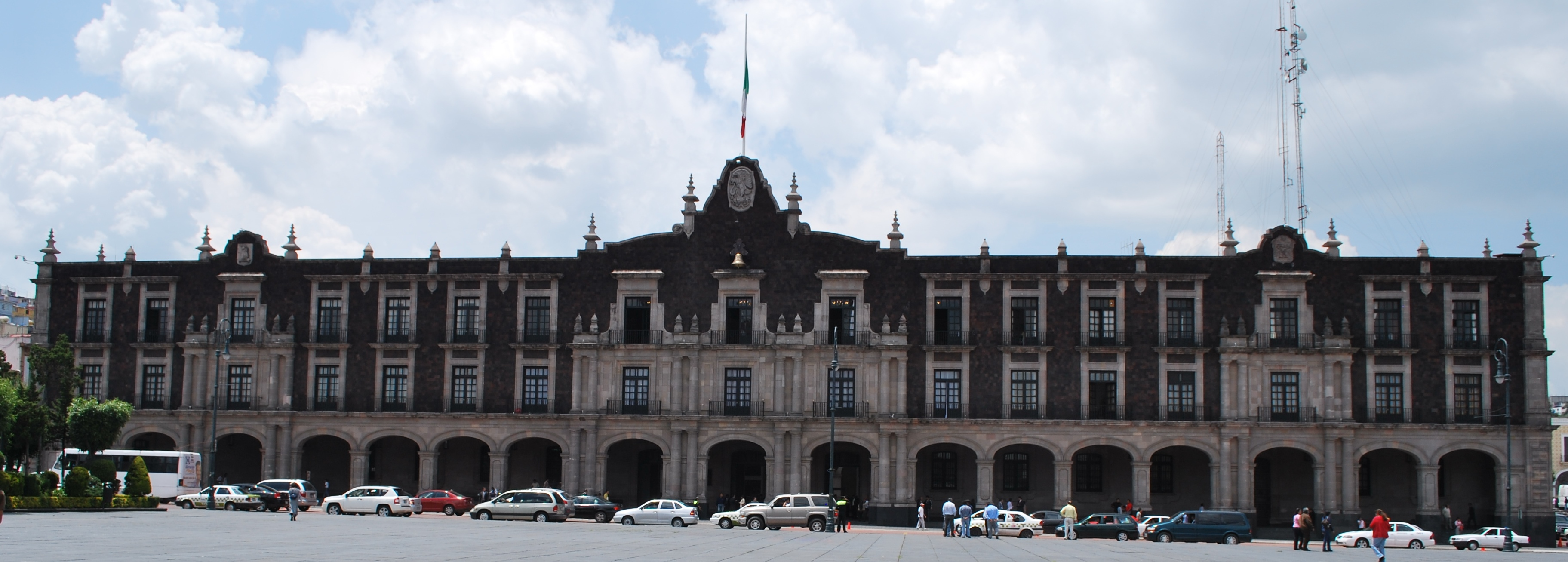
Palacio de Gobierno
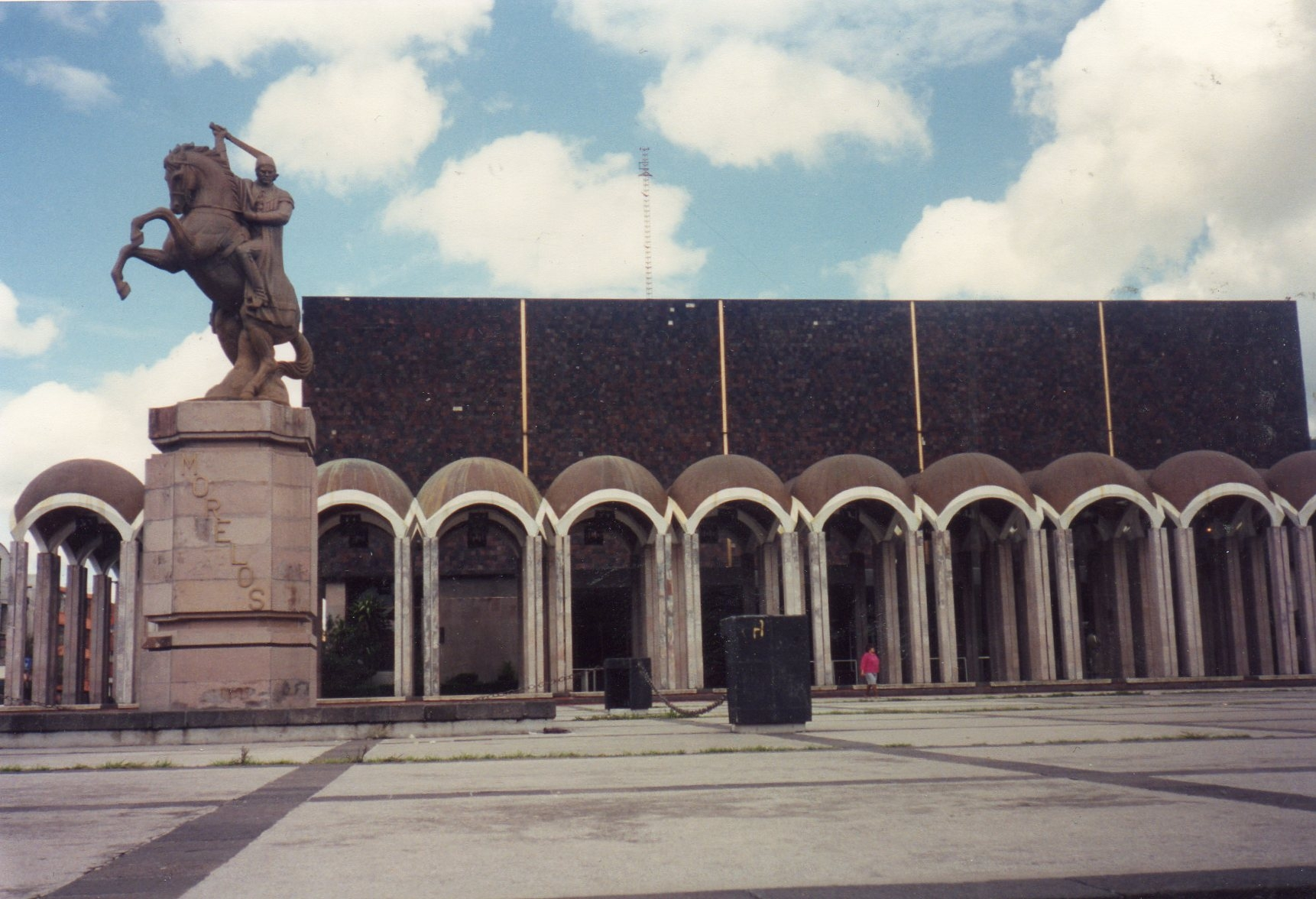
Teatro Morelos

- Plaza de los Mártires

La plaza principal de la ciudad de Toluca, se le conoce como Plaza Cívica o Plaza de los Mártires, ya que durante la Guerra de Independencia, el 19 de octubre de 1811, fueron sacrificados 100 insurgentes, capturados por el ejército realista de la batalla del Calvario. En dicha plaza se encuentra un monumento del Cura Miguel Hidalgo y Costilla, en los costados norte y sur del pedestal hay dos bellos relieves de la Toma del Castillo de Granaditas y de la Batalla del Monte de las Cruces. La plaza está flanqueada por los palacios de los poderes estatales: Ejecutivo, Legislativo y Judicial, así como por la catedral y el palacio municipal. Esta plaza es el escenario de las ceremonias cívicas, de actos multitudinarios y festejos populares, como el día de la Independencia. La Plaza de los Mártires, es la plaza principal de la ciudad de Toluca, capital del Estado de México, y también es conocida como Plaza Cívica. Está localizada en el corazón del centro histórico de dicha ciudad. Recibe su nombre en conmemoración del fusilamiento de 100 indígenas insurgentes aprehendidos por el ejército realista en la Batalla del Calvario, ocurrida el 19 de octubre de 1811, durante el desarrollo de la guerra de Independencia de México. 
La plaza está flanqueada por los palacios de los poderes estatales: Ejecutivo, Legislativo y Judicial, así como por el Palacio Municipal y la Catedral, y es escenario de ceremonias cívicas, actos multitudinarios y festejos populares.
- Teatro Morelos

Fue diseñado por los arquitectos Guillermo Shillet, Jesús Valvia, Ángel Azorín Poch, Gustavo Galco y el ingeniero Carlos Visoso E., bajo los auspicios del Gobierno del Estado de México y dirigidos por el ingeniero Armodio del Valle Arizpe. Inaugurado el 5 de septiembre de 1969. Cuenta con una estatua de bronce del general José María Morelos y Pavón y aquí se presentan obras de teatro, ballet, danza y otros espectáculos y es el lugar donde el gobernador en turno toma protesta y rinde sus informes de gobierno. A partir de 2014 fue remodelado y reinaugurado el 29 de febrero de 2016 con motivo del aniversario luctuoso del general José María Morelos. Dirigido por el arquitecto José Arimatea Moyao, Moyao Arquitectos lideró la renovación del Teatro Morelos, una inversión de 300 millones de pesos que transformó por completo este icónico recinto. Con una nueva acústica de primer nivel, una caja escénica de 36 m y un mirador que ofrece vistas panorámicas, el teatro ofrece ahora una experiencia inmersiva para el espectador. La capacidad se amplió a entre 2,500 y 3,000 personas, todas con una visibilidad óptima gracias a una distancia máxima de 36 m entre el escenario y la última fila. Además de la funcionalidad, la estética se renovó con una iluminación led vanguardista que crea un ambiente único. Estas mejoras han posicionado al Teatro Morelos como un referente cultural, atrayendo a artistas y espectáculos de talla internacional.
- Portales

Se ubican en el centro de la ciudad. Estos arcos, junto con sus edificios, datan del siglo XIX y se han convertido en el símbolo distintivo de Toluca. Los portales dan a Toluca un carácter propio, muy característico, y constituyen una particular interpretación de la idea del centro comercial, de paseo y de reunión con establecimientos de todo tipo. Esta obra se construyó a lo largo de casi doscientos años dando inicio el 6 de febrero de 1832, cuando sobre la calle del Maíz, hoy andador Constitución, fueron puestos los cimientos para las primeras seis casas de la sección que va al oriente; poco después eran erigidas algunas otras sobre la cara sur, hacia la actual avenida Hidalgo. Diseñados por Jesús González Arratia, que a pesar de no ser arquitecto, se le encomendó esta tarea debido a la admiración popular.
Todos los años a finales de octubre y principios de noviembre, se instala en ellos la Feria del Alfeñique con motivo del Día de Muertos, en la que se venden y exponen los dulces regionales y típicos para esta celebración.
En el corazón de la Ciudad se localizan Los Portales, construcción que data de 1832 para lo que se tuvo que tomar una franja de 40 varas del terreno del Convento franciscano de Nuestra Señora de la Asunción. 
Esta obra fue dirigida por Don José María González Arratia. Tiempo después, en 1870, el párroco de la ciudad de Toluca, Fray Buenaventura Merlín, inició la construcción de los portales del lado de la Calle de Riva Palacio (hoy Bravo) los cuales fueron terminados en 1879.
Son considerados los portales más extensos del país con sus 120 arcos y que han sido el centro de la vida social y comercial de Toluca. 
Cada uno de los tres portales tiene una denominación:
- El de oriente con 37 arcos lleva el nombre de 20 de noviembre.
- El sur con 44 arcos, es conocido como Madero.
- El de poniente con 35 arcos se llama Reforma.

El Portal de la calle 5 de Febrero, ubicado entre Aquiles Serdán y Miguel Hidalgo, inicio su construcción a partir de febrero del 2010, a fin de recuperar un poco la historia de Toluca y mejorar su imagen urbana, recordando al desaparecido Portal del Risco, existente en el siglo XVIII.
- Andador Constitución

Se localiza frente al Portal 20 de Noviembre, en lo que antiguamente fue la Calle del Maíz que delimitaba el lado oriente del convento franciscano de Nuestra Señora de La Asunción. Recorriendo este andador encontrará grupos de Mariachis, los cuales ofrecerán de su servicio para amenizar su tiempo de estancia o llevar una romántica serenata.
Diversas iglesias de la época colonial señorean el centro de Toluca, entre las que destacan la Santa Veracruz, a un costado de la Catedral, el convento del Carmen, la iglesia de la Merced y el templo de Santa María de Guadalupe.

### Edificios religiosos
- Catedral de Toluca

Se localiza en la avenida Independencia y Nicolás Bravo, en el centro de Toluca. Está construida sobre los restos del antiguo convento de San Francisco del siglo XVI. Cuenta con una planta de tres naves decoradas con retablos de estilo barroco y otros detalles pertenecientes al neoclásico.
- Templo del Carmen

Se ubica en la esquina de las calles Benito Juárez y Santos Degollado, en el centro de Toluca. Construido en el siglo XVIII, este edificio presenta una fachada austera, decorada con escudos de la orden carmelita. En sus instalaciones y dependencias se distribuyen las salas del Museo de Bellas Artes, uno de los recintos culturales más completos sobre pintura colonial, moderna y contemporánea.
- Iglesia de la Merced

Ahora santuario, la iglesia fue parte del convento de la Santa Cruz del Milagro; queda parte del convento del siglo XVII y la iglesia ha sido restaurada recientemente; tiene elementos de los siglos XVIII y XIX.
Una más de las bellas muestras de arquitectura religiosa en Toluca es el Templo de La Merced, que formó parte del convento de la Santa Cruz del Milagro, del cual se conserva una fracción que data del siglo XVII. El conjunto colonial pertenece a la Orden de La Merced, iniciada por el Rey Don Jaime de Aragón en el año de 1182 y fundada luego como congregación propiamente religiosa por San Pedro Nolasco en 1218.
La construcción data del siglo XVIII, tiene una fachada principal, con tres cuerpos, y en el centro se encuentra el escudo de la orden. Su arquitectura incluye una estructura de pilastras y cornisas de cantera con un labrado muy sencillo. La ornamentación dorada predomina tanto en los arcos como en las pilastras, de estilo jónico. Una inscripción indica que el templo se renovó en 1937.
Contiene numerosas muestras de arte sacro, como el óleo “Patrocinio de la Virgen de La Merced”, firmado por Manuel Domínguez en 1702; “La Partida de San Pedro Nolasco”, “El Coro” y "La Virgen señalando a San Pedro Nolasco”, pintados por el destacado artista Juan de Dios Flores.
- Parroquia de Santa María de Guadalupe

Anteriormente conocida como San Juan de Dios, tiene portada barroca del siglo XVIII, con elementos comunes a otras iglesias cercanas a la ciudad.
- Iglesia de San Juan Evangelista

Ubicada frente al mercado 16 de Septiembre, en el centro de Toluca, en las calles de Sor Juana Inés de la Cruz y Gómez Pedraza. La construcción actual es bastante reciente, lo original es su portada del siglo XVIII, pero la lateral fue ampliada.
- Capilla de San José (El Ranchito)

Ubicado sobre la Calle de José Vicente Villada Sur n.º 449, en la ciudad de Toluca de Lerdo. 
Templo de finales del siglo XIX, construido en terrenos pertenecientes al rancho "La Virgen", de ahí su nombre. Pertenece al estilo neoclásico, con contrafuertes en sus costados, siendo junto con Catedral, los únicos templos que poseen tres naves en la ciudad. 
La primera piedra fue colocada el 25 de junio de 1885, Consagrado el 3 de julio de 1892, y su obra fue concluida el 11 de agosto de 1894.
En este templo de albergan las reliquias de los Santos niños Félix y Gaudencio mártires, sacrificados en Roma, y depositados sus cuerpos en las catacumbas de Santa Ciriaca, hasta el año de 1811 en que fueron traídos a México. Sus restos están envueltos en cera y tienen un vestido de seda, a sus pies se observan dos vasitos que contienen tierra y su sangre.

Edificaciones Religiosas de Toluca de Lerdo
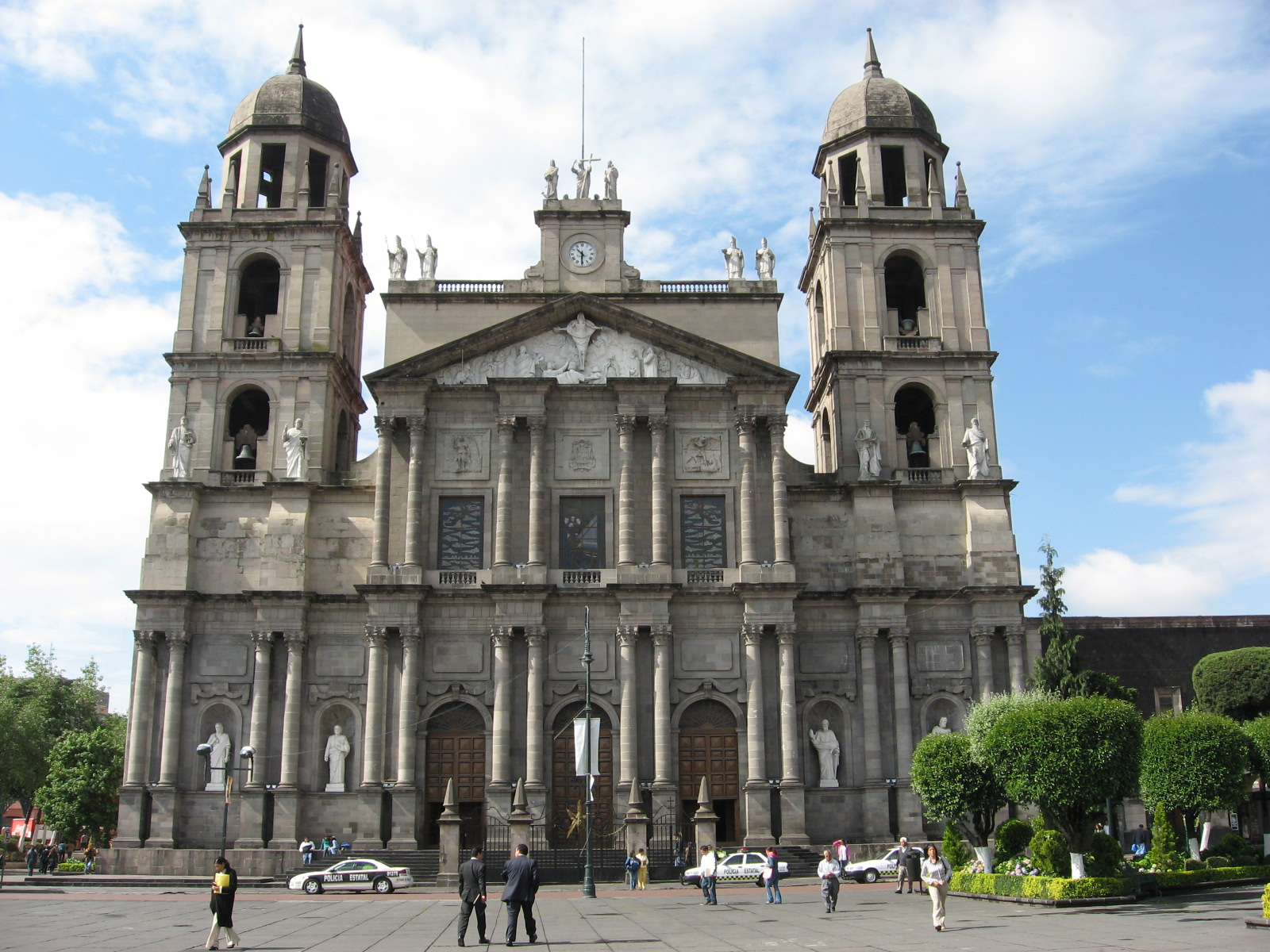
Catedral de Toluca
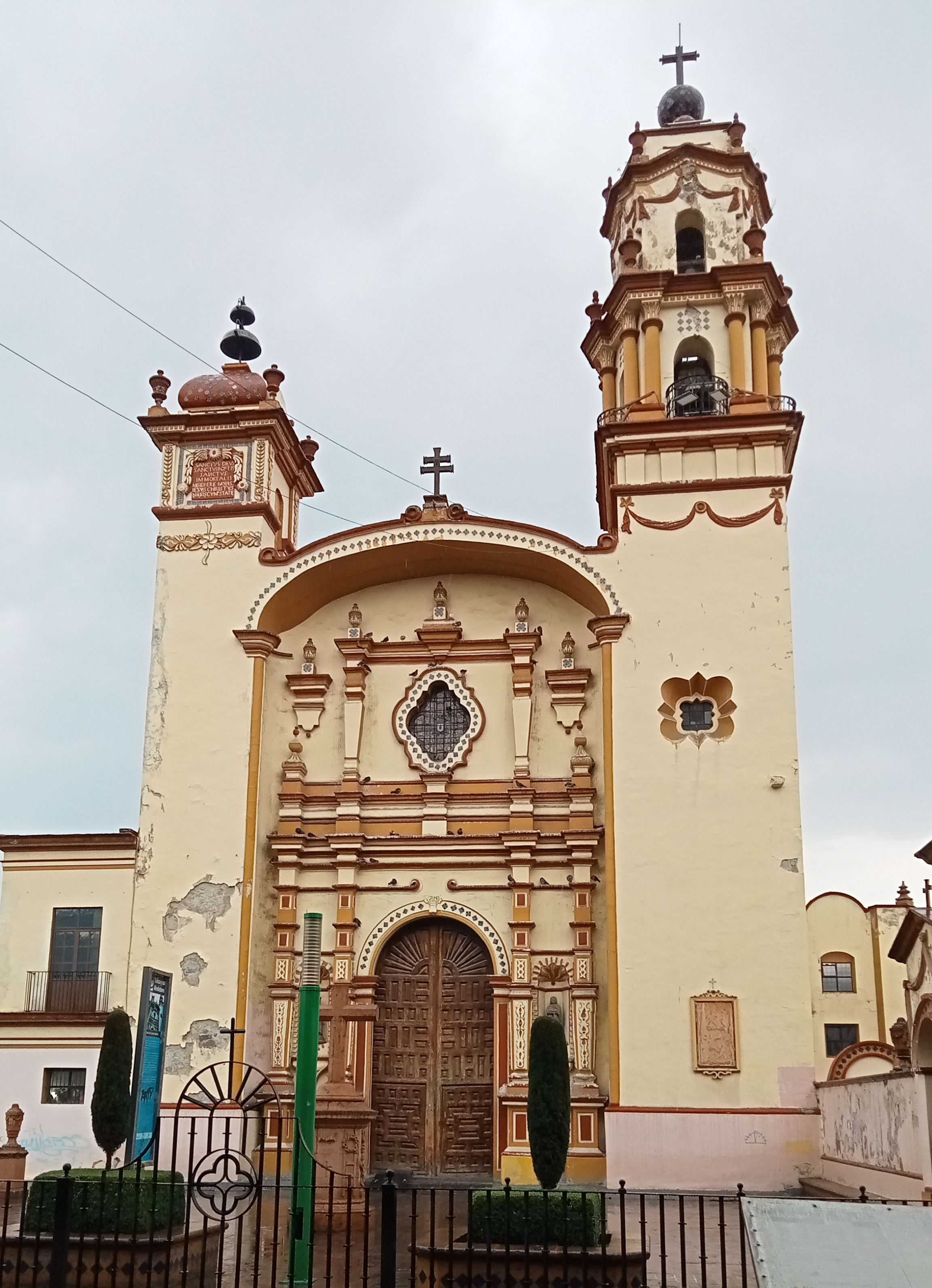
Parroquia de la Santa Vera cruz
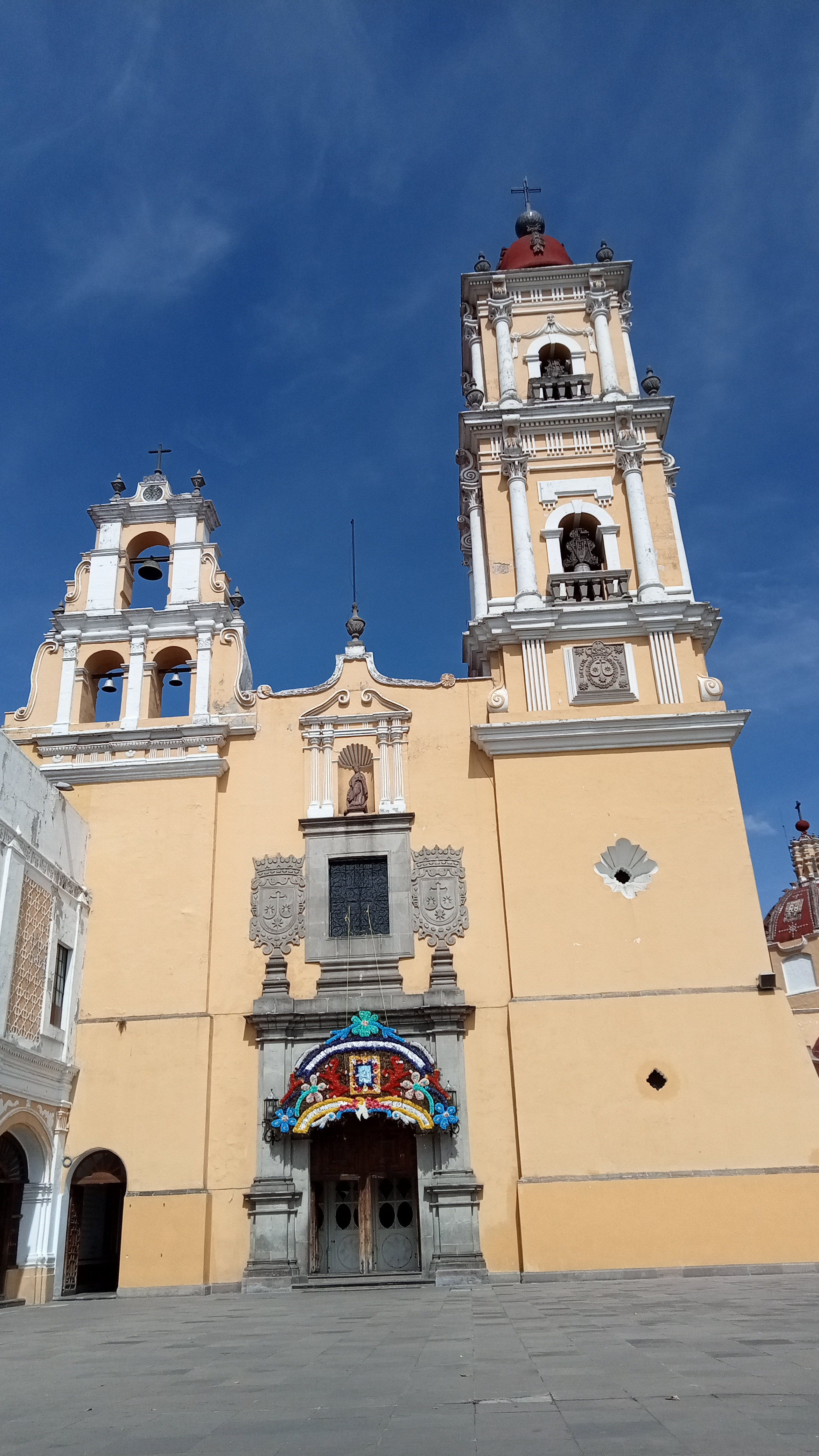
Templo de Nuestra Señora del Carmen
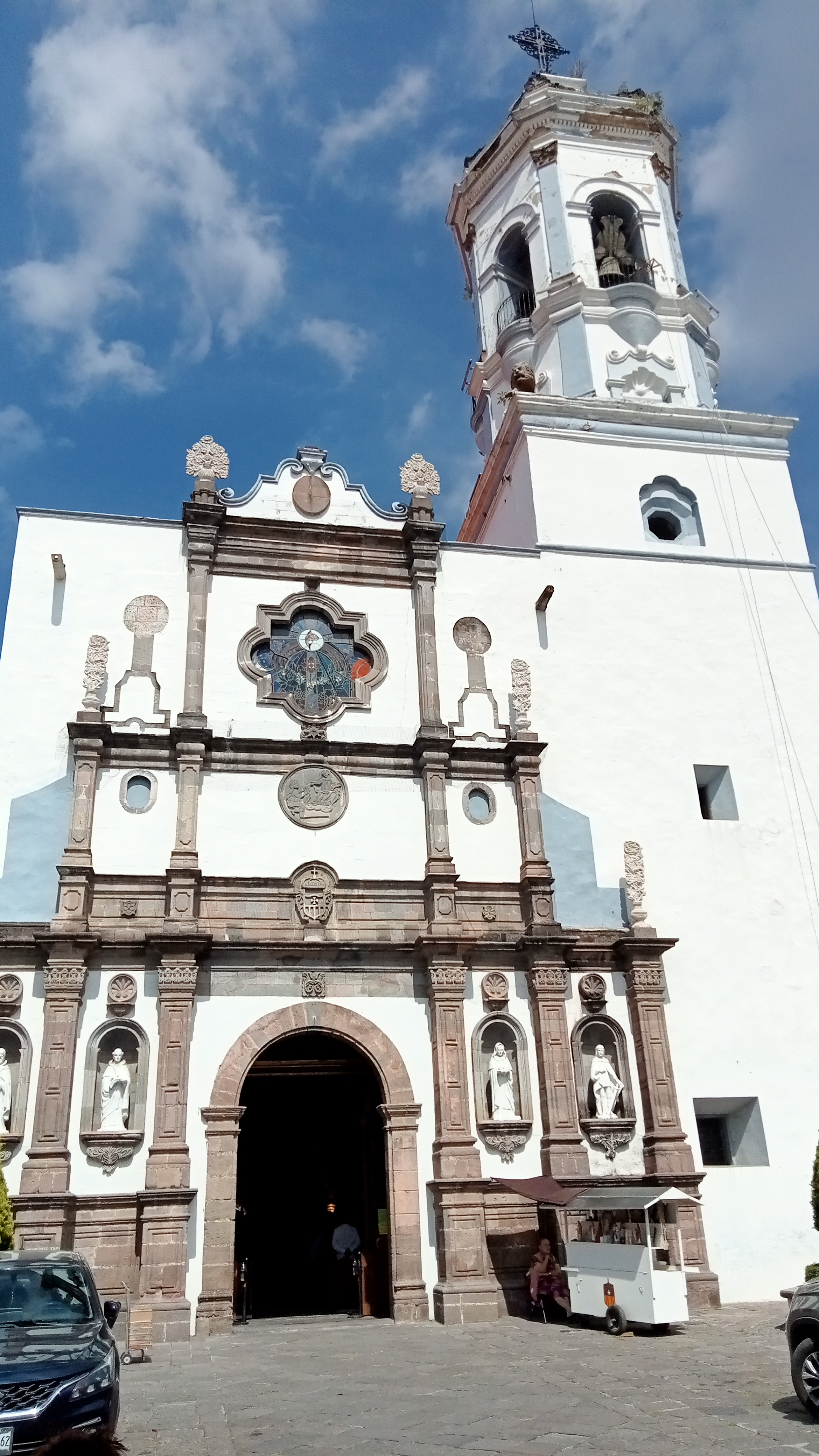
Templo de Nuestra Señora de la Merced
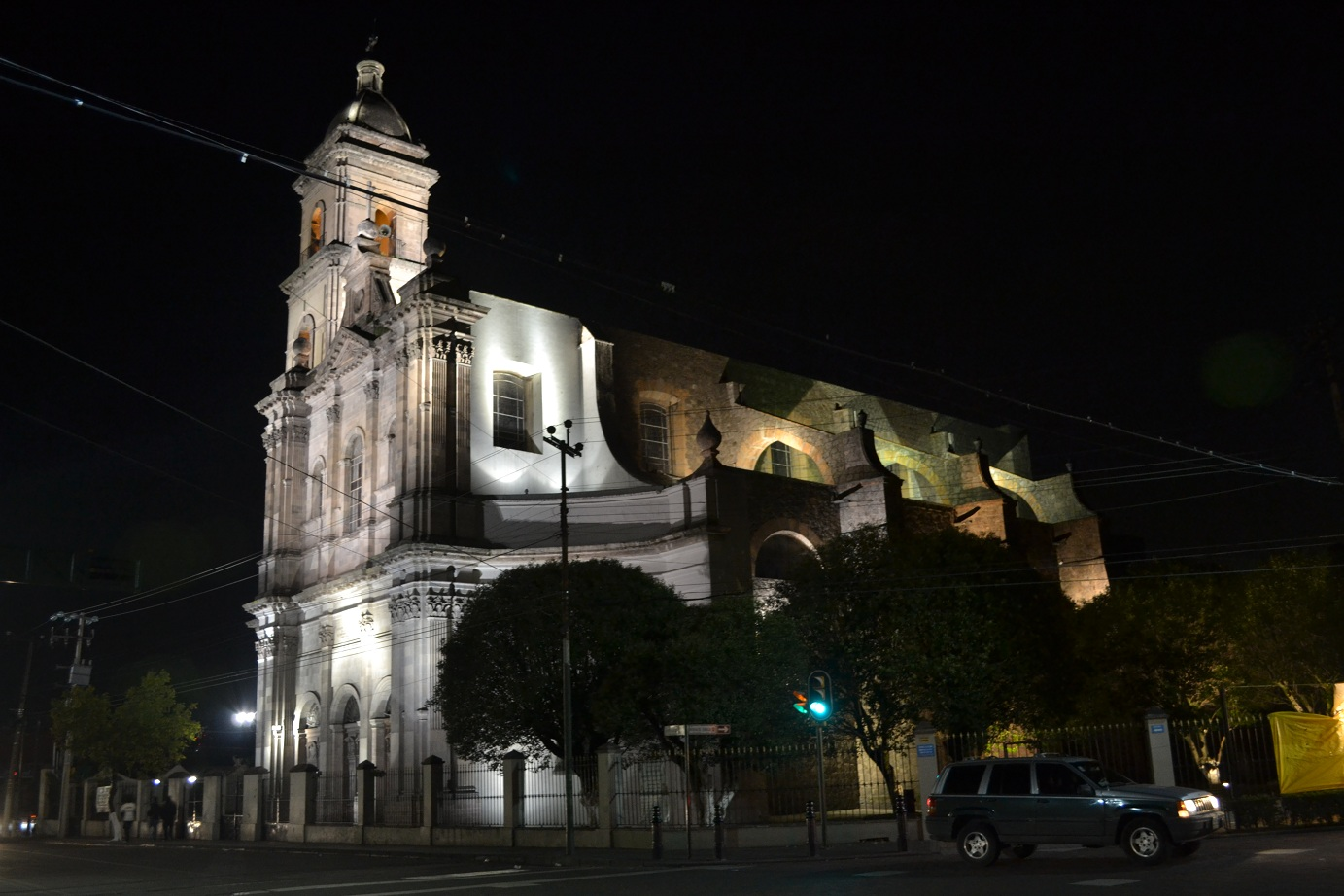
Templo de San José el Ranchito
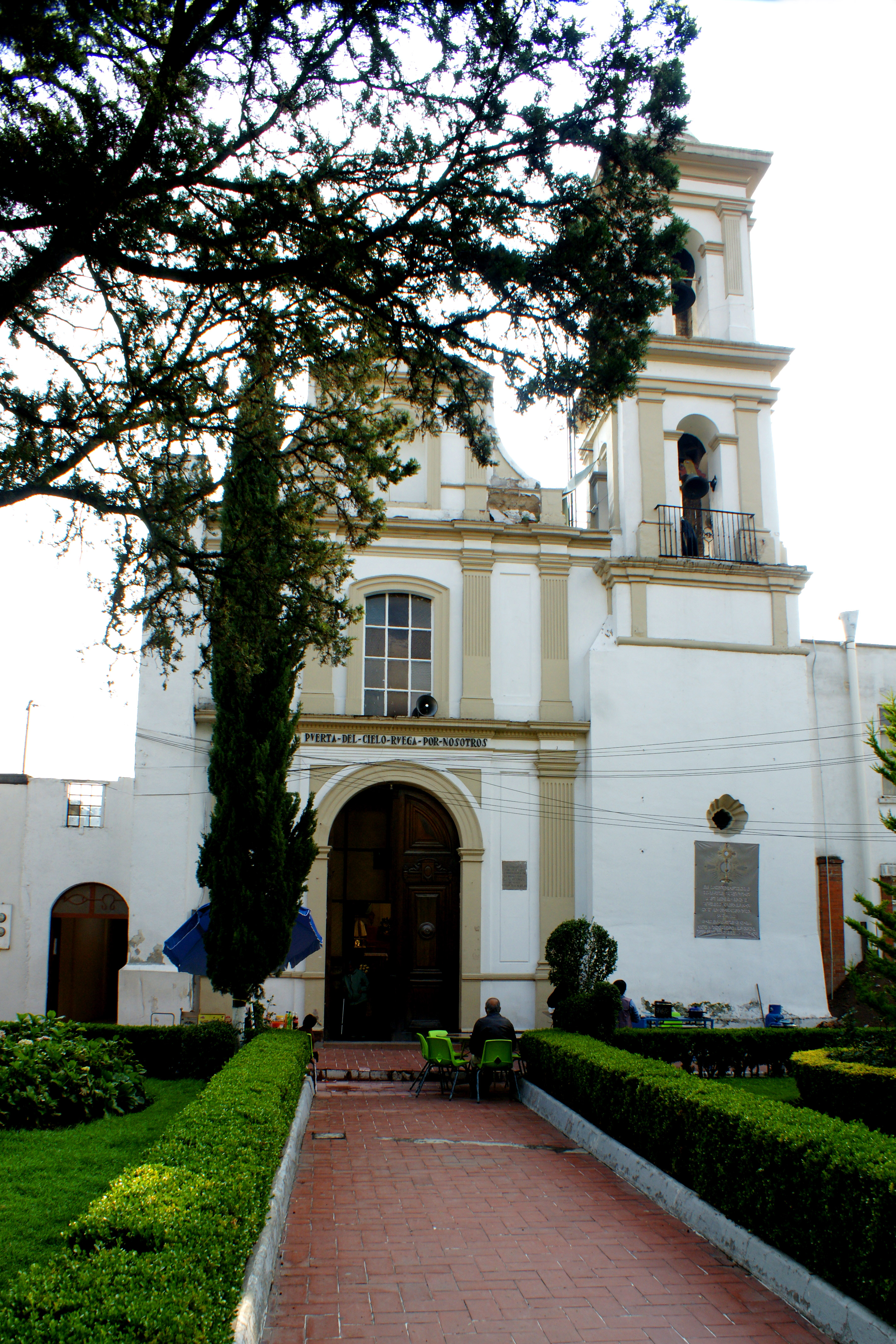
Templo de Santa Clara.

### Edificaciones civiles de Toluca
- Jardín botánico Cosmovitral

El edificio en el que se encuentra actualmente el Cosmovitral Jardín Botánico de Toluca originalmente albergó al Mercado 16 de Septiembre de la ciudad de Toluca. Su construcción inició el 22 de febrero de 1909, con la finalidad de conmemorar el centenario de la Independencia de México. El ingeniero Manuel Arratia, originario de Zumpango, realizó el diseño con un estilo art nouveau y la Compañía Fundidora de Aceros Monterrey se hizo cargo del armazón metálico.
El mercado funcionó como tal hasta el año de 1975, fecha en que se decidió convertirlo en jardín botánico. En el nuevo proyecto se aprovecharon los grandes ventanales para transformarlos en un Cosmovitral, cuya estructura está compuesta por 71 módulos —que encierran una sola idea, la postura ante la vida— y suman alrededor de tres mil metros cuadrados.
El diseño plástico de este gran vitral es fruto de los sueños y realidades del artista mexiquense Leopoldo Flores. El Cosmovitral es una sucesión cromática y temática sin principio ni fin, cuya contemplación puede iniciarse en cualquiera de sus partes. Un grupo de 60 artesanos ejecutó la obra durante tres años en los talleres instalados ex profeso en Lerma, estado de México.
Se utilizaron para su realización aproximadamente 75 toneladas de estructura metálica, 45 toneladas de vidrio soplado y 25 toneladas de cañuelas de plomo. La obra está constituida por alrededor de 500 mil fragmentos de vidrio, colocados en 30 mil secciones de emplomados. Se necesitaron 28 diferentes colores de vidrio, que en su mayoría (80 %) procede de Italia, Alemania, Francia, Bélgica, Japón, Canadá y los Estados Unidos.
Fue inaugurado el 5 de julio de 1980 y el plafón diez años después.
Por el lado oriente el Cosmovitral de Toluca traza el recorrido del hombre a través del tiempo y su salida la marca la nebulosa Andrómeda, en la que se perfilan los cuerpos de un hombre y una mujer.
El centro de este primer cuadro es el macrocosmos o creación del universo. La izquierda de los vitrales muestra oscuridad y decadencia; la derecha el encuentro con una búsqueda indefinida y ascendente. En el techo está la bóveda celeste con las doce constelaciones de la Vía Láctea. El fin provisional lo marca la captura solar en el poniente, destaca un gran círculo de fuego donde se inscribe la figura del hombre, recordando la proporción áurea pitagórica.
También alberga una escultura dedicada a Eizi Matuda, investigador y biólogo japonés, quien tuvo a su cargo la Comisión Botánica del Estado de México y dedicó gran parte de su vida a la clasificación y al estudio de la flora local; así como la Linterna de la Amistad, monumento conmemorativo de la hermandad con Saitama, Japón.
Este singular invernadero alberga más de 400 especies de plantas procedentes de Centroamérica, Sudamérica, África y Asia, incluye azucenas, rosas, orquídeas mexicanas, ave del paraíso, además de cipreses y helechos.
También hay árboles y arbustos, tales como araucaria (de Chile), amaranto (de Brasil), el tulípero (de China), el santiaguito y el árbol de las manitas (de México).
En 2015 es conocido como el jardín botánico más grande del mundo, adquirió popularidad internacional cuando el 19 de febrero de 2014, fue la sede de la Cumbre de Líderes de Norteamérica, por el 20 aniversario del Tratado de Libre Comercio de América del Norte (TLCAN) donde se reunieron los presidentes Enrique Peña Nieto de México, Barack Obama de Estados Unidos y el primer ministro de Canadá, Stephen Harper.
- Sala Felipe Villanueva

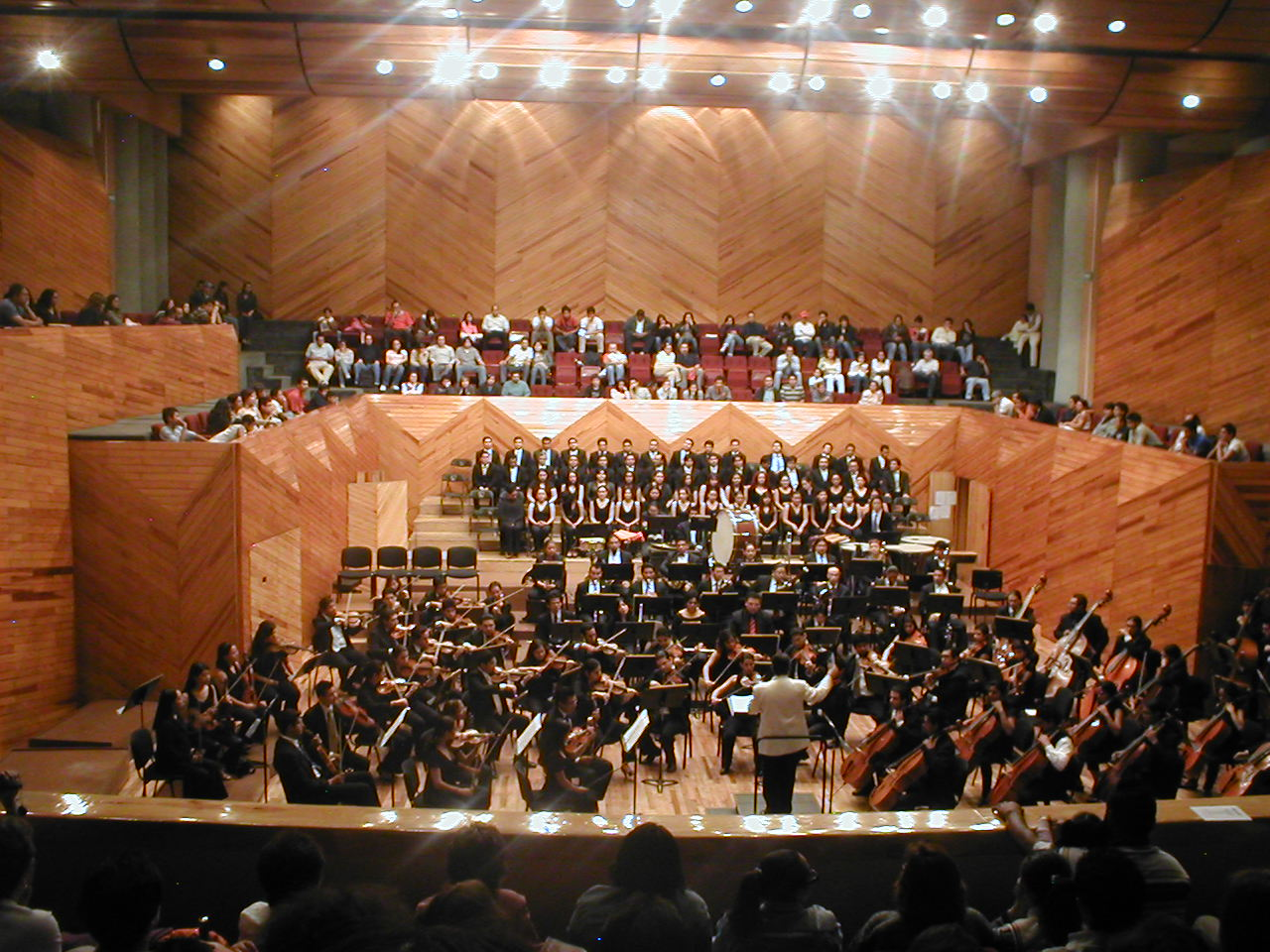
Concierto en la sala Felipe Villanueva

La Sala Felipe Villanueva, ubicada en Av. Morelos s/n esq. Andrés Quintana Roo, en el centro de Toluca, es la sede de la Orquesta Sinfónica del Estado de México (OSEM), del Coro y la Orquesta Juvenil de la OSEM. La primera fue fundada el 27 de agosto de 1971, a iniciativa del maestro Enrique Bátiz Campbell y del gobierno del Estado de México, con el objetivo de difundir el arte de la música como medio de unión e identificación entre los mexiquenses.
Desde sus inicios, la OSEM se caracterizó por su empeño en llevar su mensaje a todos los municipios del estado y a todos los rincones de la República. Fue también la primera institución de su género que recorrió las dieciséis delegaciones políticas del Distrito Federal. Muy pronto se presentó en los principales escenarios de la capital del país, como el Teatro de Bellas Artes y el Auditorio Nacional.
- Casa de las Diligencias

Casa de las Diligencias Inmueble en el que comenzaron los transportes modernos, en un carro tirado por caballos destinado a trasportar pasajeros de cierto nivel económico.
La casa fue proyectada por el arquitecto Ramón Rodríguez Arangoiti, mismo que dirigió otras construcciones relevantes de esa época como fueron la Capilla de Nuestra Señora de los Dolores, el antiguo Palacio de Gobierno y la Casa de los Barbabosa.
Fue el famoso "Hotel de las Diligencias" hasta principios del siglo XX. Después de algunos años el edificio pasó a ser una vecindad y empieza su deterioro; con el tiempo se estableció la Pulpería del señor Ciro Estrada, que vendía frijoles, habas, legumbres, semillas, etc. Luego se convirtió en una bodega de Sidral Mundet. En el gobierno del Lic. Ignacio Pichardo Pagaza se remodeló este recinto, ya que se encontraba en completo abandono, y en el año 2000 pasó a ser un Centro Cultural de la Universidad Autónoma del Estado de México, donde se imparten clases gratuitas de teatro principalmente, a grupos que participan en los diversos festivales de la ciudad.
- Rectoría de la UAEM

Edificio de estilo neoclásico que se conocía con el nombre de El Beaterio (casa de recogimiento de las novicias carmelitas), fue donado en 1828 para ser sede del Instituto Literario del Estado de México, que estaba dedicado al estudio de las ciencias sociales y jurídicas; en este periodo se practicaba la religión como una de las obligaciones de las actividades escolares, tanto dentro como fuera del plantel, se practicaban misas, procesiones y festivales religiosos.
En 1869 se suprimen las enseñanzas y prácticas de carácter religioso, intensificándose el estudio de las ciencias exactas como las matemáticas, física y química, entre otras; dándole el nombre de Instituto Científico y Literario del Estado de México. 

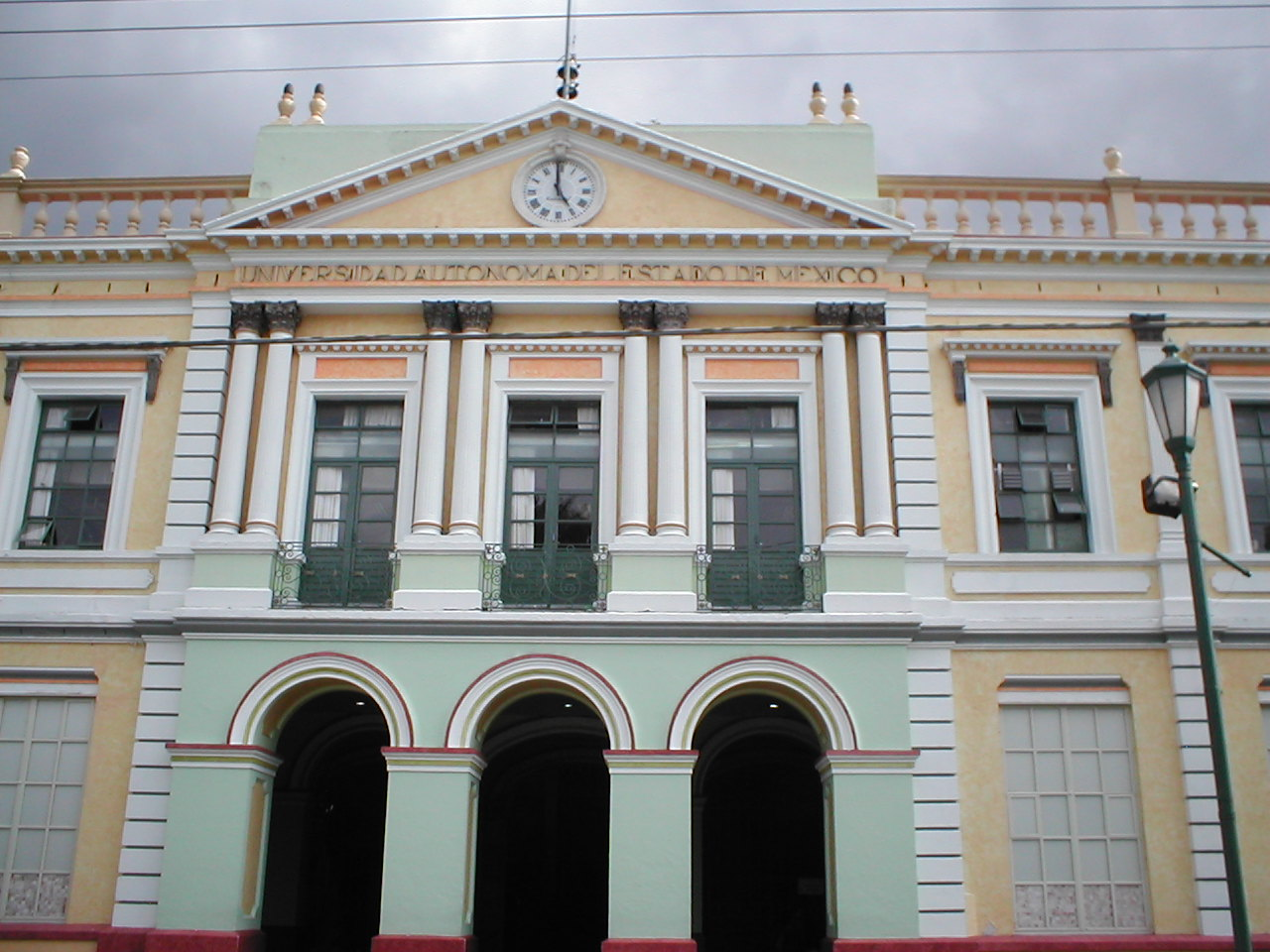
Entrada del edificio de Rectoría

Hacia el año de 1943 cambia su nombre a Instituto Científico y Literario Autónomo del Estado de México (ICLA). Y finalmente, en 1956 se convierte en Universidad Autónoma del Estado de México. Actualmente alberga las oficinas de la Rectoría, el Museo de Historia Natural "Dr. Manuel M. Villada", el Museo-Observatorio Meteorológico Universitario "Mariano Bárcena", el Museo de Historia Universitaria "José María Morelos y Pavón", el Aula Magna "Adolfo López Mateos" y el Teatro Universitario "Esvón Gamaliel".
En 1999, el rector Uriel Galicia Hernández (1997-2001) integró un equipo de especialistas para que se encargara de una evaluación técnica del edificio y de proponer medidas correctoras. El grupo llamado Comisión Especial Profesional para el Proyecto Maestro, fue Coordinado por el Maestro Gustavo A. Segura Lazcano y el Dr. en Arq. Marcos Mejía López de la Facultad de Arquitectura y Diseño. El Proyecto aprobado por la Delegación del Estado de México del Instituto Nacional de Antropología e Historia y presentado al Colegio de Directores de la U.A.E.M., fue a su vez aprobado el 22 de noviembre de 1999. Primero se construyó el tercer torreón del edificio, en la esquina suroeste, plantándose enormes zapatas metálicas en el suelo del teatro de Cámara para que la estructura resistiera.
El siguiente paso fue la remodelación del Aula Magna, en donde se colocó una bóveda de siete metros de altura, rematada en un cuarto de esfera sobre la tribuna.
- Plaza Fray Andrés de Castro

Se ubica al oriente de la Catedral y sur de Palacio Municipal. Limitada por una sección de portales. Esta plaza lleva el nombre del principal evangelizador franciscano del Valle de Toluca, razón por la cual se levanta un monumento con su efigie, rodeado de matlazincas.
Este hombre nació en la ciudad de Burgos, España, posiblemente al final de la primera década del siglo XVI y se dice que llegó a Toluca en 1540. Actualmente podemos encontrar en esta plaza la Capilla Exenta, la cual funcionó, desde el siglo XVIII, como sacristía del convento franciscano de Nuestra Señora de la Asunción, y que fue mandada construir por Fray José Sillero y el alarife toluqueño Felipe de Ureña, en un estilo barroco estípite. También se encuentran las alacenas metálicas en donde se expenden los famosos dulces regionales de Toluca.
- Plaza González Arratia

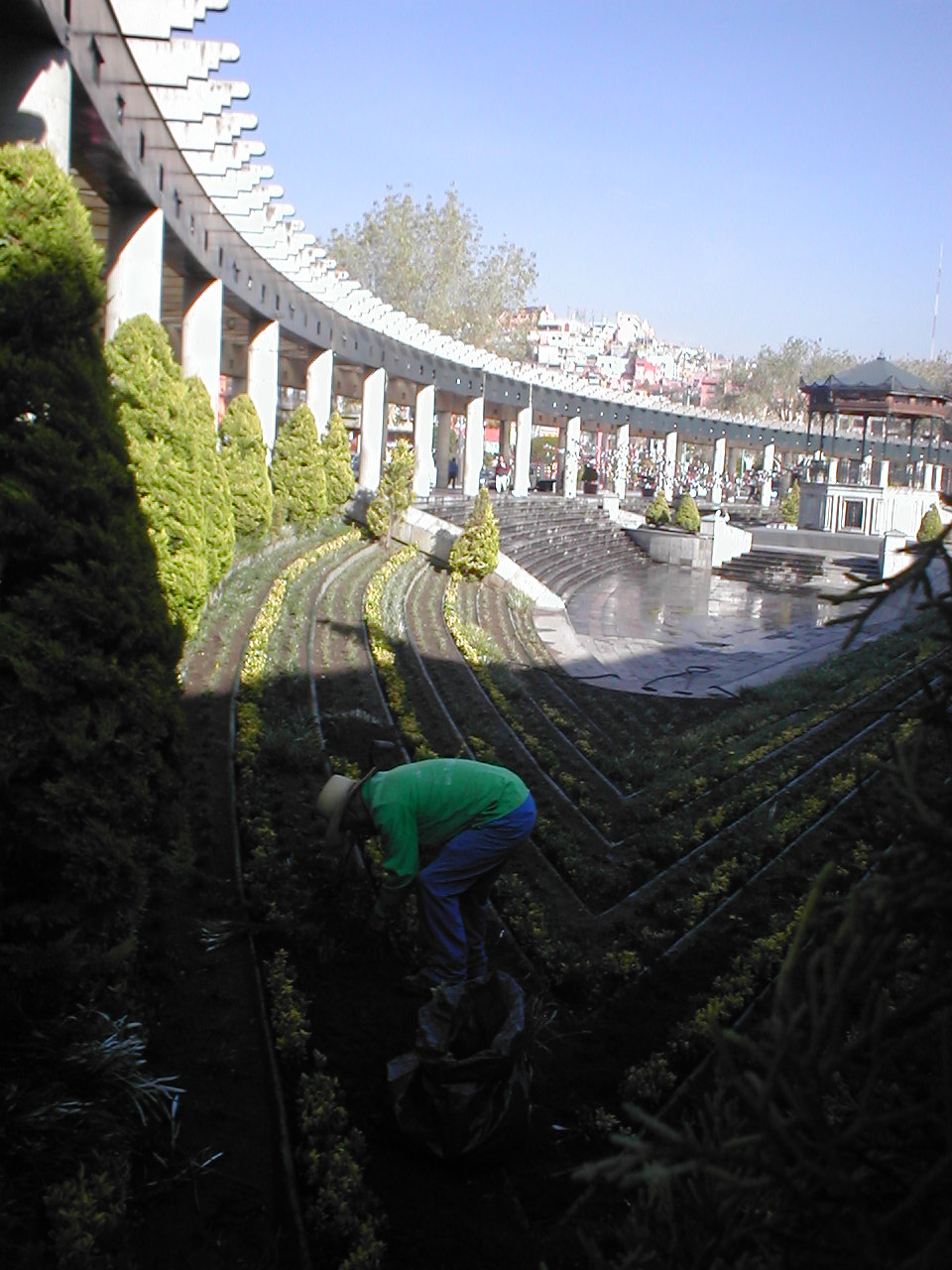
Plaza González Arratia

En este sitio durante la época colonial existió el Cementerio para los Naturales perteneciente al convento franciscano de Nuestra Señora de la Asunción, hasta que se fraccionaron los terrenos del convento en la primera mitad del siglo XIX, y este solar tuvo distintos usos. Fue sede en 1883 de la Primera Exposición Industrial, Ganadera y Comercial del Estado de México; el edificio conocido ex profeso se conoció popularmente como el Mercado Viejo; se incendió en 1935 y en su reconstrucción se levantó el Mercado Hidalgo y el Cine Coliseo o Teatro Municipal.
En 1980 todo esto fue demolido para dar paso a la construcción de la Plaza González Arratia, siendo remodelada en 1996 reconstruyendo el pórtico del antiguo mercado, un ágora para eventos y un bello kiosco estilo art nouveau.
Es hoy en día un espacio de recreación y convivencia para la familia en la que se pueden apreciar eventos culturales y artísticos.
- Plaza Estado de México

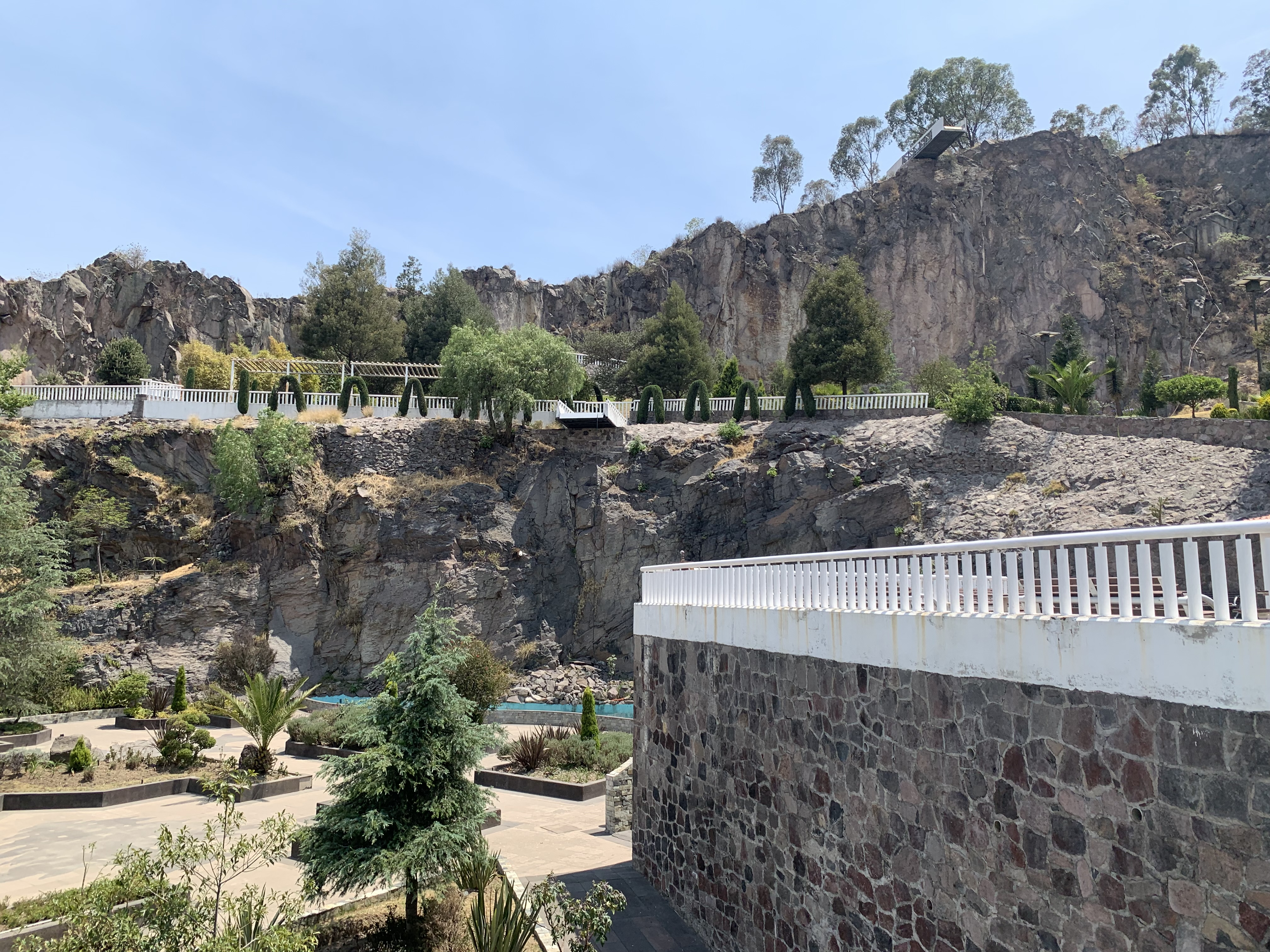
Plaza Estado de México, también conocido como Parque Líbano

La Plaza Estado de México cuenta con una estatua en honor al emigrante libanés, monumento que representa el orgullo, fortaleza y unión de la hermandad libanesa, y de la cual se pueden encontrar réplicas en el Distrito Federal, Puebla, Chihuahua, Mérida, Veracruz, Guadalajara y Saltillo, además de una placa donde están escritos los nombres de los primeros libaneses que llegaron a Toluca, cuenta con dos saltos de agua, área de alimentos, juegos y ejercitadores, entre otros.
- Parque Sierra Morelos

Dedicado a la defensa ecológica y a la protección ambiental del Valle de Toluca.
Este parque se ubica 20 minutos al noroeste de la ciudad de Toluca en la localidad de San Mateo Oxtotitlan, cuenta con una superficie de 302 hectáreas que alberga una importante población de bosques de pino, eucalipto y encino, en este extenso parque se puede disfrutar de lagos artificiales.
Cuenta con kioscos rústicos junto a la laguna, mesas y asadores apropiados para hacer una agradable comida campestre, así como instalaciones que permiten la realización de actividades físicas como ciclismo, atletismo; excursiones, fotografía escénica y deportes al aire libre.
- Alameda 2000

Este parque se localiza a diez minutos del centro de Toluca, a un costado del centro cultural mexiquense, cuenta con una amplia extensión de áreas verdes, zonas arboladas, campos de fútbol, basquetbol, teatro al aire libre, pista para corredores, zonas para la práctica de ciclismo de montaña, palapas para realizar días de campo, así como áreas para realizar diferentes tipos de eventos culturales.
También cuenta con dos lagunas que anteriormente se alimentaban de aguas residuales, ahora se les da un tratamiento biodigestor por lo que la contaminación de estas aguas ha disminuido en ochenta por ciento, ayudando así la conservación del medio ambiente y asegurando la llegada de más de 25 especies de aves migratorias y la conservación de peces como la carpa.
- Parque Matlatzincas

Conocido como “El Cerro del Calvario” fue escenario de hechos históricos de la Guerra de Independencia. Fue inaugurado como parque en 1959. Está situado en el corazón de la ciudad, rodeado por las calles de Horacio Zúñiga, José Vicente Villada, Andrés Quintana Roo y Valentín Gómez Farías. 

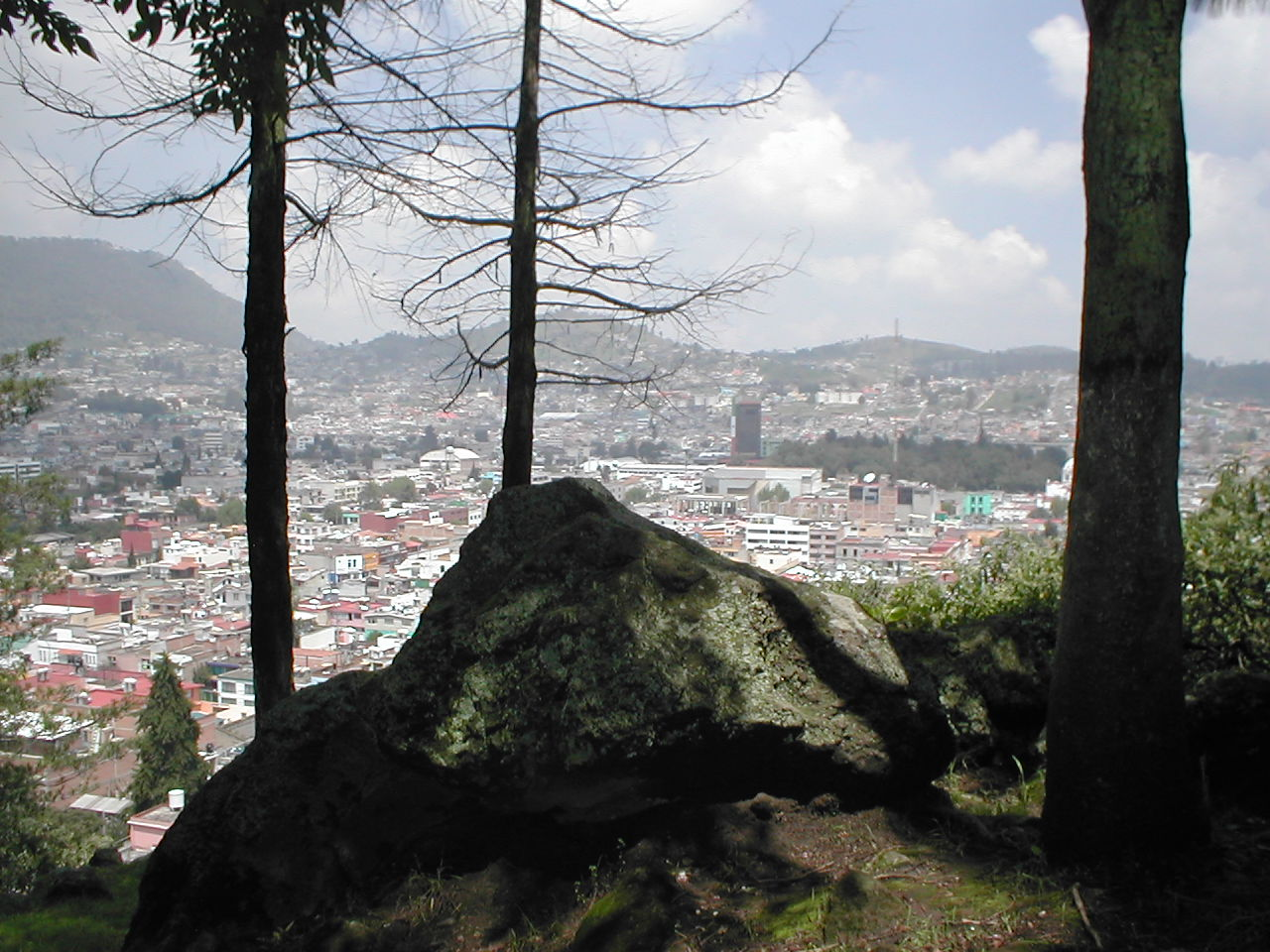
Vista desde Parque Matlatzincas, a la derecha la Alameda

Tiene varias entradas, todas ellas con caminos empedrados que nos llevan a la cúspide, en donde se encuentra el templo del Calvario, construido en el siglo XVIII y que es una de las iglesias favoritas para las celebraciones religioso-sociales de la población toluqueña. En este lugar también se puede apreciar una explanada con un asta bandera, que puede observarse prácticamente desde cualquier punto de la ciudad.
Uno de los lugares más significativos del lugar es la Estancia del Tiempo, en donde se encuentran un reloj de sol, 18 basamentos con signos de los meses del año prehispánico, datos generales de la ciudad, como su latitud y altitud, y por si fuera poco, aquí también encontramos la Escuela de Artes Plásticas y también el taller del escultor mexiquense Fernando Cano. En el Parque Calvario, se encuentra una estatua de Nezahualcóyotl que da un aire de serenidad al área, ya que se disfruta plácidamente de la naturaleza. Aquí están instaladas también las oficinas que ocupan la Dirección de Parques y Jardines del Municipio, en esta plaza actualmente se encuentra albergado el Centro de Educación Ambiental, el cual tiene como propósito crear conciencia sobre la ecología; áreas de juegos infantiles, la Glorieta de los Eucaliptos, la Glorieta de los Artistas, el mirador de la Cruz y el Museo de Ciencias Naturales el cual fue inaugurado el 2 de marzo de 1971, con el objetivo de fomentar la preservación de los recursos naturales. Sus seis salas permanentes llevan los nombres de Universo y sistema solar, Geología, Biodiversidad del Estado de México, Lepidópteros, Insectos y Ecología. Destaca su colección de más de tres mil mariposas. Cuenta con una sala para exposiciones temporales relacionadas con el medio ambiente y la cultura. Organiza visitas guiadas y concursos de arte. La parte trasera del cerro sirve como respaldo y escenografía al Teatro de los Jaguares, un área para la expresión artística de los jóvenes universitarios, ubicado en la avenida Valentín Gómez Farías.
- Alameda

Museo de Ciencias Naturales de Toluca

Se construyó entre 1831 y 1834 gracias al benefactor, don José María González Arratia, que tiempo después sería Presidente Municipal de Toluca, Su nombre oficial es Alameda Parque Cuauhtémoc. Fue hecho en un pentágono irregular llamado la unión que estaba cerrado por tres de sus lados por zanjas y por los otros dos por bardas de cal; tenía únicamente cuatro puertas para la entrada y salida de las personas y carruajes. Fue descuidada y abandonada para el año de 1890, hasta que se derribaron las antiguas bardas y puertas, y se reemplazaron por prados simétricos, un zoológico de faisanes y águilas, una caja armónica, una pajarera de alambre, hierro y madera, un local para la cría de venados, un invernadero y un lago donde podían verse cisnes negros, garzas, gansos y patos. 

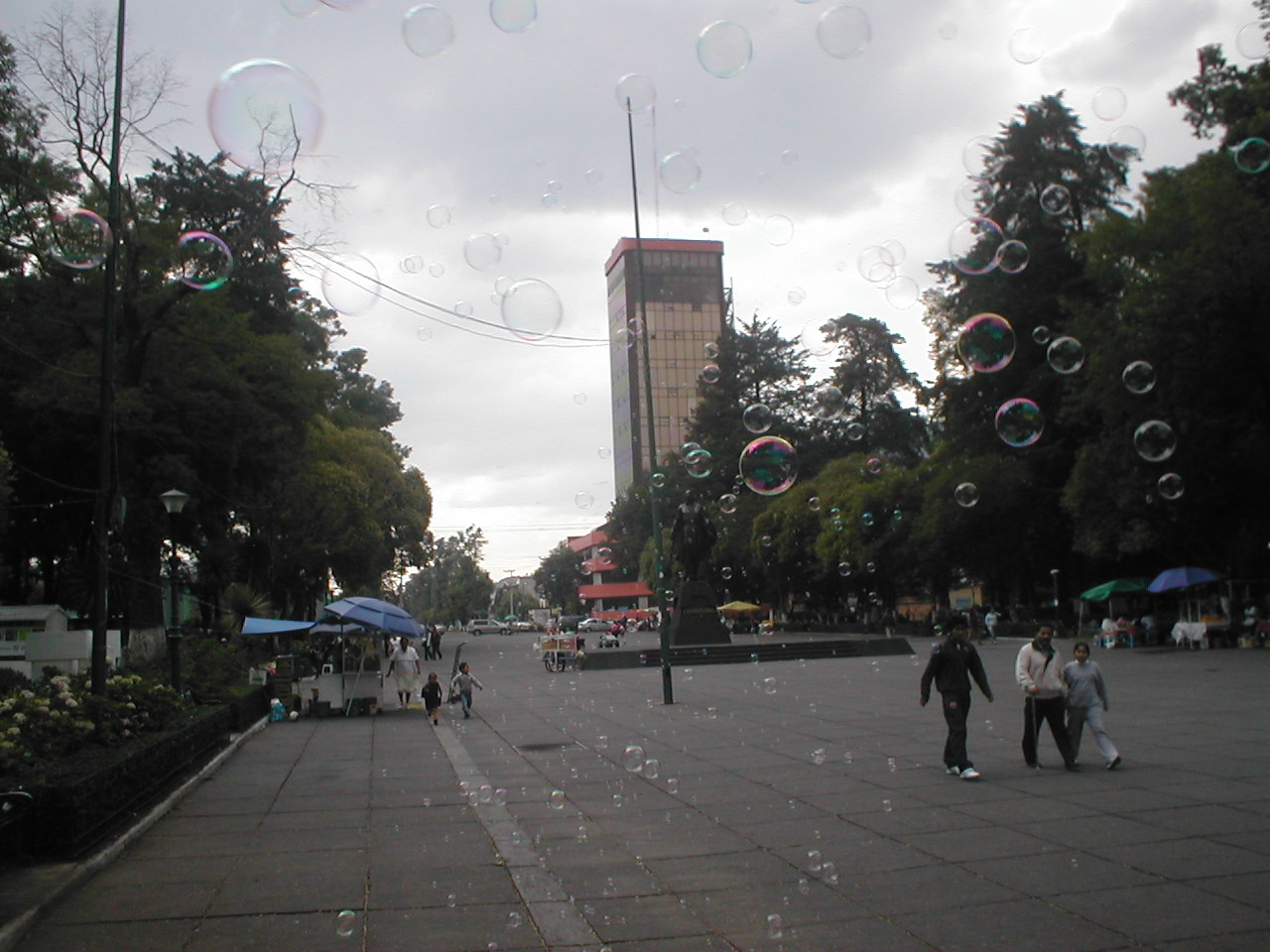
Alameda Central de Toluca

Actualmente la Alameda está rodeada por las calles Plutarco González, Melchor Ocampo y Andrés Quintana Roo; en ella se encuentra el monumento a Cuauhtémoc, el área de juegos, la Biblioteca Infantil y Juvenil de Toluca, y el estanque de patos. La principal pieza que se encuentra dentro de la Alameda es la Fuente de las Musas, y es el testigo más antiguo de este parque, ya que cuenta con más de cien años y anteriormente se encontraba en la Plaza de los Mártires. Es en la actualidad un lugar de esparcimiento frecuentado en un ambiente familiar y recreativo. Los días de más movimiento suelen ser los domingos.
- Jardín Simón Bolivar

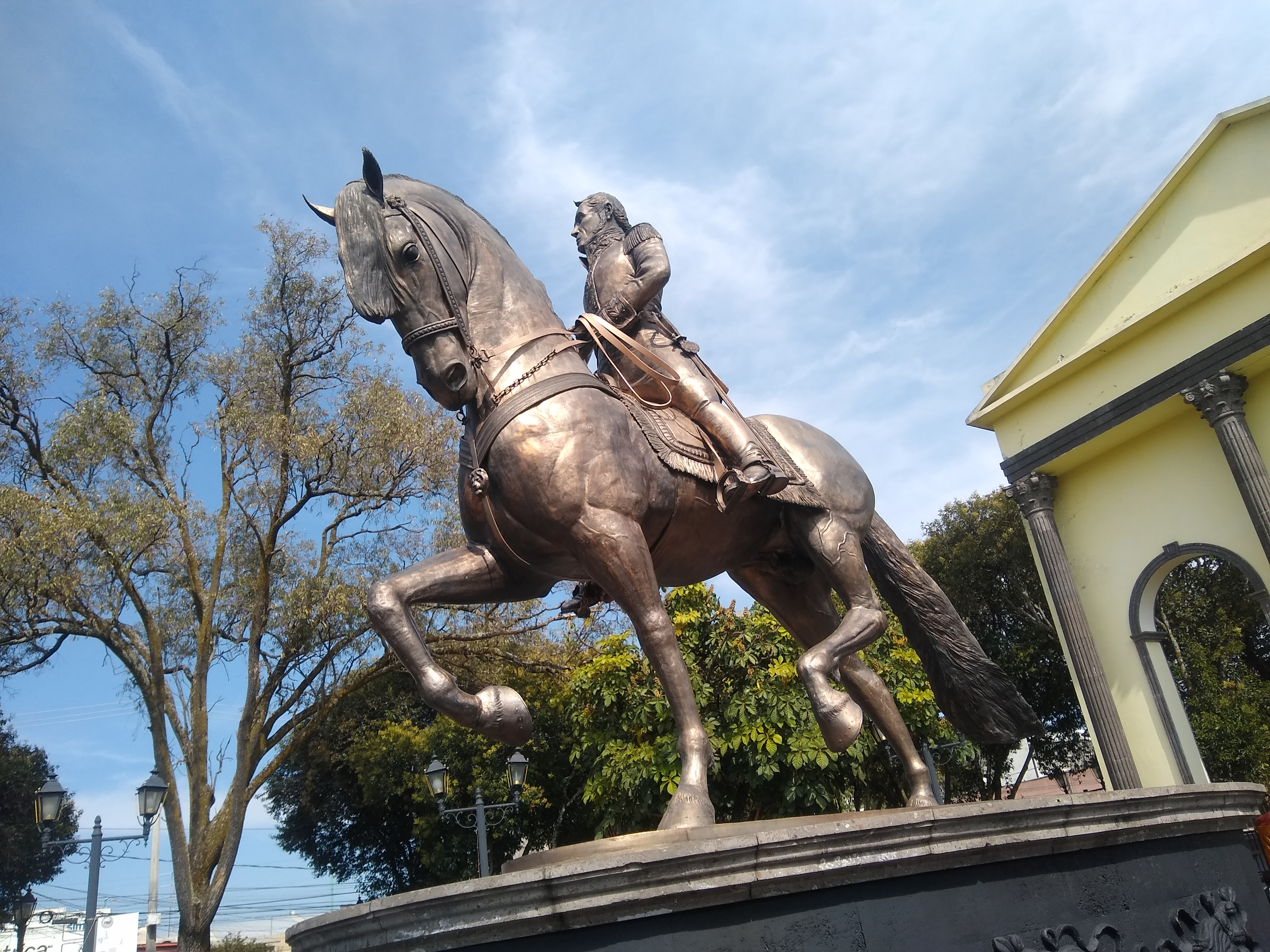
Estatua de Simón Bolívar en el parque homónimo

En estos terrenos se localizó el huerto que perteneciera al antiguo Beaterio de Monjas Carmelitas de Toluca; el árbol más antiguo que se encontraba en el huerto es el que hoy conocemos como Árbol de la Mora y que es un icono de la Universidad Autónoma del Estado de México.
Al centro de la plaza se colocó la estatua ecuestre del libertador Simón José Antonio de la Santísima Trinidad Bolívar y Palacios, conocido como Simón Bolívar, quien fue un militar y político venezolano que contribuyó a la independencia de varias naciones de Sudamérica.
Detrás del monumento se hizo una copia del frontón del que fuera el antiguo Palacio Legislativo de Toluca, y que se encontraba en la calle de la Concordia (hoy andador Belisario Domínguez).
- Jardín Zaragoza

A mediados del siglo XIX se mandó remodelar la antigua y descuidada Plazuela de Alva, que existía desde la época de la Colonia, y era el lugar donde se encontraba la picota (instrumento para ejecuciones durante la Inquisición).
El diseño de este nuevo jardín estuvo a cargo de don Silviano Enríquez, con el producto de donativos públicos y de él mismo. En el centro de este parque existía una fuente pública de forma octagonal a la que se llegaba por una escalinata. Rodeaba esta fuente a un pedestal con una columna coronada por un busto de bronce del general Ignacio Zaragoza. Gracias a este monumento es que se le cambia el nombre a la antigua plazuela por el de Jardín Zaragoza.
- Parque Metropolitano Bicentenario

Este parque fue inaugurado el 10 de mayo de 2011 y comprende una superficie total de 22,5 hectáreas, incluyendo un lago artificial con tratamiento de aguas residuales y sistema de riego para tres mil ciento ochenta árboles.
Cuenta con trotapista, ciclopista, amplios andadores, siete canchas deportivas, gimnasio para activación física, cafetería y acceso gratuito a internet; además de un estacionamiento con 400 espacios.
El parque se ubica en el predio que ocupaba la XXII zona militar, sede por más de cincuenta años del XLIII Batallón de Infantería, el cual se mudó, a finales de la primera década del presente siglo, a sus nuevas instalaciones en Santa María Rayón.
- Torres Bicentenario

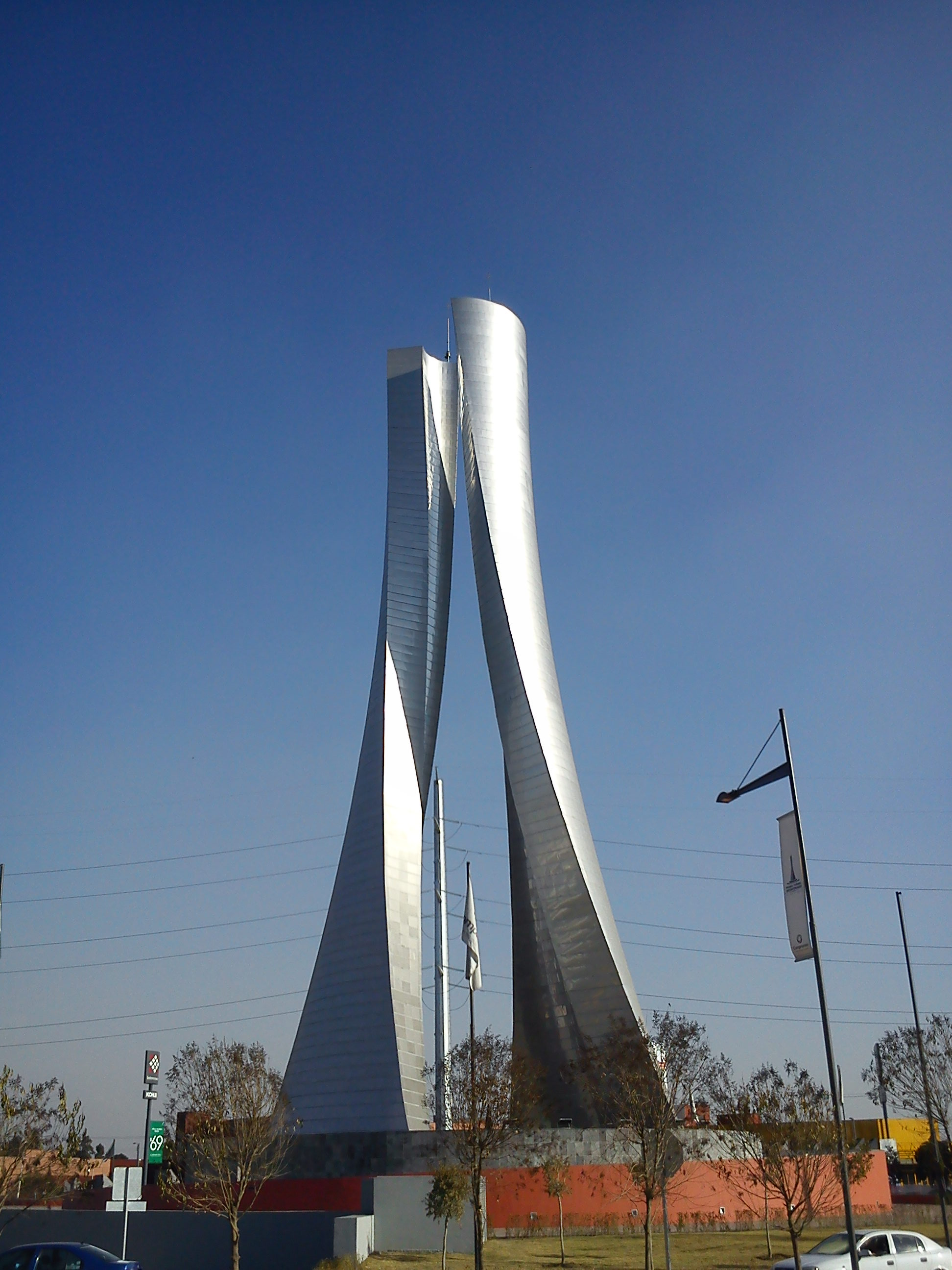
Las Torres Bicentenario, inauguradas en 2010.

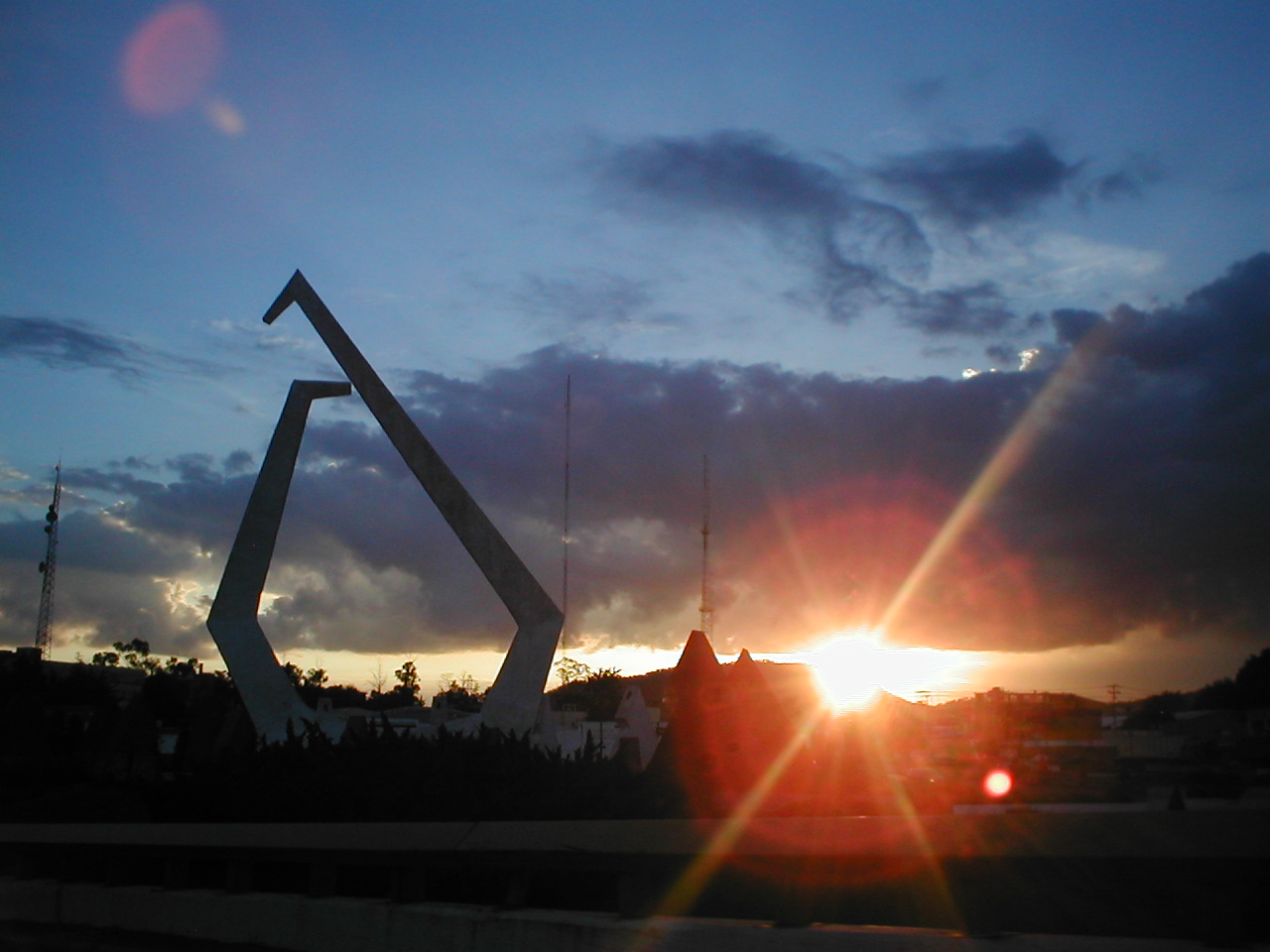
La Puerta Tollotzin, demolida en 2009.

Existía en la entrada de la ciudad de Toluca un conjunto escultórico de gran tamaño llamado "La Puerta Tollotzin", que representaba el origen prehispánico de la ciudad, haciendo alusión a la cultura Matlazinca que se asentó en el valle de Toluca. Se demolió en agosto de 2009, en su lugar se encuentra actualmente el Museo Torres Bicentenario, inaugurado en noviembre de 2010, Diseñado por Guillermo Maya López.
El conjunto se integra por dos modernas torres entrelazadas de 65 m de altura cada una, desplantadas de una base de 31 m de diámetro.
La estructura de las torres es un complejo animado metálico cubierto por láminas de acero inoxidable. Cada torre tiene cien divisiones que significan la conmemoración de doscientos años de vida independiente. Todos los elementos, desde la base hasta la punta, son limpios y simples en sus formas. Se dan los servicios de sanitarios, oficinas y cafetería.
Se inauguró el 15 de septiembre de 2010 por el entonces gobernador del Estado de México Enrique Peña Nieto, las torres se engalanaron con un espectáculo de fuegos pirotécnicos.

#### Danza
En cuanto a las danzas, tenemos las del Instituto Mexiquense de Cultura, el IMSS y el DIF, quienes forman a estudiantes y estos a los grupos de danza. Además de la Escuela de Bellas Artes y la UAEM, también existe un grupo de auge internacional llamado DANZ-ART, el cual fue fundado por el profesor Jaime García Sánchez. Es en los pueblos donde se encuentran danzas sincréticas: en San Pablo Autopan hay grupos de "concheros" y "moros y cristianos"; en San Juan Tilapa la "danza de los caballitos"; en San Pedro Totoltepec se ejecuta la "danza azteca"; en Santiago Tlacotepec "los concheros" y "los vaqueros"; en San Juan Tilapa intervienen "los concheros" y "los caballitos"; en Cacalomacán se baila la "danza de los 12 pares de Francia"y en Santa Ana Tlapaltitlán la "danza de la siembra" o "danza de San Isidro Labrador".

#### Música
Las bandas filarmónicas en su momento fueron famosas por sus directores. Actualmente hay dos bandas oficiales: la del estado y la del municipio. También, la Orquesta Sinfónica del Estado de México.
En las instituciones de educación superior se han formado estudiantinas y rondallas.
En otras, se han creado las bandas de marcha. En los pueblos existen bandas de viento. Y en los últimos tiempos se han formado innumerables conjuntos de música de viento.
Además por tercer año consecutivo, en junio se celebra la fiesta de la música en el que se ofrecen más de cien actividades y conciertos para todos los gustos, y edades. Esto se celebra gracias a la coordinación del ayuntamiento de Toluca, de la Secretaría de Cultura del gobierno del estado de México, Alianza Francesa de Toluca, y la Universidad Autónoma del Estado de México.
Las sedes de esta fiesta son en la Concha Acústica, Capilla Exenta, corredor peatonal Hidalgo, andador Constitución, sala Felipe Villanueva, Foro Cultural Alameda, auditorio de la Alianza Francesa, plaza González Arratia, entre otros.[cita requerida]

### Gastronomía

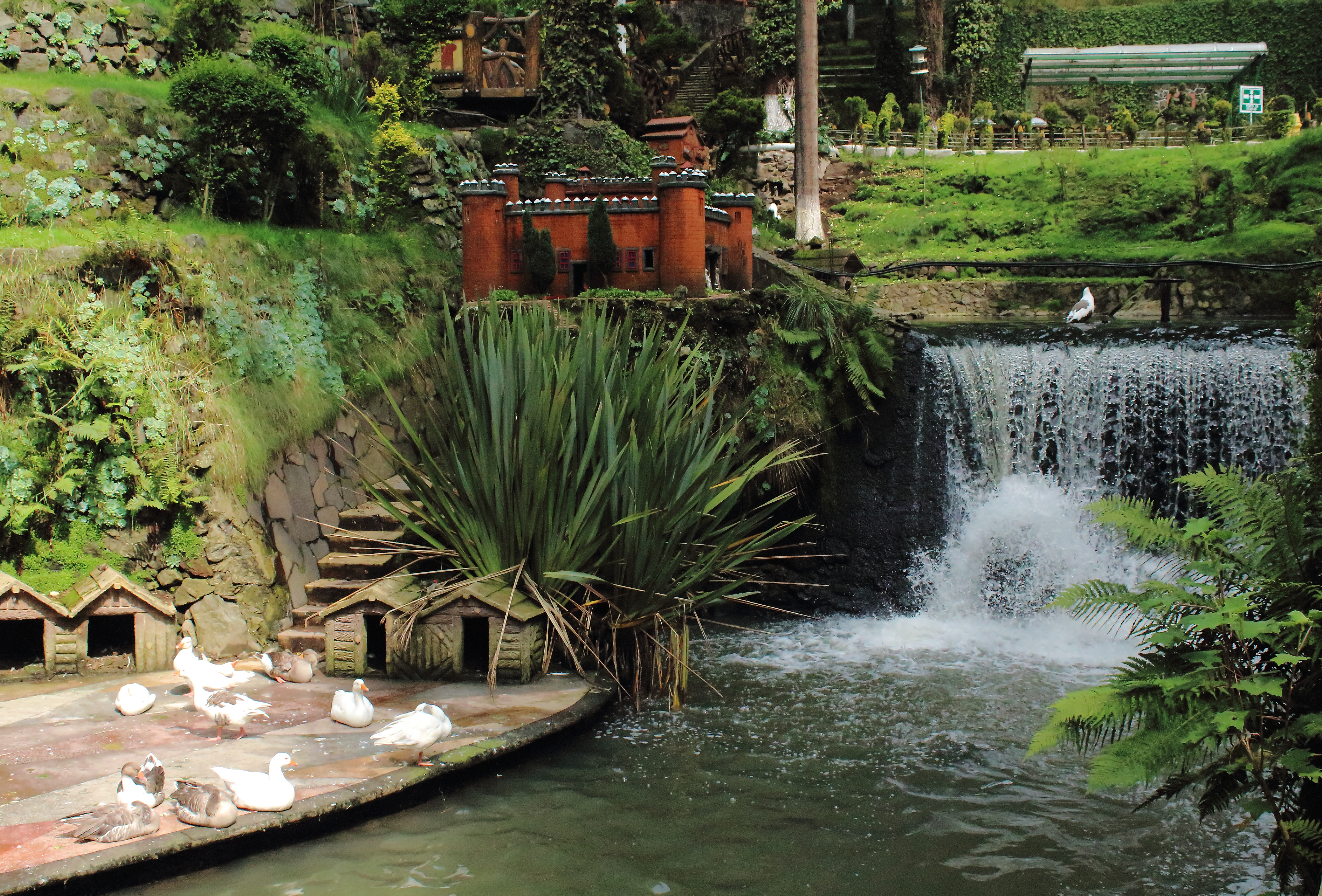
Vista del jardín en un restaurante de Toluca, México

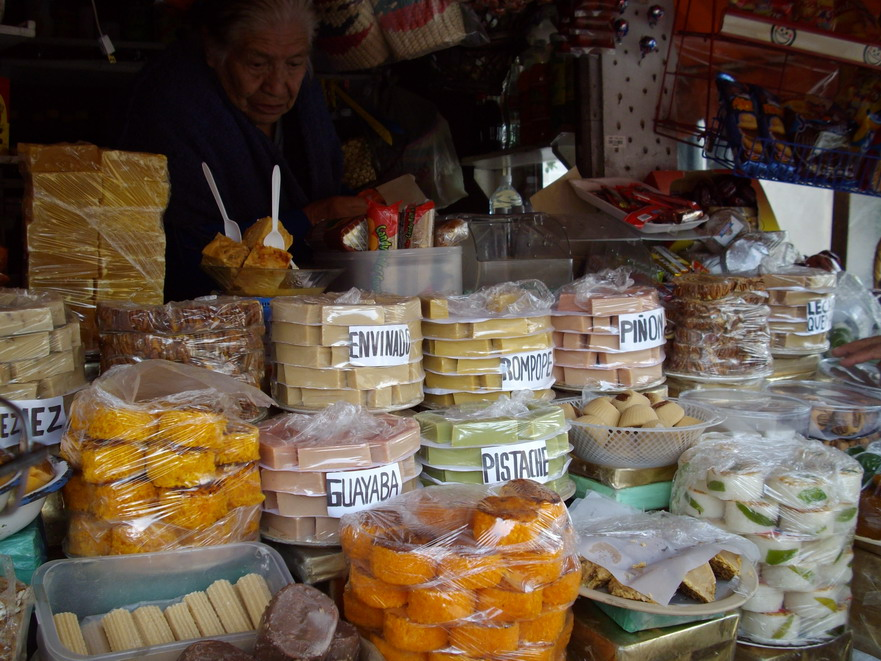
Tienda de dulces típicos

Tecaxic y Calixtlahuaca se distinguen por su cerámica y alfarería; San Felipe Tlamimilolpan por sus rebozos y otros textiles; Santa Ana Tlapaltitlán por sus tejidos de canastas; Cuexcontitlán y Huichochitlán por sus tejidos de palma para sombreros; San Pablo Autopan, Totoltepec y otros pueblos, por sus tejidos de estambre de lana para guantes y gorros.
Toluca tiene fama de ser región gastronómica, sus platillos cotidianos incluyen quelites, quintoniles, espinacas, verdolagas, habas, nopales, papas, zanahorias, nabos, papas de agua y en general productos de la región. A los guisados se les condimenta con bastante chile y pequeñas fracciones de carne de res y de puerco.
El taco de plaza o taco "placero" también es famoso, puede ser de barbacoa, de carnitas, o de chicharrón acompañados de cilantro, pápalo, berros, y animales como sacamiches o acociles. Se acompaña con crema y otros aderezos. 
Como dato curioso "El taco de plaza" tuvo su origen cuando las personas que le ayudaban a la gente a cargar lo que compraban (se les conoce como cargadores) compraban medio kilo de tortillas y acudían puesto por puesto de los vendedores a pedir para su taco, los vendedores les daban desde nopales hasta carnitas, todo junto y así lo degustaban.
Los quesos y los dulces: Estos últimos en un tiempo dieron colorido a los portales, hoy es menor pero sigue la tradición, siendo los dulces tradicionales los turrones, los chongos zamoranos, el dulce de pepita, el tamarindo, el jamoncillo, la calabaza, los higos por citar algunos. En los mismos portales se consigue la fría garapiña y el famoso "mosquito", bebida de licor de frutas que le ha dado fama y reconocimiento a nivel nacional e internacional a la Ciudad de Toluca, creado en la década de 1920, por el señor Adolfo Almazán Garduño este consta de cuatro diferentes grados de alcohol: A con 19 grados de alcohol, AL de 31, ALM con 43, y la más fuerte ALMA de 45 grados, las letras con las que se caracteriza el contenido de alcohol son tomadas sobre la base de las primeras cuatro letras del apellido Almazán (ALMA). Además de su 4 diferentes graduaciones, se venden en presentaciones de 1 litro, 3/4 de litro, 1/2 litro, 1/4 de litro, Miniatura de 50 ml; todo esto para dar variedad a la elección de los clientes

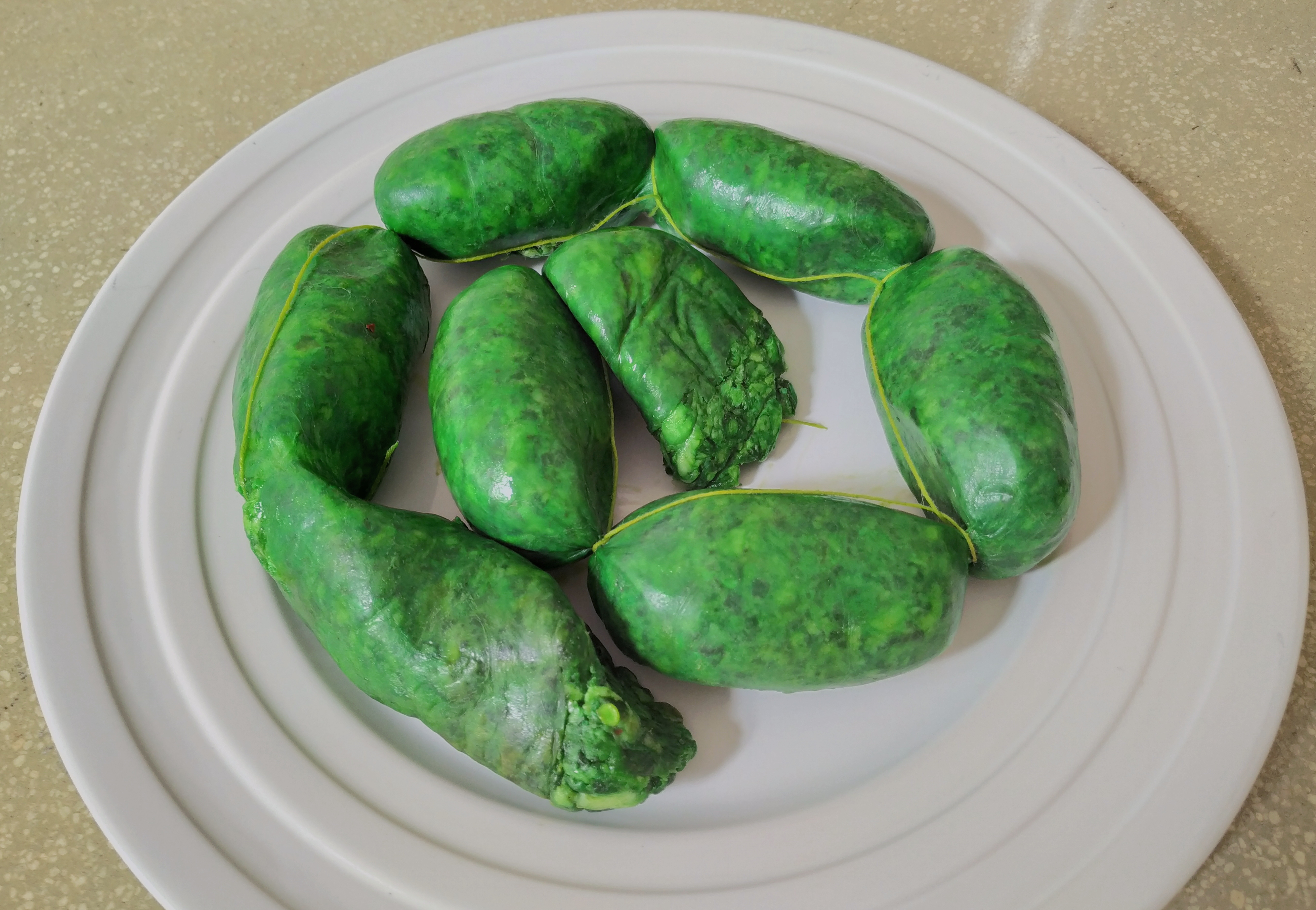
Chorizo verde de Toluca.

No podemos olvidar el chorizo, alimento característico de Toluca. Se elabora con carne de puerco molida, pimienta, clavo, jengibre, semilla de cilantro y otras especies, algunos tienen como ingrediente cacahuates, piñón, nueces o almendras. Pero lo que hace distinto a este chorizo es la inclusión del chile jaral o ancho. Se le agrega vinagre o vino blanco. Otra de las especialidades en Toluca y singular en la gastronomía de México, es el chorizo verde, nombrado así por el colorante que ciertas plantas locales le dan. A ese tipo de chorizos se les suele agregar cacahuate y otros condimentos.
El conejo en mixiote, la sopa de médula y huitlacoche con crema, acosiles y jumiles que son insectos, y el pulque curado de San Felipe Tlalmimilolpan, chumiate (bebida de infusión de nanche un fruto redondo amarillo y de sabor penetrante, en aguardiente de caña y preparado con yerbas aromáticas) y el famoso mosquito (bebida tradicional preparada con licor de frutas).

### Museos
Museo-Taller Luis Nishizawa

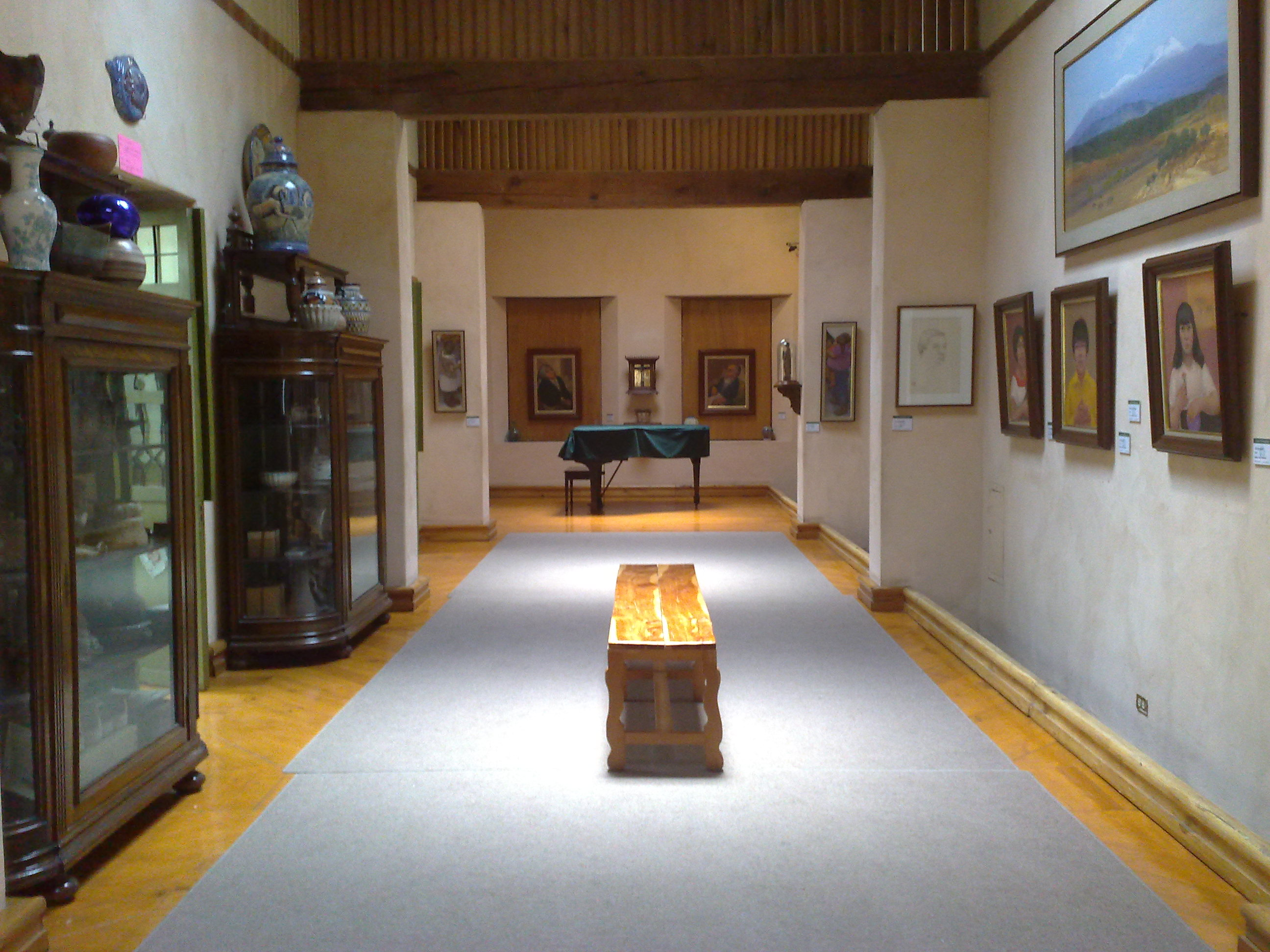
Museo Luis Nishizawa

En diciembre de 1992 se creó el Museo-Taller que lleva el nombre del destacado artista mexiquense Luis Nishizawa Flores, como un reconocimiento tanto a la labor docente que ha realizado en la formación de jóvenes pintores durante más de cuatro décadas como a su vasta creación plástica, que constituye una de las páginas más brillantes del arte contemporáneo del país y un importante legado a su patrimonio artístico.
El Museo Taller Nishizawa cumple con la doble función de ser museo y taller. En él se encuentra el centro de información y documentación "Luis Nishizawa y su tiempo", que está al servicio de los investigadores y del público en general.
Forma parte del Corredor de la Plástica Mexiquense, la cual es una iniciativa de la actual administración, cuyo objetivo es el de preservar y promover el legado cultural de grandes artistas mexiquenses como José María Velasco, Felipe Santiago Gutiérrez y Luis Nishizawa Flores, así como de otros artistas mexiquenses que enfocan su trabajo en el paisaje, el retrato o las técnicas mixtas; posicionando la riqueza artística e histórica de la Plástica Mexiquense.

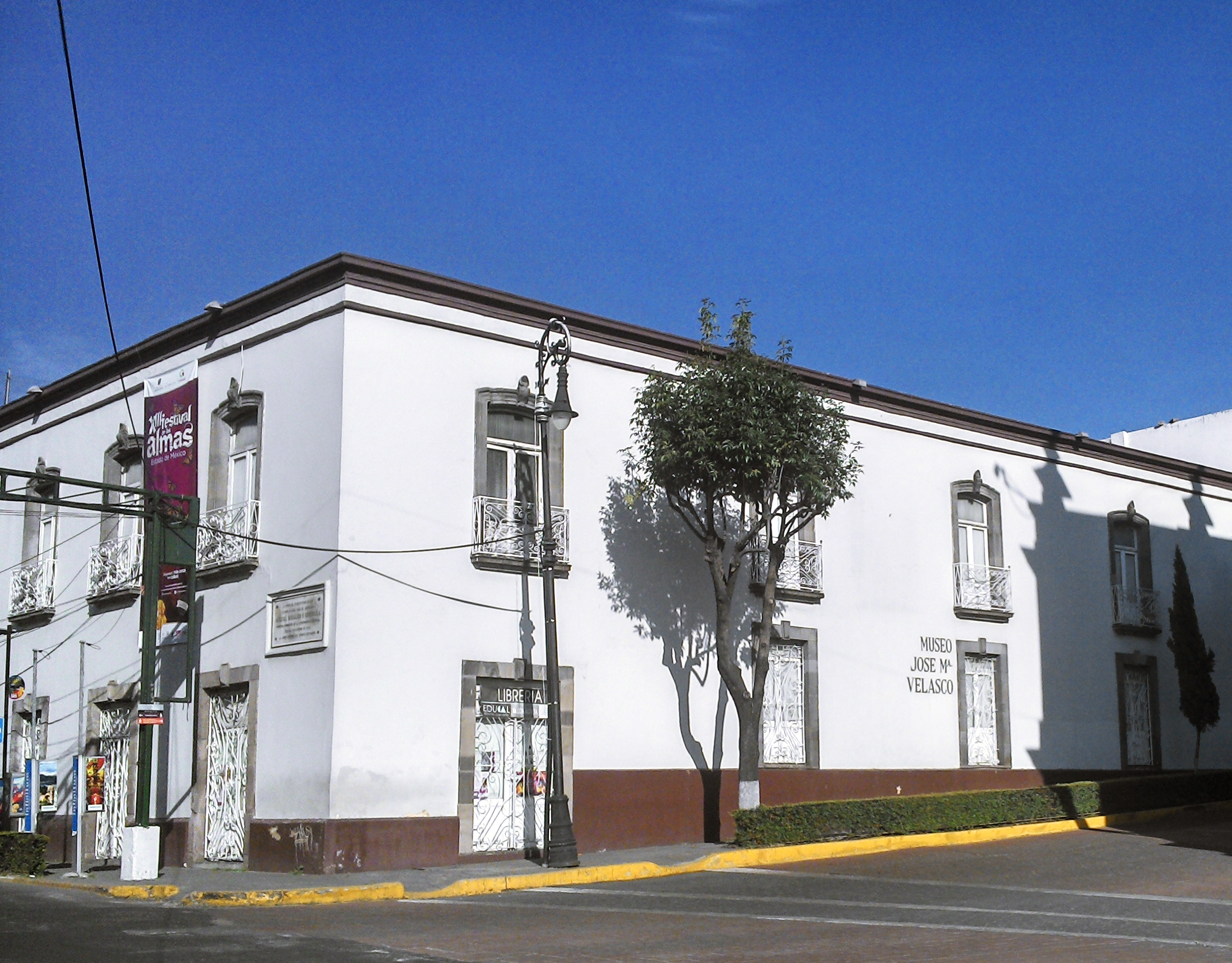
Museo José María Velasco
Este museo tiene como propósito honrar la memoria y exaltar la obra del artista plástico más reconocido del siglo XIX en México. El recinto es una bella muestra del arte arquitectónico prevaleciente en la época en que transcurrió la vida del pintor, además de que es un sitio con valor histórico, en virtud de que Don Miguel Hidalgo pernoctó en esa casa en octubre de 1810.
El origen de la construcción se remonta al siglo XVII, pero la fachada que se aprecia en la actualidad es de la segunda mitad del siglo XIX, gran parte de la herrería es colonial fabricada en el siglo XVIII. Los primeros dueños de la casa fueron Don Antonio Reyes y Doña Juana Gómez, la familia tenía una cerería y una tienda de abarrotes en la misma casa. Vicente Reyes, hijo del matrimonio, vendió la casa a Don Facundo Flores. Él la vendió a Don Luis Fortul y este a la Srta. Elena Cárdenas, quien fundó una escuela de secretarias; tiempo después fue vendida al Arq. Luis Cárdenas y los hijos de este la vendieron a su vez al gobierno del Estado de México encabezado por Ignacio Pichardo Pagaza, quien inauguró allí el 6 de marzo de 1992 el Museo José María Velasco.
Sus 10 salas permanentes exhiben pinturas que abarcan los diversos periodos creativos del maestro y sus contemporáneos. Entre los cuadros de su autoría destacan los óleos Los volcanes desde el Valle de Ocotlán, Santa Isabel, Volcanes del Valle de México y Los súbditos anuncian a Moctezuma la llegada de Cortés. Cuenta con una sala temporal, librería y cafetería. Organiza visitas guiadas, conciertos, conferencias, presentaciones editoriales y cursos de pintura.
Sus colecciones muestran cerca de 40 obras, entre dibujos académicos y pinturas al óleo del propio José María Velasco y de contemporáneos tan importantes como Luis Coto, Petronilo Monroy y Saturnino Herrán.
Forma parte del Corredor de la Plástica Mexiquense, la cual es una iniciativa de la actual administración, cuyo objetivo es el de preservar y promover el legado cultural de grandes artistas mexiquenses como José María Velasco, Felipe Santiago Gutiérrez y Luis Nishizawa Flores, así como de otros artistas mexiquenses que enfocan su trabajo en el paisaje, el retrato o las técnicas mixtas; posicionando la riqueza artística e histórica de la Plástica Mexiquense.
Museo de la Acuarela
Ubicado en una casa del siglo XIX, su objetivo es difundir y exponer el arte basado en la técnica de la acuarela, en equilibrio con el patrimonio arquitectónico del recinto. Tiene obras infantiles, obras de José María Velasco, numerosos paisajes, que es de lo que más se pinta en acuarela.
Museo de Bellas Artes de Toluca
El Museo de Bellas Artes, inaugurado el 7 de septiembre de 1945, es depositario de varias de las exposiciones de mucha relevancia nacional.
Ubicado en el antiguo Convento de la Purísima Concepción de los Carmelitas Descalzos de la Nueva España, uno de los inmuebles más históricos de la ciudad de Toluca, el Museo de Bellas Artes tiene el objetivo de rescatar, conservar y difundir el arte sacro, aplicado y decorativo de los siglos XVII, XVIII y XIX.
Comúnmente tiene grandes exposiciones temporales. En 2015, exhibió reproducciones de alta calidad de obras de Leonardo da Vinci, Rafael Sanzio y Caravaggio, a través del proyecto "Una muestra imposible".  En 2016 se presentó la exposición “Darwin, la gran aventura de la ciencia”. En 2017 exhibió réplicas y piezas originales de historia de Egipto, en la exposición "Tutankamón: la Tumba, el Oro y la Maldición", la cual tuvo mucho éxito.
Casa Toluca 1920
Una preciosa casona de inicios del siglo XX, es un recinto cultural que rinde homenaje a la historia, tradición y vida de la ciudad de Toluca. El acervo expuesto representa momentos y recuerdos de la ciudad de Toluca, mediante una serie de fotografías de la época de inicio de siglo. Están abiertos al público la sala de estar, el comedor, la cocina y el oratorio, invitando a los asistentes a la intimidad de un hogar tradicional de la época.
Museo de Ciencias Naturales de Toluca
Ubicado en el histórico Cerro del Calvario, hoy Parque Matlazincas de la Ciudad de Toluca, se encuentra el Museo de Ciencias Naturales.
El acervo contenido en el Museo de Ciencias Naturales cuenta con valiosas piezas que exponen la rica biodiversidad del Estado de México, tomando como ejemplo una importante colección de fósiles, artrópodos, lepidópteros, taxidermias zoológicas y una colección de más de tres mil mariposas. Hay un árbol petrificado de más de 250 millones de años.
Museo de la Estampa
Ubicado en una casa de mitad del siglo XX, su objetivo es exponer, conservar, difundir y estudiar el arte gráfico, su proceso, su historia y sus expresiones culturales. Cuenta con un impactante acervo de más de mil estampas de varios autores mexicanos e internacionales, desde el siglo XVI hasta nuestros días.
Museo Torres Bicentenario
Se encuentra ubicado en el conjunto monumental de Torres Bicentenario, impactante monumento diseñado por Guillermo Maya López, que a través de sus simbólicas torres, conmemora los doscientos años de México independiente. Es el resultado de un esfuerzo conjunto entre el Gobierno del Estado de México y la comunidad artística mexiquense.
Museo de Numismática
El nuevo museo, con renovadas museografía y curaduría, tiene el compromiso de ser un espacio educativo, formativo y de conservación del patrimonio numismático del país y del Estado de México particularmente. Presenta las piezas de manera organizada y acompañada de medios adecuados para la comprensión de los contextos políticos, económicos y sociales alrededor de los cuales las piezas presentadas en la exposición fueron creadas, además de los símbolos en ellas impresos y otros aspectos relevantes.
Museo del Retrato Felipe Santiago Gutiérrez
Ubicado en un edificio de finales del siglo XVIII y comienzos del XIX, fue inaugurado en diciembre de 1992. Tiene un acervo de obras en acuarela, óleo, algunos dibujos y aproximadamente 225 obras que expresan el proceso artístico de Felipe Santiago Gutiérrez. Está dividido en diez salas y a través de una de ellas se conecta físicamente con el museo José María Velasco.

### Festival Internacional de Cine de Toluca (FICCHT)
El Festival Internacional de Cine de Toluca (FICCHT) es un festival de cine mexicano y acontece en el Centro Histórico de la ciudad de Toluca en el mes de agosto.
El FICCHT es un festival que desde sus inicios pretende vincular a la sociedad, otorgando espacios para la expresión, divulgación y exposición del cine nacional, estableciendo una propuesta cultural y artística, comprometiéndose con la promoción del cine hecho en México y su consiguiente consumo.

#### Feria del Alfeñique
La tradicional Feria del Alfeñique y del Dulce Regional de Toluca, más conocida como la Feria del Alfeñique, se lleva a cabo desde 1989 con el afán de fortalecer la milenaria tradición del Día de Muertos. Cabe mencionar que esta feria del alfeñique está preparada por el Instituto Mexiquense de Cultura, el Patronato Procentro Histórico de la ciudad, el Ayuntamiento de la capital mexiquense y la Universidad Autónoma del Estado de México coordinadas para realizar este gran festejo.

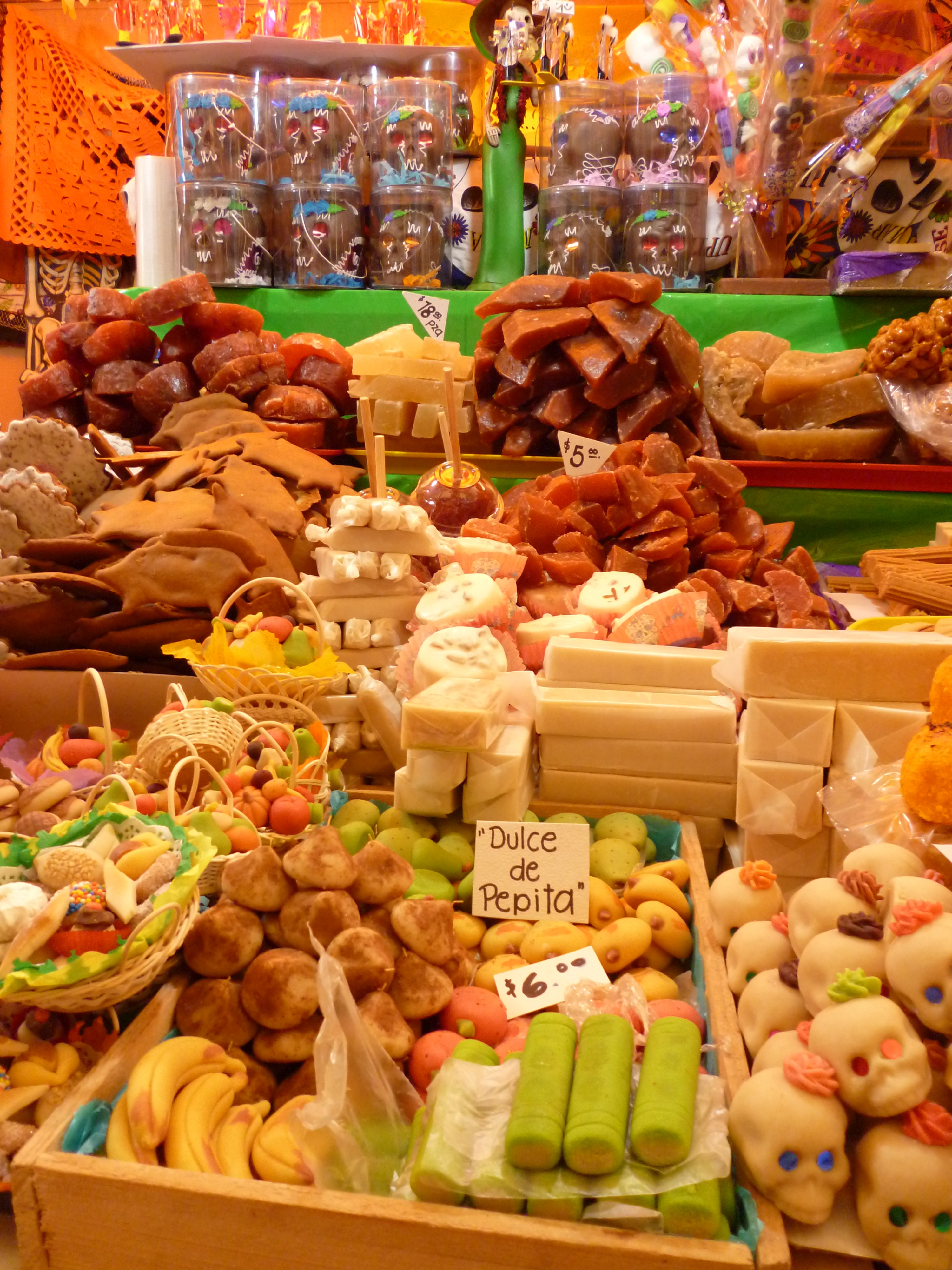
Variedad de dulces en la Feria del Alfeñique

Es una feria muy colorida y de mucha tradición que tiene como sede los famosos Portales de Toluca, denominados Reforma, Madero y 20 de Noviembre, que enmarcan la Plaza Fray Andrés de Castro y la catedral de Toluca. Por lo general la Feria del Alfeñique empieza desde la última semana de octubre y termina hasta el 3 o 4 de noviembre.
La tradicional Feria del Alfeñique se distingue por la venta y exposición del dulce de alfeñique y de la región, principalmente, pero también cuenta con la parte cultural conformada por exposiciones, conferencias, danza, música, teatro, muestra gastronómica, presentaciones de libros, talleres y proyecciones de vídeo, concursos y montaje de ofrendas tradicionales de la región del valle de Toluca y del estado de México, algunas en formato monumental, lo que la convierte en una feria muy importante en la región.
Los dulces que se pueden encontrar son el alfeñique en formas de ataúd, cráneo, cruz, borregos y venados; miniaturas de platillos típicos mexicanos, así como dulce de pepita en múltiples formas, variedades de camote y calabaza en dulce, también acitrón, frutas cristalizadas y, principalmente, las calaveras, huesos y otras figuras de chocolate, azúcar y amaranto; turrones, charamuscas, gomitas en forma de fruta y cráneos, dulce de leche y jamoncillo, cocadas, tamarindo, galletas de piloncillo, conocidas como puchas y puerquitos, que son muy tradicionales de la fiesta del Día de Muertos.
Además se pueden encontrar toda clase de adornos de la temporada, como manteles, guías y banderillas de papel picado, en diferentes tamaños, diseños y colores, figuras de cartón alusivas a la tradición, veladoras y todo lo necesario para montar la ofrenda de Día de Muertos.
Es una tradición que en Toluca además de la Feria del Alfeñique se realice exposición de ofrendas de diferentes regiones del Estado de México por ejemplo: ofrenda otomí, matlazinca, náhuatl, mazahua y también de personajes ilustres de la ciudad, así también en el panteón municipal de Toluca se hace un recorrido de las tumbas en las noches recordando a personajes que ahí descansan.

#### Festival Nacional de Pantomima
Desde el año 2011, se realiza en la capital del estado de México, el Festival de Pantomima, en el que se presentan actores urbanos del país e internacionales. El evento es realizado en la plaza fray Andrés de Castro y en la capilla Exenta, ambas ubicadas dentro de los tradicionales Portales de la ciudad de Toluca.

#### Foros culturales en Toluca
Existen varios foros culturales en la ciudad de Toluca, de diferentes plataformas, tales como el teatro, la música y las artes plásticas, en estos diversos sitios se pueden apreciar artistas de talla internacional. Uno de los foros de teatro, música y baile es El Bigote de Frida en donde se disfrutan de obras de teatro y música en vivo. En el foro Landó se muestra la escena musical de rock alternativo y se exponen bandas tanto locales como internacionales.
Una bella tradición desaparecida, era la que se daba en el Jardín de los Mártires, durante la Semana Santa se cubría con manteados y se colocaban puestos de nieves de sabores y mercaderes ambulantes vendían matracas, silbatos y "Judas" de cartón que eran quemados el sábado de gloria. De veinte años a la fecha el obispo organiza la "procesión del silencio".
Otras tradiciones que se mantienen son la bendición de los animales el día de San Antonio Abad, el ofrecimiento de flores a la virgen, la venta y bendición de las palmas el Domingo de Ramos, la venta de "mulitas" el día de Corpus Christi y la tradicional exposición anual de calaveras y dulces, que con motivo del día de muertos, se instala en los portales de Toluca, hoy conocida como Feria del Alfeñique. En las zonas populares se realizan las tradicionales "posadas".

### Mitos y leyendas
- El día que el diablo bailó en Toluca

Se dice que en el pueblo de San Lorenzo Tepaltitlán, se realizaban muchos bailes todo el año, la sociedad había decaído en normas morales, borracheras y otros vicios, los jóvenes ya no se acercaban a Dios. En un baile nocturno muy concurrido en el Rodeo Santa Fe, llegó un hombre guapo, gallardo y con mucho dinero, nadie lo conocía, estuvo sentado solo en la barra de la cantina y bebiendo alcohol, de pronto sacó a bailar a una hermosa mesera que atendía en la cantina; la chica accedió a bailar con él; dicho caballero bailaba muy bien y empezó a tocarla con sensualidad y lujuria, de pronto; la chica empezó a sentirse mal entre las multitudes, empezó a sentir mareos y se desvaneció hasta que cayó al suelo, la gente se espantó y al ver que parecía muerta, de pronto el caballero que bailaba con ella, corrió y se desapareció como una bola de fuego, una asistente le vio los pies al correr y gritó que tenía una pata de cabra, que era el diablo, de pronto la gente empezó a gritar y se amontonaron en la entrada principal de que ese hombre era el diablo en persona, las muchedumbre quería salir del lugar con rapidez y empezaron a caer personas pisteadas, asfixiadas y muertas por los apretones. Las autoridades cerraron el lugar y ya no se volvieron hacer rodeos por los muertos de esa noche. Has varias versiones, pero la leyenda es parte del folklore de esa trágica noche de baile. Esta es la macabra historia.
- Los túneles subterráneos de Toluca

Se cuenta que debajo de la ciudad hay túneles que fueron construidos hace muchísimos años. La versión más conocida de esta leyenda cuenta que los túneles fueron construidos para que el monasterio de la Merced tuviera comunicación con el Convento Del Carmen (donde actualmente se ubica la secundaria uno) al igual que con la iglesia del Ranchito, el Templo De La Santa Veracruz y la arquidiócesis. Se cuenta que en los túneles se pueden escuchar gritos y lamentos de niños que los frailes asesinaron para esconder sus aventuras con las monjas.
Otra versión de la historia cuenta que los túneles también se utilizaron como método de escape durante la Guerra Cristera.

## Deportes

### Estadio Nemesio Diez

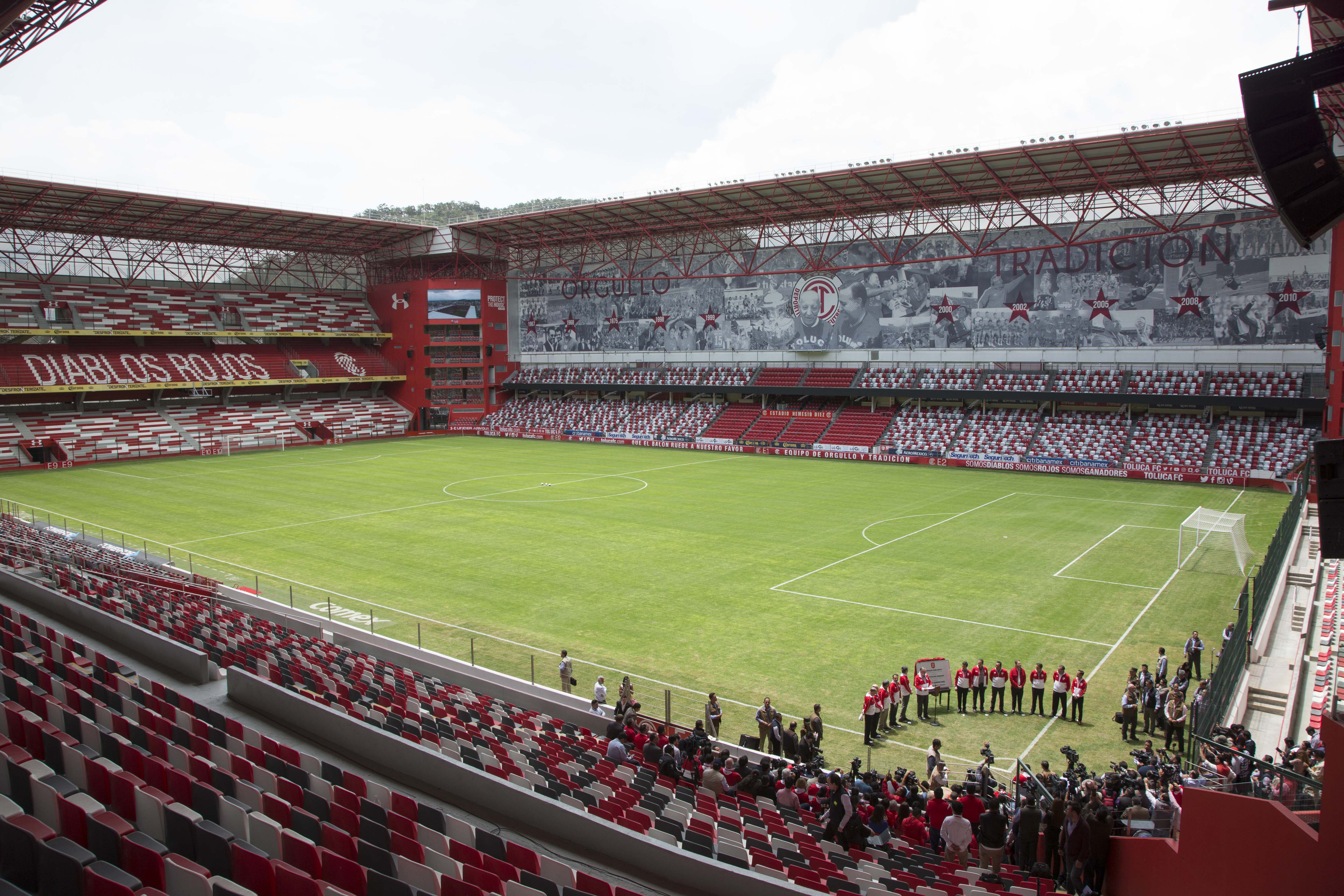
Estadio Nemesio Diez.

Sede habitual del Deportivo Toluca Fútbol Club, ubicado en Avenida Constituyentes, poniente #1000 colonia La Merced, inaugurado oficialmente el 8 de agosto de 1935,  desde entonces ha sufrido diversas modificaciones en su nombre e infraestructura la cual continua evolucionando. En 2015 empezaron los trabajos de remodelación del recinto, con motivo del centenario del club.
Se contempló la ampliación del aforo, que aumentó de 27,000 a 30,000 espectadores, además, se construyeron palcos en las 4 esquinas del estadio para uso exclusivo de socios comerciales.
Se mejoró el sonido local y se construyó un estacionamiento aledaño con capacidad para 1,500 vehículos que se conecta con el estadio gracias a 2 puentes de acceso.
Esta remodelación duró 24 meses y contó con una inversión de más de 800 millones de pesos. Se re-inauguró el 15 de enero del 2017 con un partido correspondiente a la jornada 2 del torneo Clausura 2017 de la Liga MX.
Desde su remodelación en el año 2017, con motivo de la celebración del centenario del equipo, su aforo se incrementó a 27,273 aficionados, y ha sido considerado como “el estadio más europeo de México”. El estadio ha sido testigo de 10 de los 11 títulos de liga del Deportivo Toluca; de las 10 finales de vuelta disputadas en torneos cortos en este campo, el Toluca ha podido celebrar el título frente a sus aficionados en 7 ocasiones: en 1998 vs Necaxa, en 1999 vs Atlas, en el 2000 vs Santos, en 2002 vs Morelia, en 2008 vs Cruz Azul, en 2010 vs Santos y en 2025 vs. América.
La remodelación actual del estadio Nemesio Diez tuvo un costo de más de 1000 millones de pesos. Además de su cancha y el diseño arquitectónico, que respetó la esencia del histórico inmueble, ha recibido el reconocimiento mundial entre los estadios más hermoso. Asimismo, destaca la incorporación de tecnología más avanzada, que lo convierten en inmueble totalmente seguro y familiar.
El Deportivo Toluca Fútbol Club Fue fundado oficialmente el 12 de febrero de 1917 por un patronato encabezado por los hermanos Manuel y Francisco Henkel Bross, y Román Ferrat Alday en la casa de la familia Ferrat-Solá, ubicada en el número #37 de la avenida Juárez se levantó el acta constitutiva de Deportivo Toluca; conformándose una directiva a la que se sumaron personalidades como Leonardo y Joaquín Sánchez, Abel Moreno y Manuel Lara; es la mayor institución deportiva de la ciudad y que representa a la urbe como club de fútbol profesional, participando actualmente en la Primera División de México y siendo uno de los clubes más tradicionales del fútbol nacional siendo una de las instituciones más antiguas del fútbol mexicano y el tercer equipo más laureado de la Primera División Mexicana con 11 títulos, solo por detrás de los dos clubes más populares y exitosos del país, el Club Deportivo Guadalajara con 12 y el Club América con 16.
Adicionalmente cuenta con otros títulos en su palmarés tales como ser el máximo campeón de los torneos cortos del fútbol mexicano, dos títulos de Liga de Campeones de la Concacaf, 2 títulos de la Copa México y 4 títulos de Campeón de Campeones, además de 1 título de Segunda División de México y 1 título de Campeón de Campeones de Segunda División y contando además con otros méritos y logros tales como la 3.º colocación en la tabla histórica de la Primera División de México, la 3.º colocación en la tabla histórica de la Copa México y la 13.º colocación en la tabla histórica de la Liga de Campeones de Concacaf campeonato de goleo de José Saturnino Cardozo Otazú en el Apertura 2002 que, con 29 goles, estableció el récord de goles en una temporada en los torneos cortos del fútbol mexicano.
Uno de los apodos más usados para referirse al equipo es “los choriceros”, debido a la gran tradición que hay en la ciudad por la elaboración del chorizo. Otro apodo es el de los "diablos rojos" del Toluca, sobrenombre que se ganan por el color de su uniforme.
Desde el torneo de Clausura 2016 hasta el Apertura 2019, el club denominado Potros UAEM participó en el torneo Ascenso MX representando a la Universidad Autónoma del Estado de México y jugando en el estadio olímpico Alberto "Chivo" Córdoba.
Durante el torneo Apertura 2016 el Deportivo Toluca F.C. utilizó el estadio olímpico Alberto "Chivo" Córdoba.
En el Estadio Nemesio Diez durante el Apertura 2024, el Deportivo Toluca Fútbol Club tuvo un porcentaje de asistencia del 94.9%. Lo cual da un promedio de asistencia de 28,470 espectadores por partido disputado en el estadio Nemesio Díez durante los nueve partidos del torneo en fase regular del torneo, así mismo el club informo que el club vendió el 60% de la capaciadad del estadio a abonados, lo cual representa un 60% de la capacidad del estadio, es decir 18,000 lugares aproximadamente lo que representa un 53% de porcentaje de abonados en el estadio.
De igual forma la Federación Mexicana de Fútbol tiene su sede en esta ciudad de Toluca desde enero del año 2016.
Actualmente el club varonil se encuentra participando en la Primera División de México desde 1954, También cuenta con un club de fútbol profesional femenil Deportivo Toluca Femenil que participa en la Primera División Femenil de México desde el año 2017, el club femenil fue fundado en el año 2017. El club disputa sus partidos como local en el Estadio Nemesio Diez.
| Equipo                        | Deporte          | Fundación | Liga                      | Estadio                                       | Capacidad |
| ----------------------------- | ---------------- | --------- | ------------------------- | --------------------------------------------- | --------- |
| Deportivo Toluca F.C.         | Fútbol           | 1917      | Liga MX                   | Estadio Nemesio Díez                          | 30,000    |
| Potros Salvajes UAEM          | Fútbol Americano | 1958      | ONEFA                     | Estadio Juan Josafat Pichardo                 | 5,000     |
| Potros UAEM                   | Fútbol           | 1964      | Liga de Ascenso de México | Estadio Universitario Alberto "Chivo" Córdoba | 32,000    |
| Deportivo Toluca F.C. Femenil | Fútbol           | 2017      | Liga MX Femenil           | Estadio Nemesio Díez                          | 30,000    |

## Relaciones internacionales

### Ciudades hermanas
La ciudad de Toluca de Lerdo ha establecido relaciones de hermandad con las siguientes ciudades:
- Caparroso, España desde el 22 de abril de 1977.[71]
- Nanchang, China desde el 16 de agosto de 1988.[71][72][73]
- Fort Worth, Estados Unidos desde el 20 de agosto de 1998.[71][73][74]
- Saitama, Japón desde el 2 de octubre de 1999 (originalmente firmado con la ciudad de Urawa).[73][75]
- Suwon, Corea del Sur desde el 8 de noviembre de 1999.[73][76]
- Cartago, Costa Rica desde 16 de agosto de 2000.[71][73]
- La Vega, República Dominicana desde el 25 de abril de 2001.[71]
- La Plata, Argentina desde el año 2010.[73][77]
- Lima, Perú desde el año 2010.[78]
- Ramala, Palestina desde el 3 de marzo de 2014.[71][73][79]
- Curitiba, Brasil desde el 17 de noviembre de 2014.[73]
- Đà Nẵng, Vietnam desde 30 de diciembre de 2015.[71][80]
- Debrecen, Hungría desde el 20 de agosto de 2015.[71][73][81]
- Novi Sad, Serbia desde el 22 de agosto de 2015.[71][73]

## Batallas Importantes
La Batalla de Toluca en Diciembre de 1860: 
El 9 de diciembre de 1860 el ejército liberal al mando de Felipe Benicio Berriozábal Basabe, entonces Gobernador del Estado de México, fue atacado por el ejército conservador al mando de Miguel Negrete, quienes con astucia lograron introducirse a la ciudad vistiendo los trajes utilizados por el cuerpo de mosqueteros, burlando así la vigilancia de Nicolás Romero, esta fue la última victoria del ejército conservador.